# GR (トヨタ自動車)

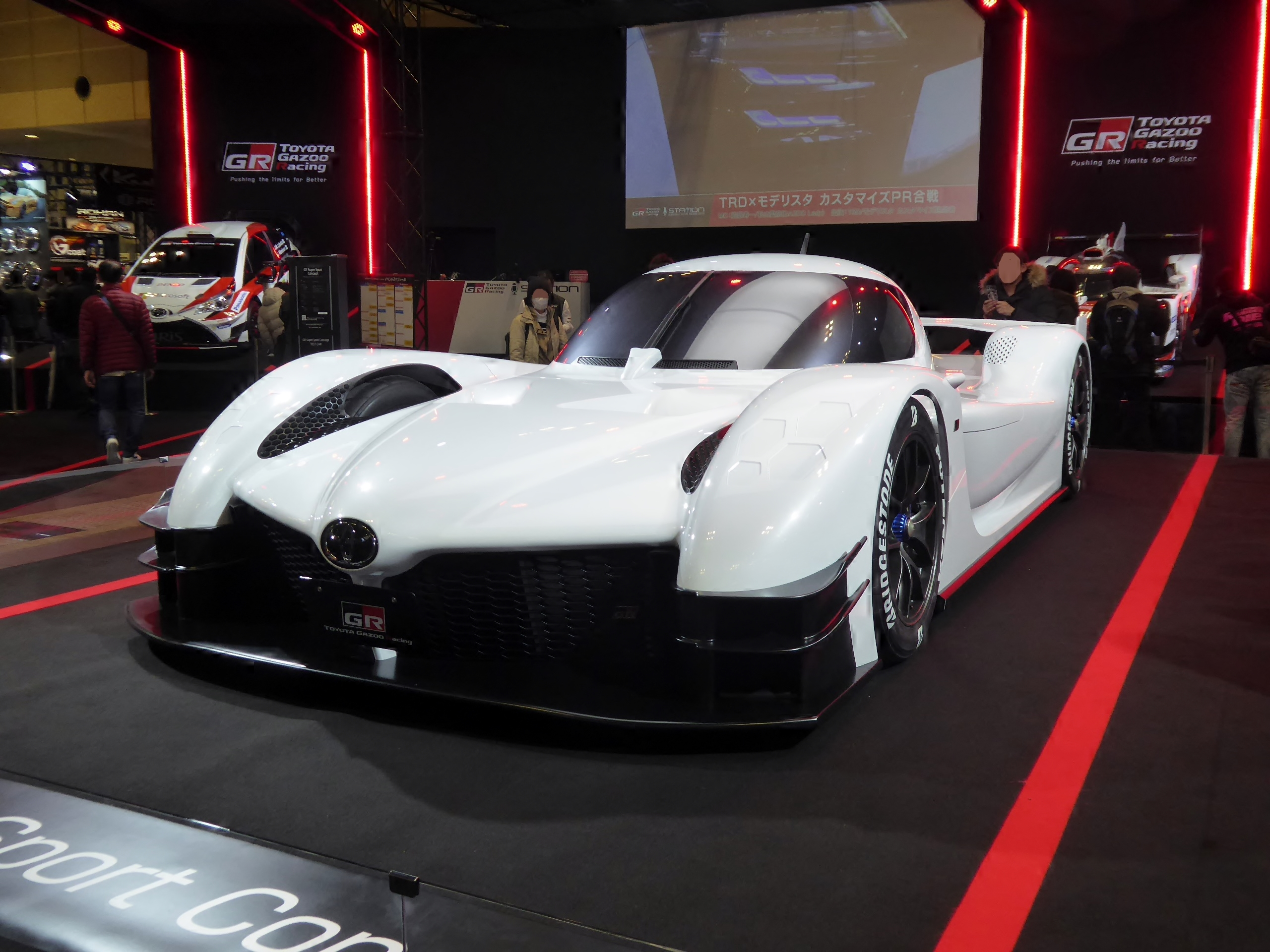
GRスーパースポーツコンセプト

GR（ジー・アール）は、トヨタ自動車が2017年から展開しているスポーツブランド。TOYOTA GAZOO Racing（トヨタ・ガズー・レーシング）についてもここで述べる。

## 概要
トヨタ自動車の社内カンパニーであるGRカンパニー（GAZOO Racing Company）がGRブランドの展開を担当している。トヨタのレーシングチームであるGAZOO Racingの活動で得た知見を市販車にフィードバックし、市販車を売って得た利益をGAZOO Racingの活動に還元することで、本社の経営状態に左右されづらい継続的なモータースポーツ活動を可能としている。初代GRカンパニー社長は豊田章男の部下であった友山茂樹。2020年9月1日付で2代目の佐藤恒治に交代した。
GRブランドのベースカラーは白。ロゴマークは黒地に"G"、赤地に"R"という白文字が刻まれる。
市販車は『GR』シリーズとして「GRMN」「GR」「GR SPORT」「GR PARTS」という4段階のピラミッド構造となっている。従来はいちチューニングカーブランドにすぎなかったが、2019年からGRブランド専売車も続々登場しており、スポーツカーブランドとしての発展が期待される。
『F』として展開しているレクサスブランドのスポーツカーとの差別化については、「GAZOO Racing（GR）はピュアスポーツで、レクサスはラグジュアリースポーツという位置づけ」「GRはいまあるクルマをチューニングして持ち上げるのではなく、レースフィールドにあるクルマをロードゴーイングカーに落とし込んでいく」と言及されている。

## 歴史
2007年、トヨタのマスターテストドライバーであった成瀬弘を中心に教え子のテストドライバーやメカニックらで編成した社内チームが、ツーリングカーレースの祭典であるニュルブルクリンク24時間レースに挑戦。成瀬から運転の指導を直接受けた、当時副社長の豊田章男もドライバーとして参戦した。この時ワークスのトヨタ・レーシングと名乗ることを許されなかったため、豊田が設立に携わったポータルサイトGAZOOの名称を用いて「Team GAZOO」を名乗り、広報上ではドライバーも「キャップ（成瀬）」「モリゾウ（豊田）」など本名ではなくニックネームを名乗った。また予算もなかったため、生産終了していた中古のアルテッツァやBMW・E90などをマシンに用いた。GAZOO.comはアマチュアレース企画として活動レポートを掲載した。
2009年以降は「GAZOO Racing」として「新車開発の聖地ニュルブルクリンクで人とクルマを鍛える」という目標のもと、LF-AやFT-86などの開発モデルを投入し参戦を継続していく。ドライバーは木下隆之・飯田章・石浦宏明らプロレーサーを加えているが、メカニックやエンジニアは社員から選抜している。チームの監督であった成瀬が2010年6月に事故死する不幸を乗り越え、2014年には3クラス制覇を果たした。
2009年の豊田の社長就任後はGAZOO Racingの範囲も広がり、「クルマ好き・クルマファンの拡大」を目指してサーキット体験走行会や、トヨタ・86及びスバル・BRZによって争われるワンメイクレース「GAZOO Racing 86/BRZ Race（2022年からはTOYOTA GAZOO Racing GR86/BRZ Cup）」、毎年11月に開催される「TOYOTA GAZOO Racing Festival」といったグラスルーツイベントを開催した。また、2010年に発足したスポーツ車両統括部が手がける走りの楽しさを味わえる市販モデルとして、2009年に本格派の「GRMN」、2010年にライト派の「G's（ジーズ）」というスポーツコンバージョンシリーズが誕生している。
2015年4月より、それまで「GAZOO Racing」「TOYOTA Racing」「LEXUS Racing」と分かれていた全モータースポーツ活動を「GAZOO Racing」と統一した。トヨタ、レクサスブランドのレース活動はGAZOO Racingの傘下に入り、「TOYOTA GAZOO Racing」「LEXUS GAZOO Racing」と呼ばれる。この年以降、TOYOTA GAZOO Racing（TGR）のワークスマシンは白地に赤・黒のストライプという共通カラースキームを使用する。同時に、走りの味を作り評価できる人材を育成する『凄腕技能養成部』も立ち上がっており、これ以降ラリーやニュルブルクリンクを中心にGAZOO Racingの活動に参加するようになる。
2016年にはSUPER GTを引退した脇阪寿一がTGRアンバサダーに就任。系列の富士スピードウェイの1コーナーの命名権を取得し「TGRコーナー」と改称した。また、若手俳優の佐藤健をCMキャラクターに起用し周知活動を行った。
2017年にはモータースポーツ車両を開発していたTOYOTA GAZOO Racing Factoryを改組し「GAZOO Racing Company」を新設。社内カンパニーとして独立性を強め、レースで得た知見を市販車へフィードバックすることでトヨタの車作りに貢献し、採算を確保する方向性が定まった。スポーツコンバージョンブランドをGRシリーズ（「GRMN」「GR」「GR SPORT」および「GR PARTS」）に再編し、地域拠点となる「GRガレージ」を各地のディーラーに設置した。
2019年にはGRブランド専売車第一号となるGRスープラが登場。またダイハツ・コペンのGR SPORTも発売し、トヨタの枠を超えたブランドとしての第一歩を踏み出した。
2020年にはWRCや地域ラリーで勝つことを目的に開発された、ブランド専売車第二号のGRヤリスを発表している。同車では、セリカ GT-FOUR以来のスポーツ四輪駆動システムとなる『GR-FOUR』、ベルトコンベア式ではないGR車専用の生産ライン『GR FACTORY』などが新たに採用されている。

## GAZOO Racing
GRブランドの根幹を為すモータースポーツ活動である。成瀬弘の信条であった、レースを通して技術や人を鍛えることを目的としており、勝つことを第一の目的とした世界選手権のようなビッグカテゴリから、人材育成や市販車開発を目的とする草レースまで幅広く参戦を行っている。表記は「Gazoo Racing」や「GAZOO RACING」などの揺れがあるが、現在公式では「GAZOO Racing」で統一されている。またTOYOTA GAZOO Racingは頭文字を取ってTGRとするのが公式な略称である。
レースからフィードバックしているのはパワーユニットやトランスミッション技術のような自動車に直接生かせるものだけでなく、レーシングカーの開発の手法（開発プロセス、組織論、シミュレーション技術など）もそうである。また市販車のテストドライバーが市販車開発のためにレースに参戦したり、逆にプロのレーシングドライバーが市販車開発の現場に直接携わる機会が増えている。GRスープラは前者、GRヤリスは後者のパターンで開発されている。またC-HRがプロトタイプの段階でニュルブルクリンク24時間に参戦したように、GRシリーズ以外のトヨタ/レクサスの車作りにも大きな影響を与えている活動である。
本社以外にも世界のトヨタ法人の多くが「GAZOO Racing ○○（国や地域名）」を名乗り参戦しているが、一部マーケティングや参戦体制の都合でGAZOO Racingを名乗っていない場合もある。また北米のレクサスは2019年を最後にGAZOO Racingを名乗っておらず、日本のレクサスも2019年を最後にTOYOTA GAZOO Racingに引き継いだため、2020年現在『LEXUS GAZOO Racing』としては活動は行われていない。
発足以降、ル・マン24時間5連覇、FIA 世界耐久選手権（WEC）ドライバー/チームズタイトル獲得、世界ラリー選手権（WRC）ドライバー/コ・ドライバー/マニュファクチャラーズタイトル獲得、ダカール・ラリー初制覇、世界ラリーレイド選手権（W2RC）ドライバー/コドライバー/マニュファクチャラーズタイトル獲得、NASCARカップ戦ドライバー/マニュファクチャラーズタイトル獲得などの実績を残している。なおWRCのマニュファクチャラーズトロフィーには、トヨタのエンブレムではなく「GR」のそれが刻まれている。
WEC、WRCでは、トヨタ・ガズー・レーシング・ヨーロッパ（TGR-E）が、トヨタの欧州におけるワークスチームとして、モータースポーツ活動を担っている。
また2024年、ハースF1チームとの提携を結んだことが発表された。具体的にはトヨタのドライバーやエンジニア・メカニックがハースに派遣され、テストへの参加や空力の共同開発などが行われる。またTGR-Eでもカーボン部品の設計・製造を行う。
チームとしての参戦だけでなくラリーチャレンジや86/BRZといったレースシリーズ、TOYOTA GAZOO Racing Festival（TGRF）のようなイベントなども開催して、モータースポーツ文化振興を精力的に行っている。2020年にはトヨタ・ヤングドライバーズ・プログラム（TDP）やTGRラリーチャレンジなどの育成組織を統合整理し、WECとWRCへの若手ドライバー輩出を目指す「TGRドライバー・チャレンジ・プログラム（TGR-DC）」を設立した。
2025年からのニュルブルクリンク耐久シリーズ及びスーパー耐久シリーズでは、モリゾウのプライベートチームであるROOKIE Racingと一体化させ、「TOYOTA GAZOO ROOKIE Racing（略称：TGRR）」として参戦する。
公式マスコットキャラクターは「くま吉」「モリゾウくん」「ルーキー」。
なお、子会社のダイハツ工業でも、親会社のトヨタ同様「モータースポーツを起点としたもっといいクルマづくり」をミッションに掲げ、2023年1月から「DAIHATSU GAZOO Racing」として活動を始めている。ロゴは、TGRロゴの最初の部分をDAIHATSUに変更して使用。

### TOYOTA GAZOO Racing
- ニュルブルクリンク24時間レース
- 世界耐久選手権（WEC。ル・マン24時間レースを含む）
- 世界ラリー選手権（WRC）
- ダカール・ラリー
- 全日本スーパーフォーミュラ選手権
- 全日本ラリー選手権
- SUPER GT
- スーパー耐久
- NASCARカップ戦
- GR86/BRZ Cup（旧:86/BRZレース）
- Yaris Cup (旧:ネッツカップ・ヴィッツレース)
- ラリーチャレンジ
- 全日本F3/F4
- イギリスツーリングカー選手権（BTCC）
- ストックカー・ブラジル

LEXUS GAZOO Racing
- SUPER GT（～2019年、TOYOTA GAZOO Racing名義で継続中）
- IMSAウェザーテック・スポーツカー選手権（～2019年、カスタマーサポート）

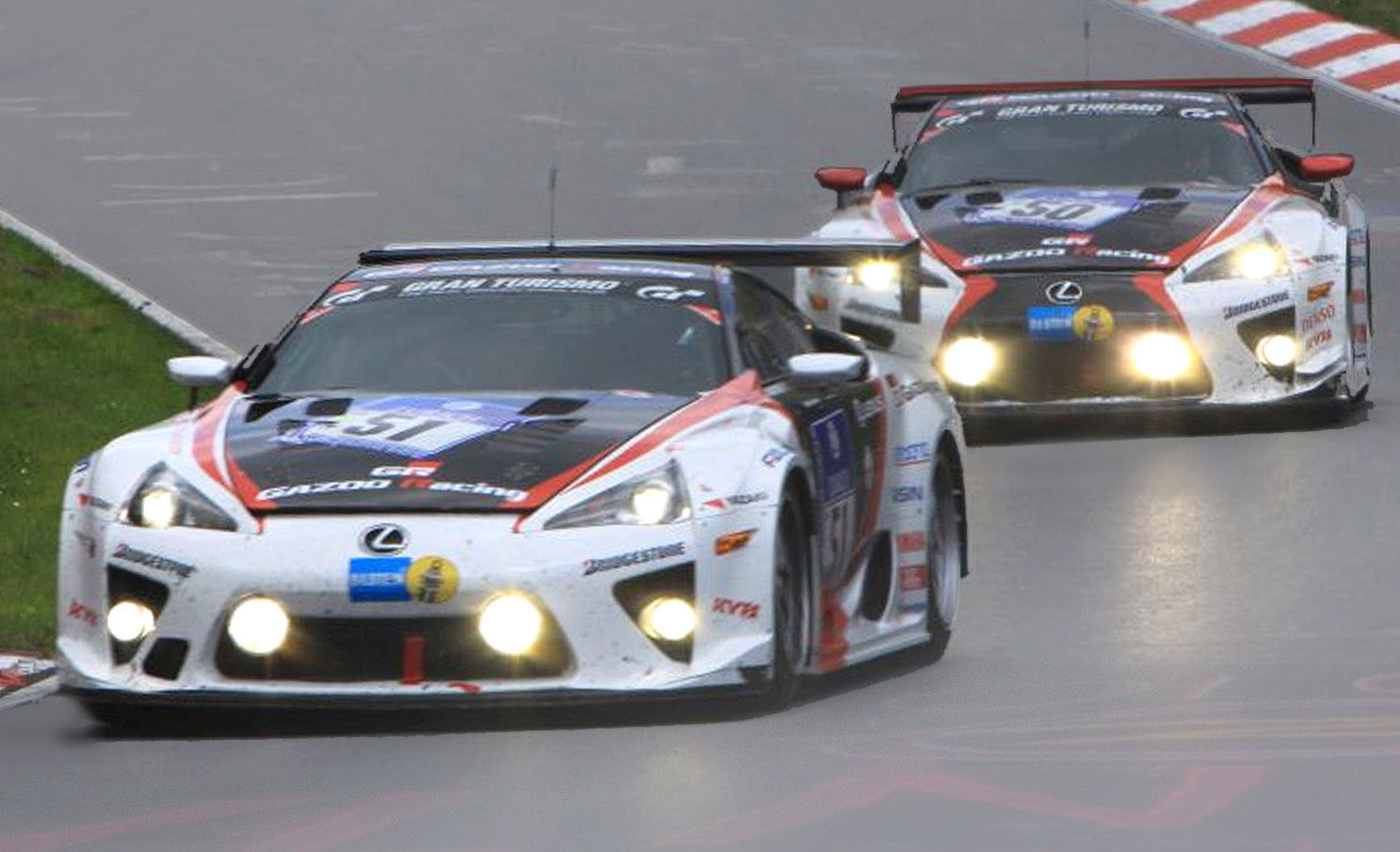
LF-A（2010年ニュルブルクリンク24時間）
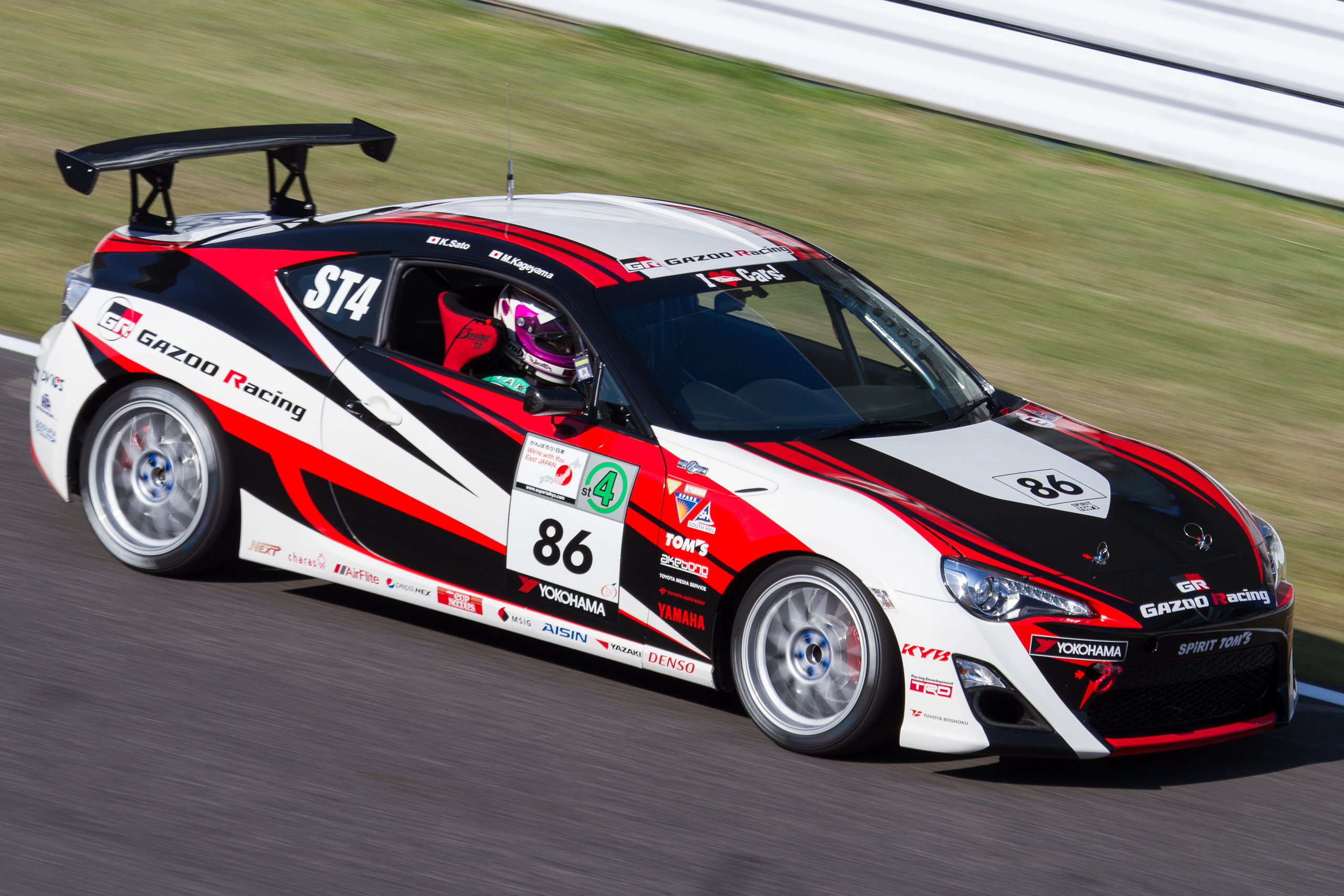
86（2012年スーパー耐久）
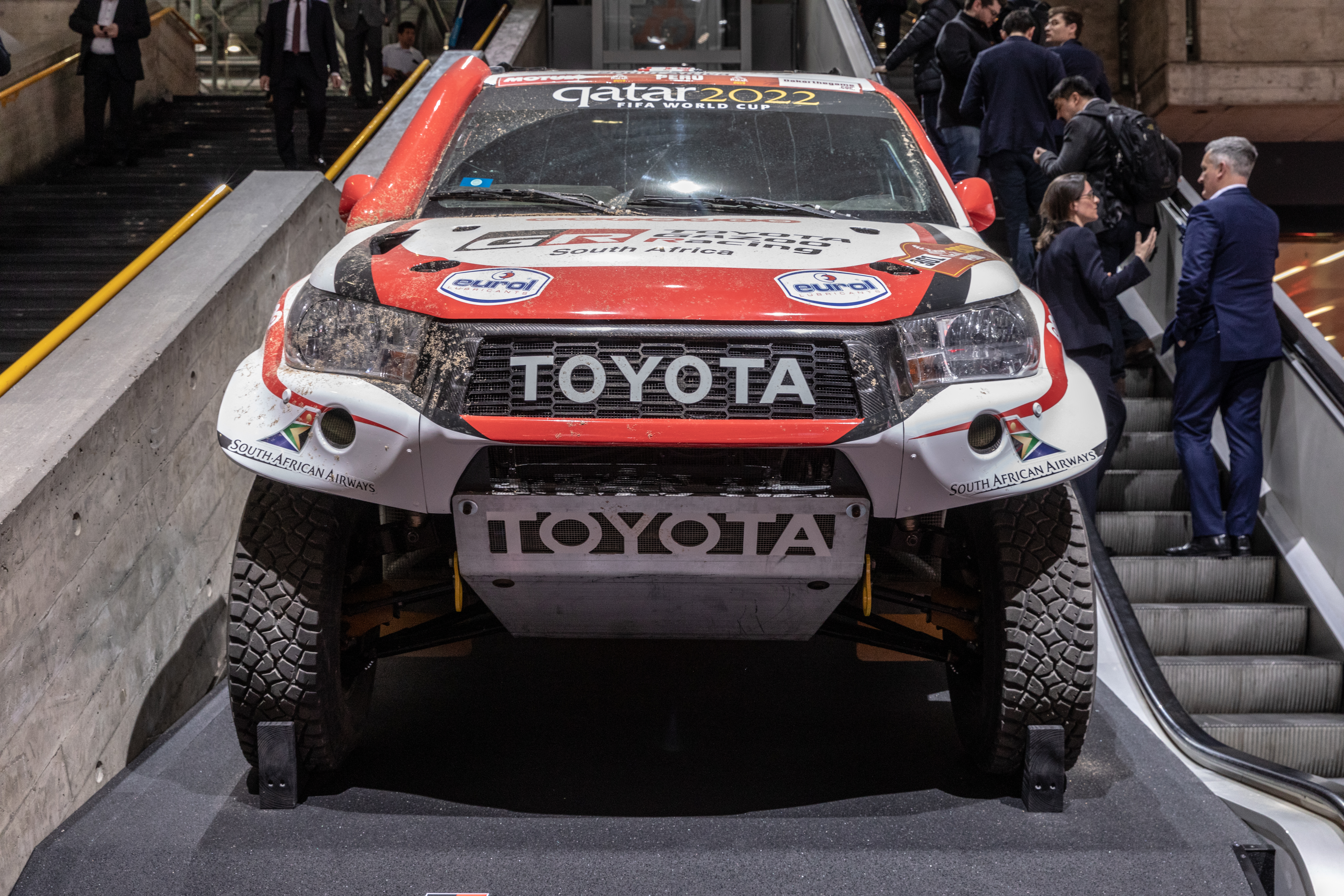
ハイラックスEVO（2019年ダカール・ラリー）
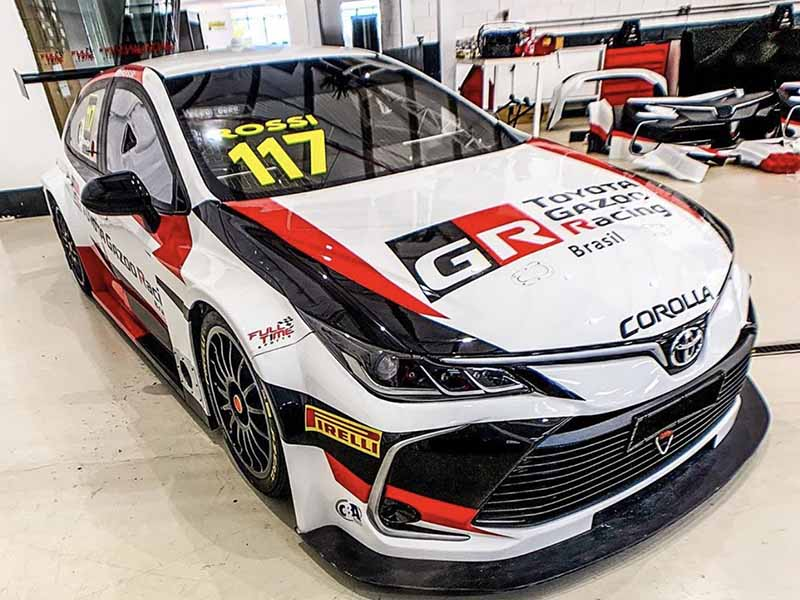
カローラ（2020年ストックカー・ブラジル）
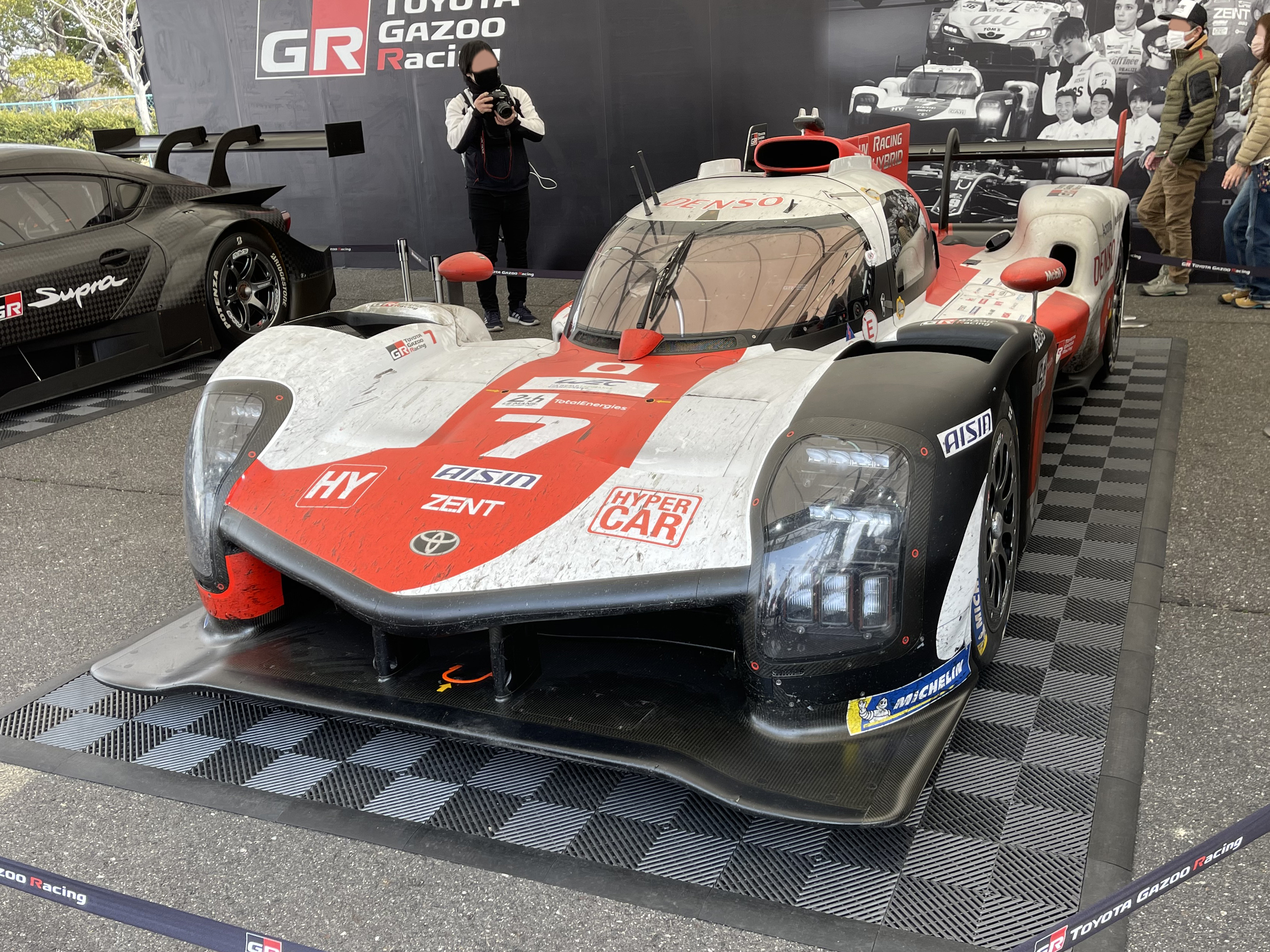
GR010 HYBRID（2021年WEC）
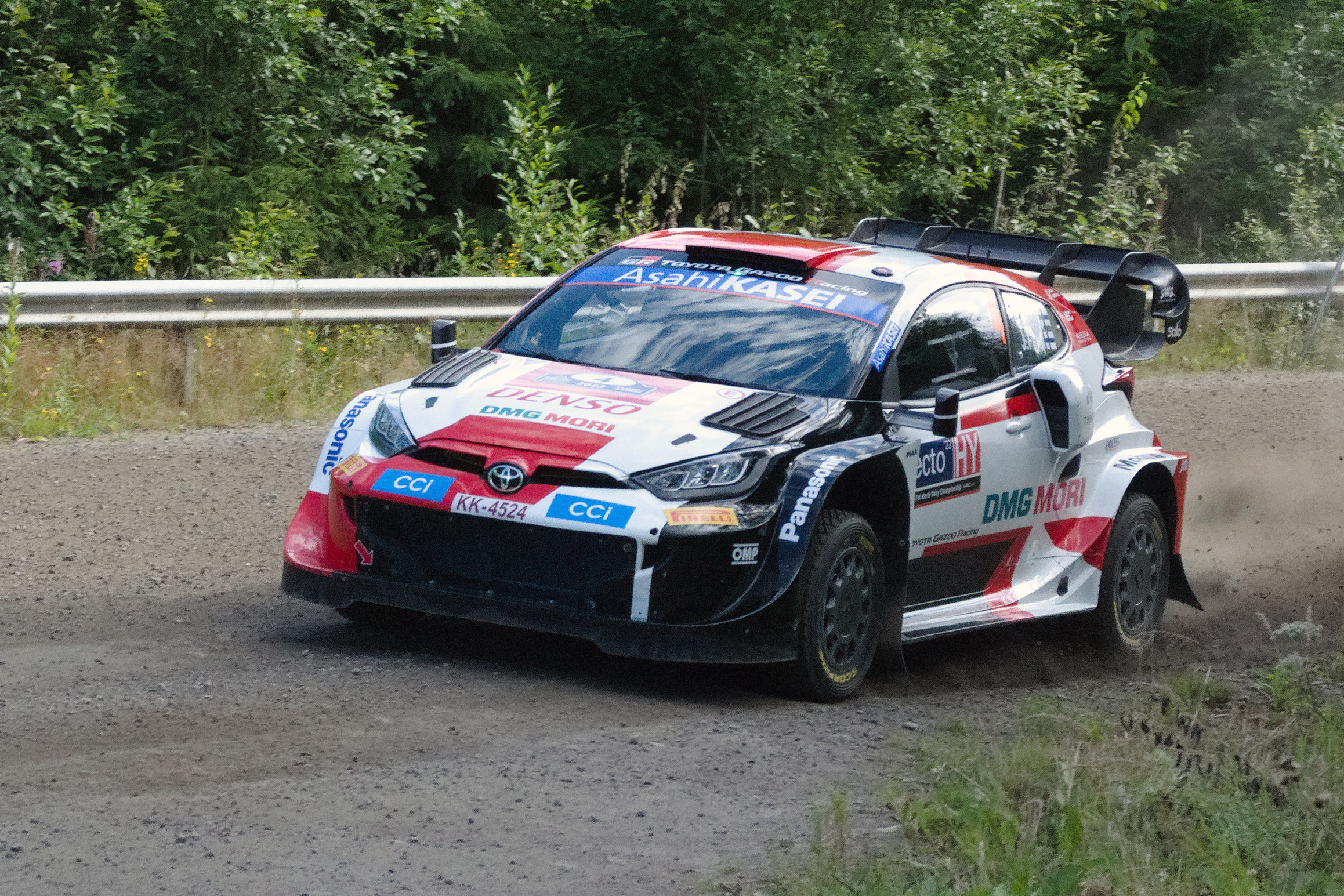
GRヤリス ラリー1（2022年WRC）

## GRシリーズ
2017年9月に、GRMNとG'sを再編する形で発足。当初は限定生産の最上級モデルである「GRMN」、GRMNの量産版である「GR」、エントリーモデルの「GR SPORT」、チューニングパーツの「GR PARTS」の4段階のピラミッド構造で展開されていたが、2019年以降発売された「GR」についてはGRブランド専用車の名称となっている（後述）。
基準車（ベース車）とは別のチームを結成して開発し、補強によって高剛性化したボディに高性能サスペンションやタイヤを組み込んで走行性能を高め、専用デザインの内外装部品でコンプリートカーを製作するという手法は「G's」より引き継ぐが、「GR」ブランドはさらなる顧客層への拡販を狙って量産モデルを「GR」と「GR SPORT」の2本立てとすることでブランド自体を明確化、細分化しているのが「G's」との大きな違いである。
「G's」では各車種ごとにフロントグリルをデザインしていたが、「GR」ブランド車ではモータースポーツ車両の開発で培った空力技術を応用してデザインされたフロントバンパーである「ファンクショナル・マトリックスグリル」に統一することで、「G's」ブランド車よりも空力性能を大幅に引き上げ、かつブランドイメージの統一化を図っている。
また「G's」ブランドでは意図的に外していたトヨタマークを復活させることで、「トヨタ車のスポーツモデルブランド」であることを明確にしている。

### GRMN
GRMN（ジーアールエムエヌ、GAZOO Racing tuned by Meister of Nürburgring）はG'sと同時期に登場した、サーキット走行も想定した数量限定生産の最上位かつ最古のシリーズ。エンジン内部にチューニングを施し、ほとんどがマニュアルミッションを搭載し、車輌の特性に合わせてドライカーボンを車体パネルに採用している。また「Meister of Nürburgring（マイスター・オブ・ニュルブルクリンク）」には、2010年に他界したGAZOO Racingの成瀬弘監督への敬意が込められている。
- iQ GRMN（2009年、100台限定生産）
- iQ GRMN スーパーチャージャー（2012年、100台限定生産）
- ヴィッツGRMNターボ（2013年、200台限定生産）
- マークX GRMN（2015年、100台限定 及び 2019年、350台限定）
- 86 GRMN（2016年、100台限定）
- ヤリスGRMN（2018年欧州限定、400台限定生産）
- ヴィッツGRMN（2018年、150台限定）
- センチュリーGRMN（2018年、セダン、白黒2台限定製作、非売品）（2023年、SUV、東京オートサロン2024発表、非売品）
- GRMNヤリス[注釈 4]（2022年、500台限定）

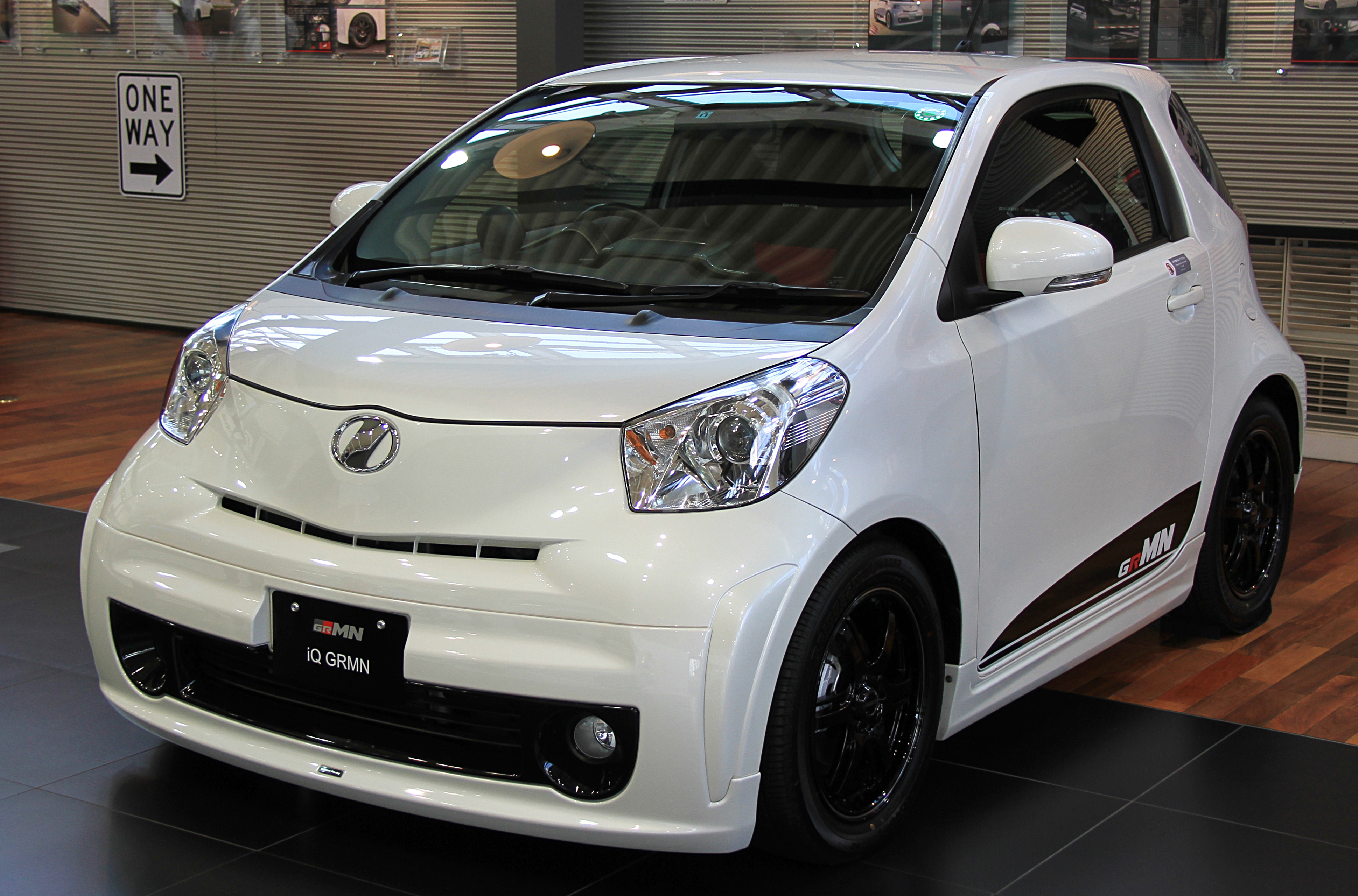
iQ GRMN
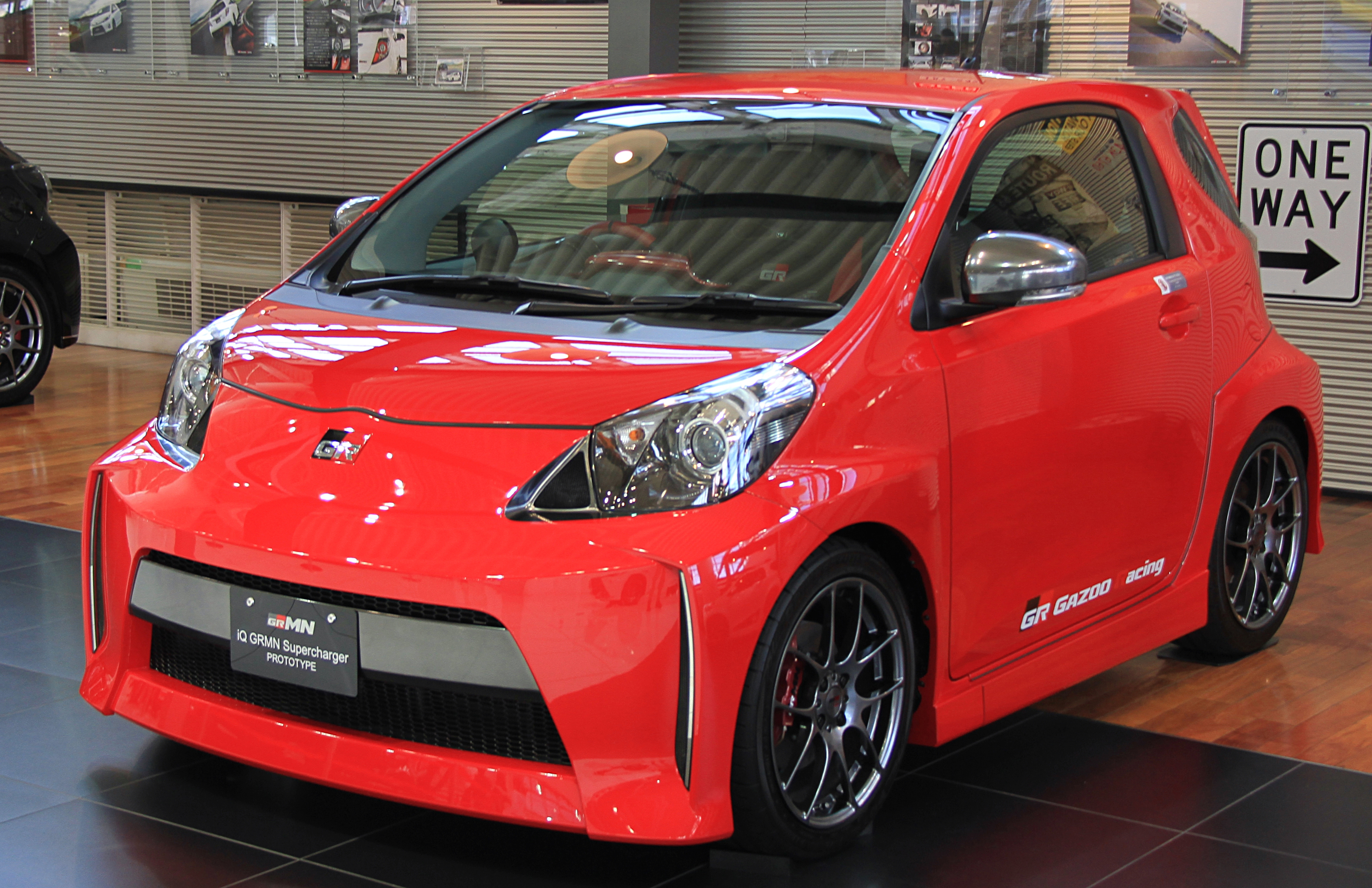
iQ GRMN スーパーチャージャー
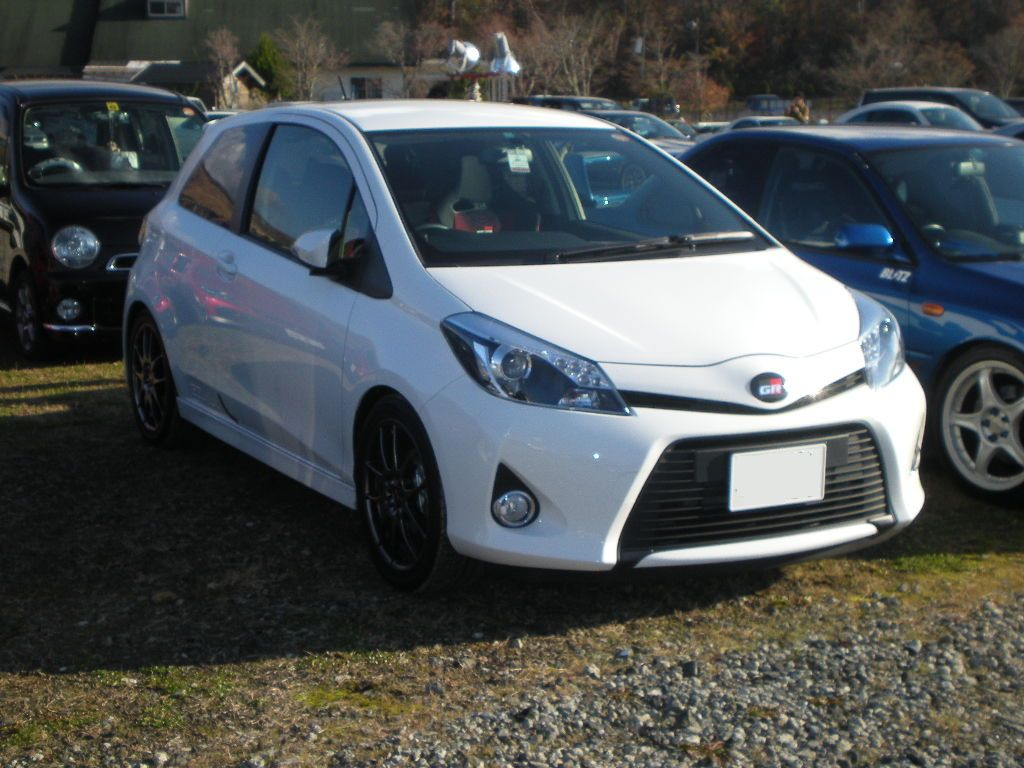
ヴィッツGRMNターボ
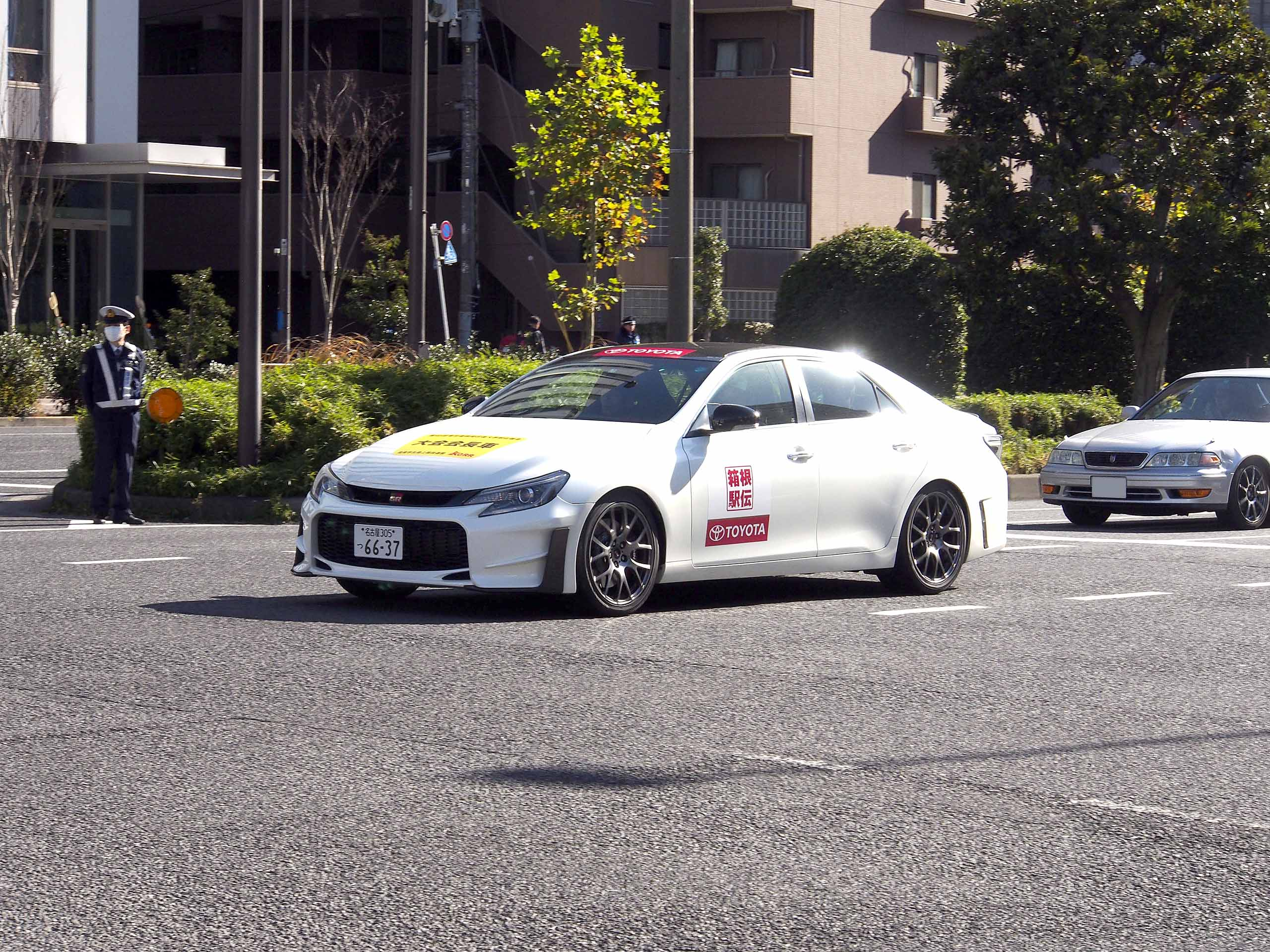
マークX GRMN 2015年版 （2019年箱根駅伝 大会会長車）
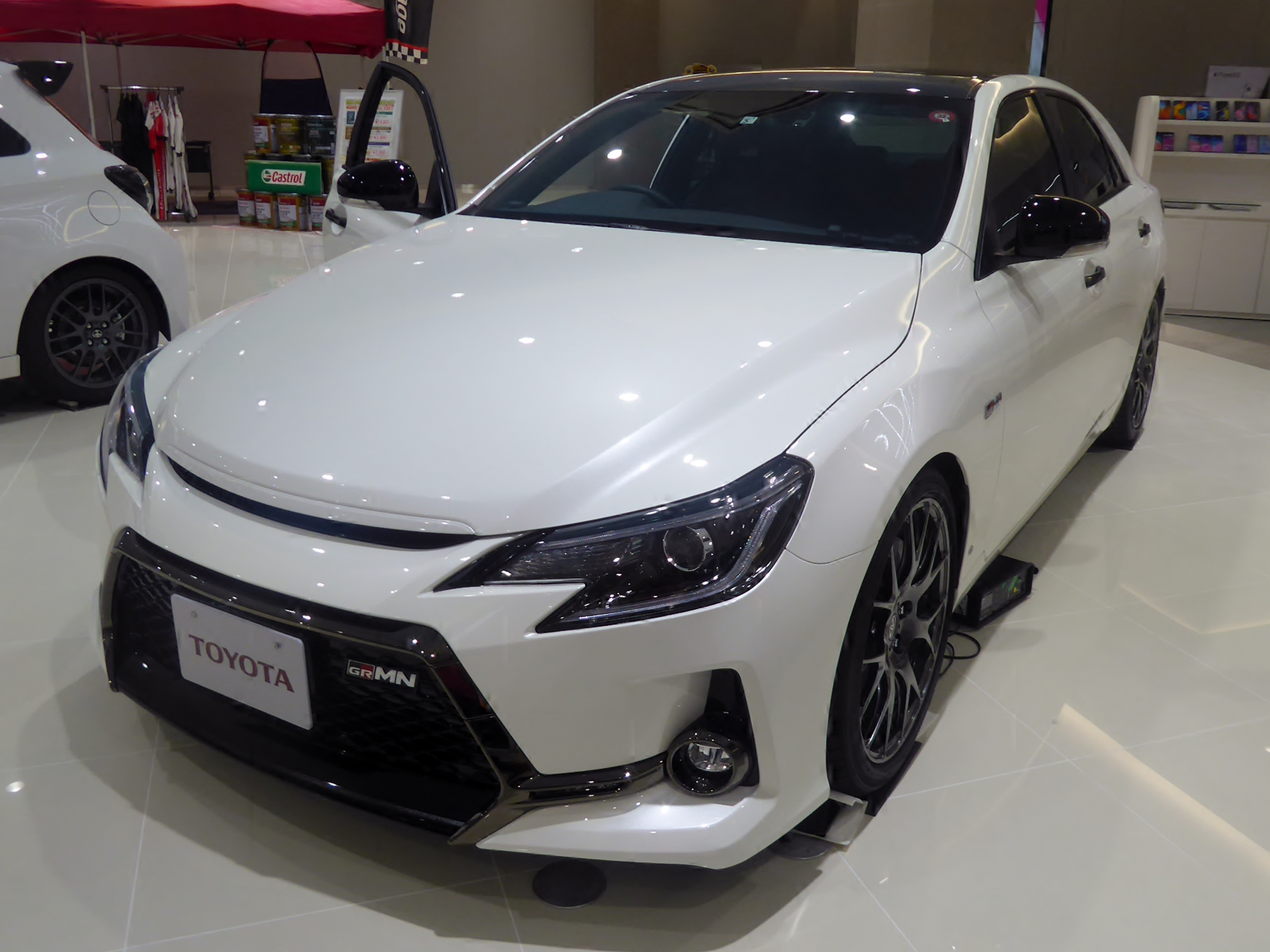
マークX GRMN 2019年版
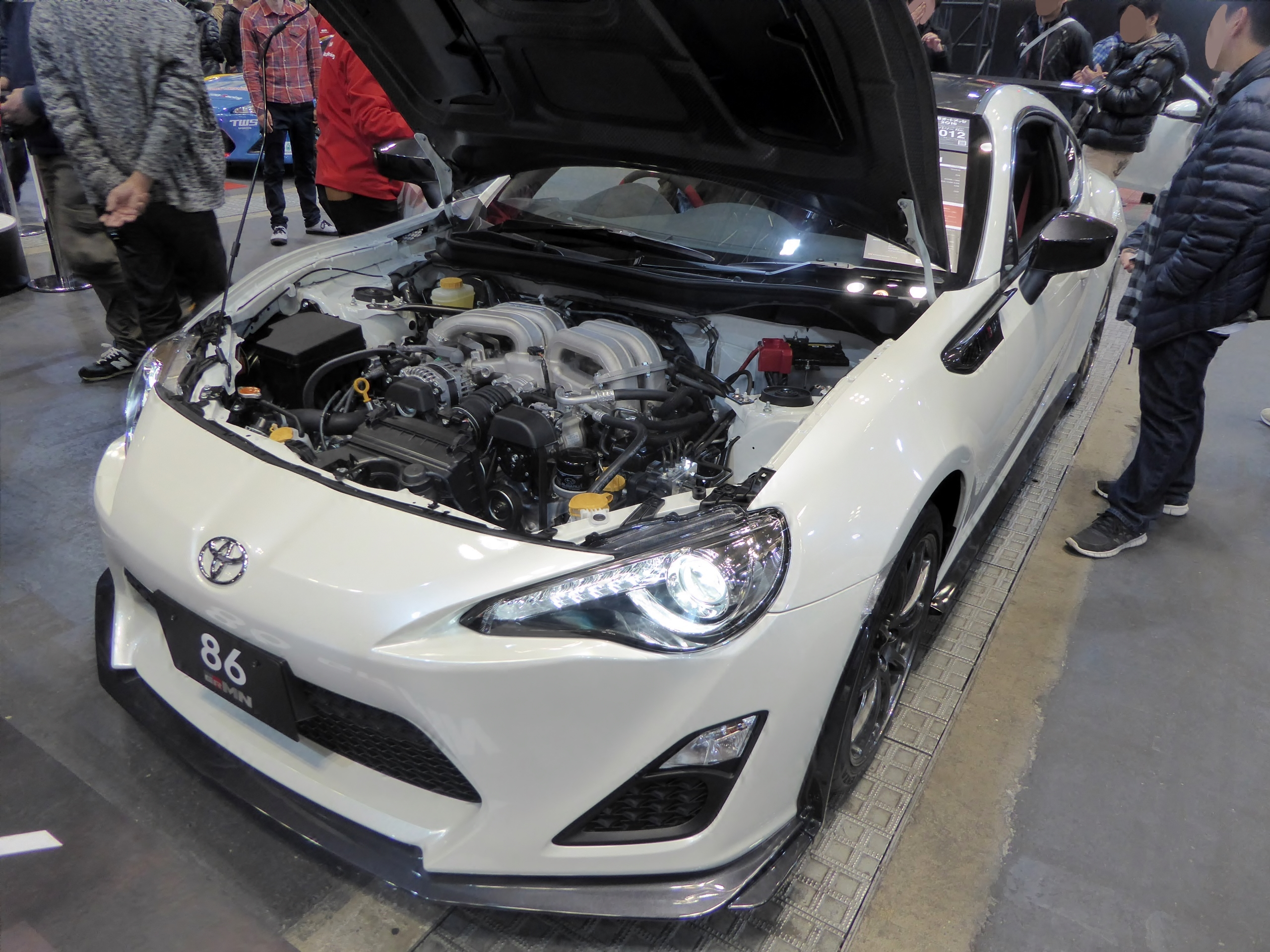
86 GRMN
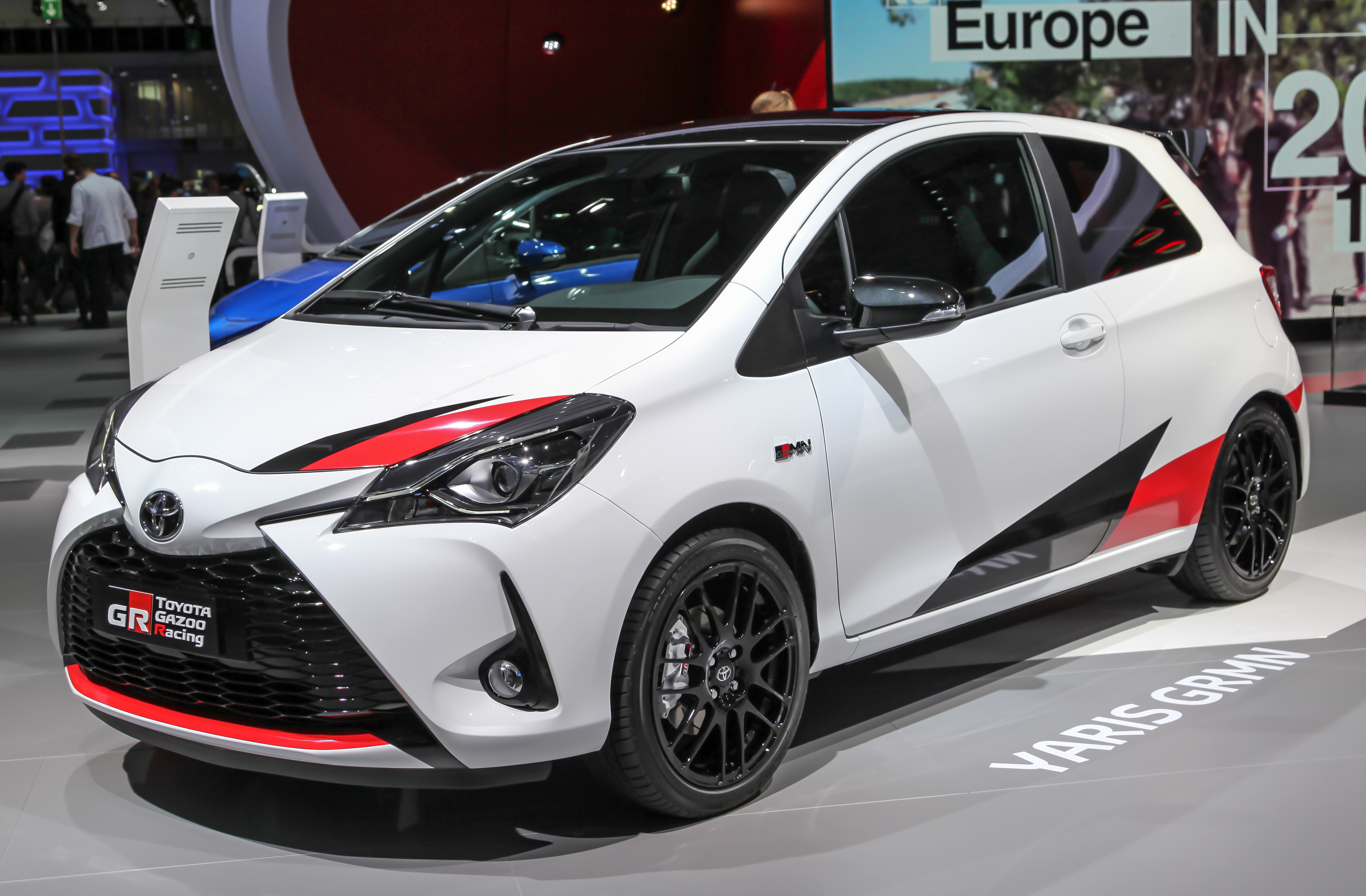
ヤリスGRMN
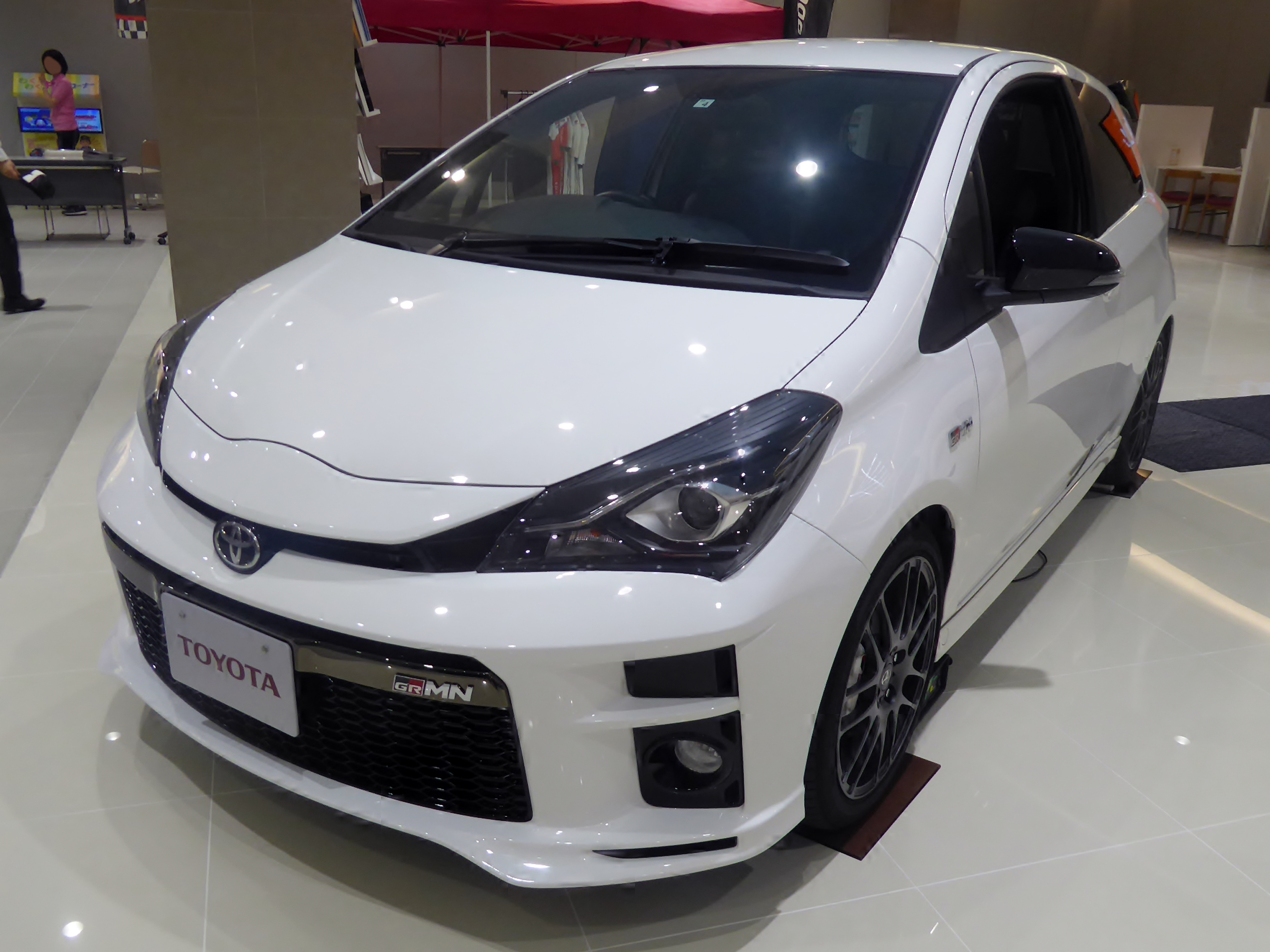
ヴィッツGRMN
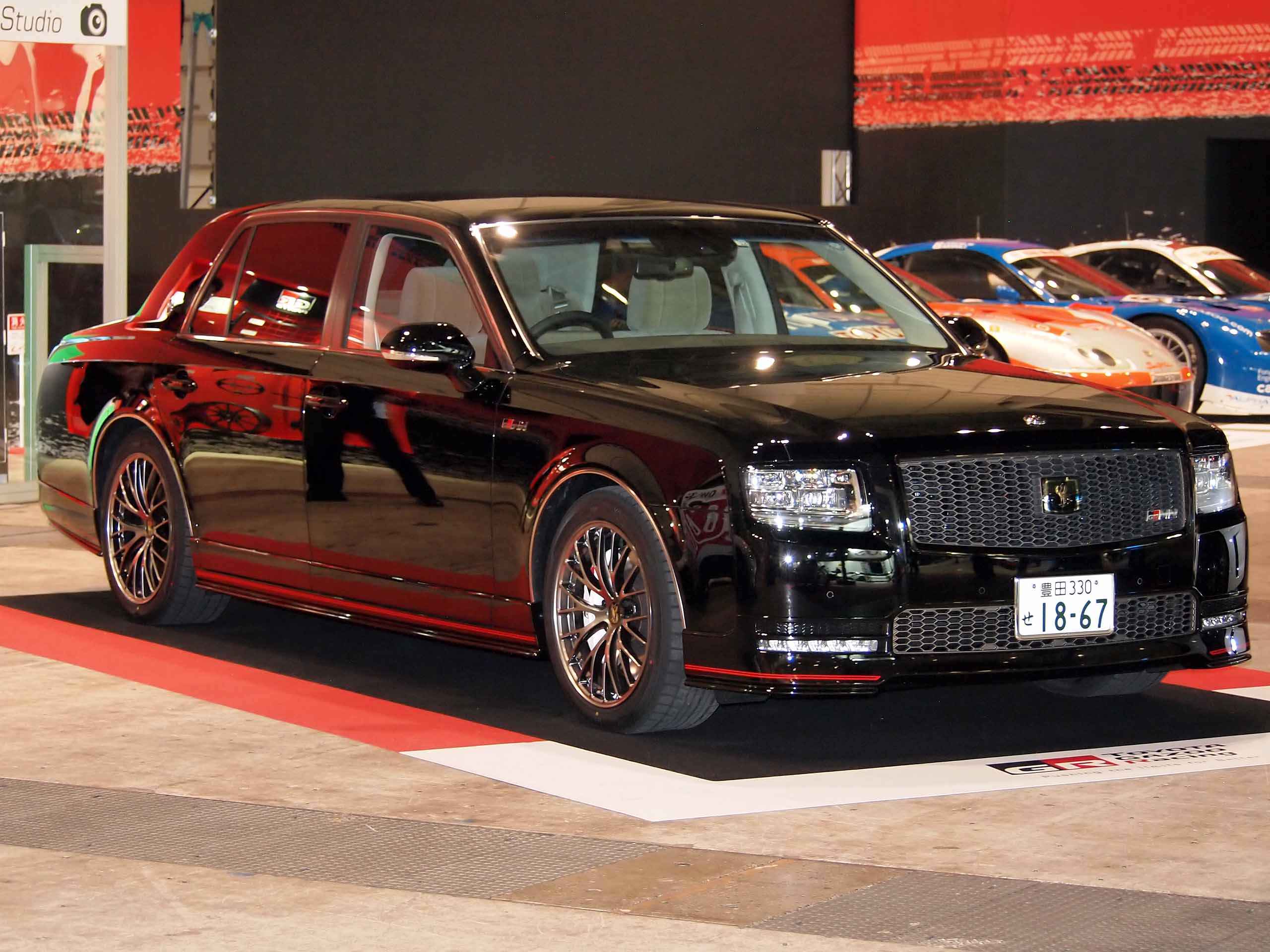
センチュリーGRMN
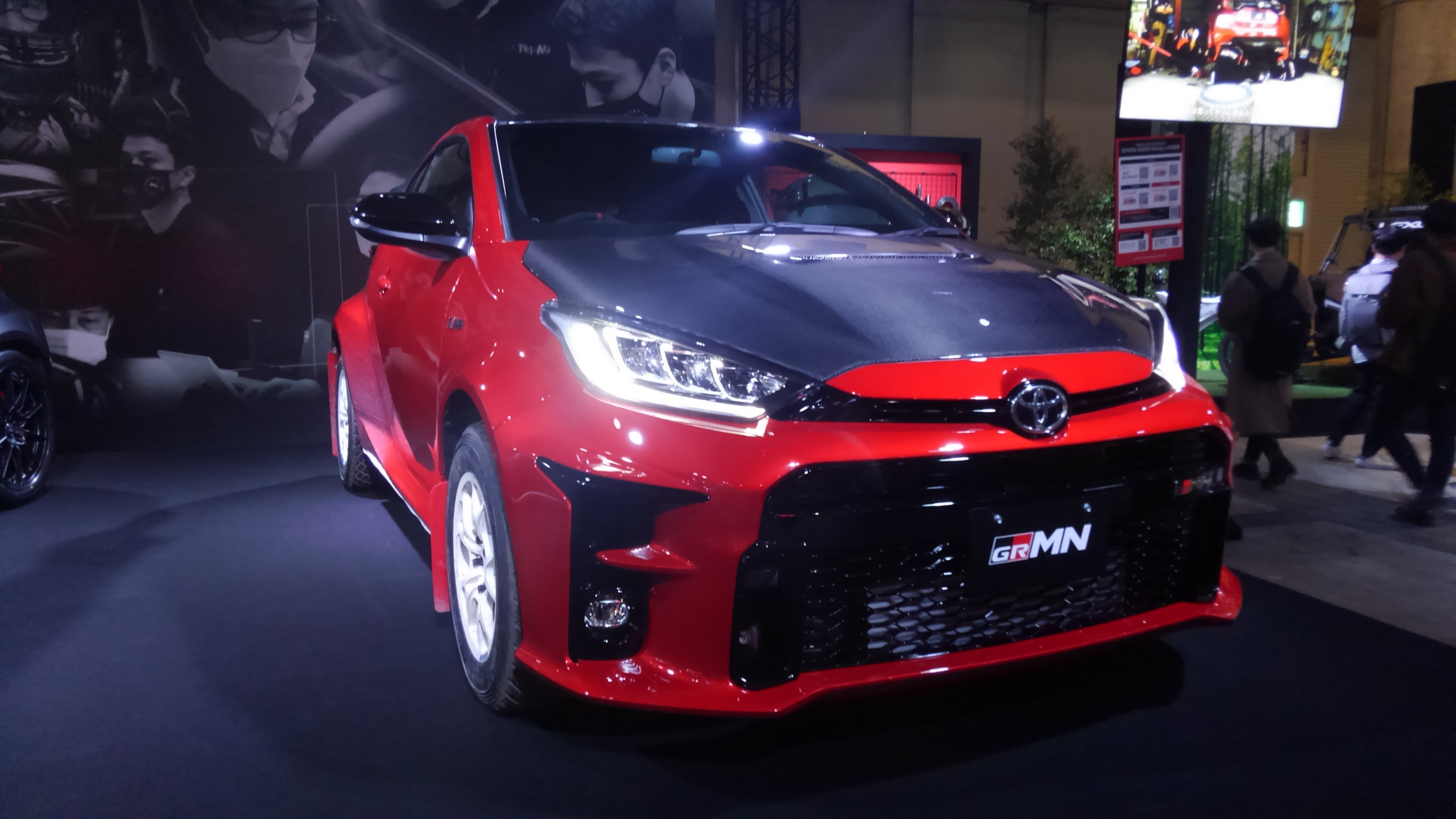
GRヤリスGRMNラリーパッケージ
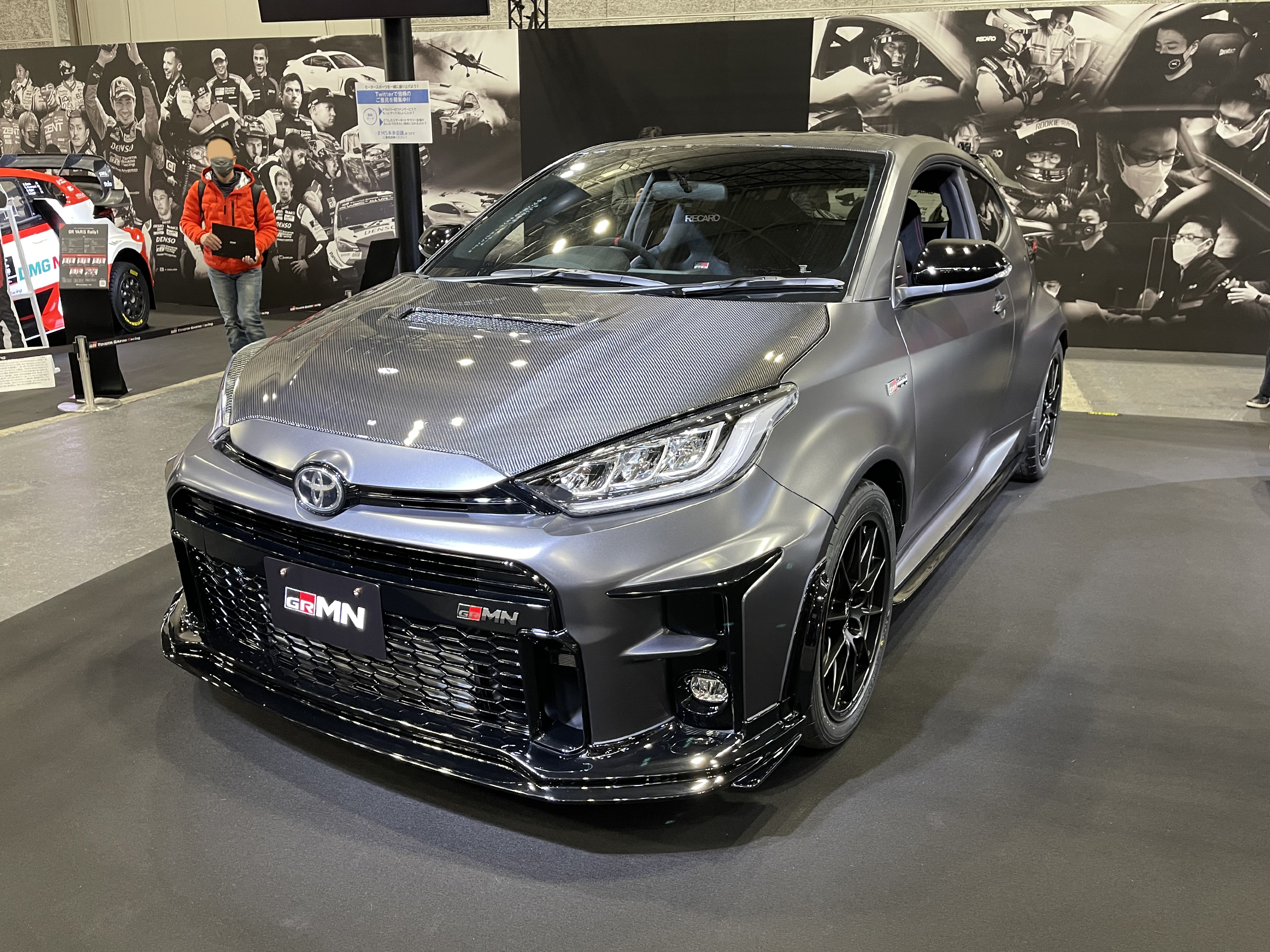
GRヤリスGRMNサーキットパッケージ

### GR
「GR」は、最上位ブランドとなる「GRMN」からそのエッセンスを盛り込んだ量販仕様のスポーツモデルとなる。ボディの更なる高剛性化を実施し、サスペンションやブレーキシステムもより高性能な「GR」専用品が用いられ、走行性能も一般公道をはじめサーキット走行も視野に入れた高度なチューニングが実施されている。「車名＋GR」はチューニングカーで、「GR」は全車種が持ち込み登録となる。
- ヴィッツGR SPORT “GR”（2017年 - 2020年）[注釈 5]
- 86GR（2017年 - 2020年）[注釈 6]

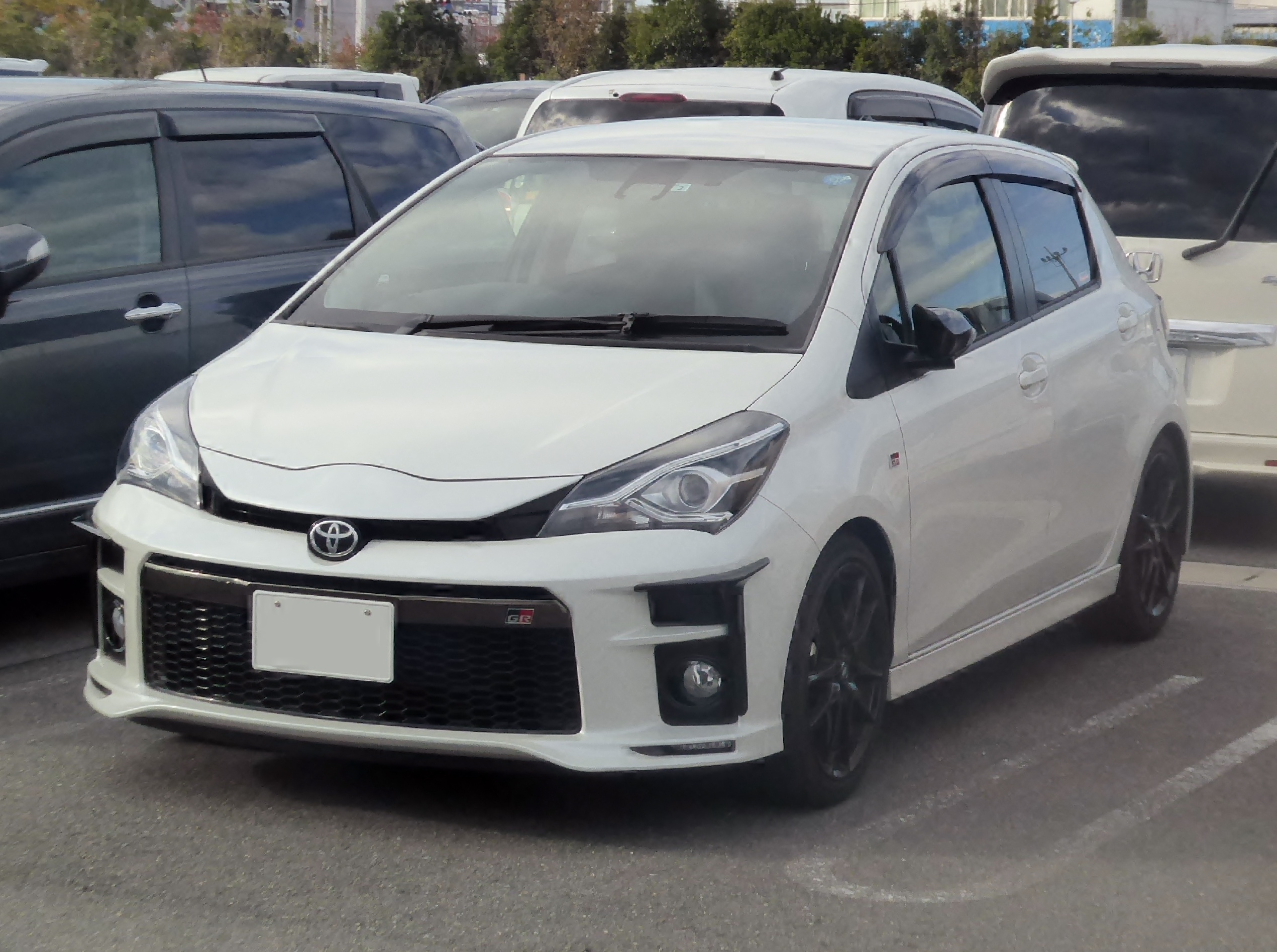
ヴィッツGR
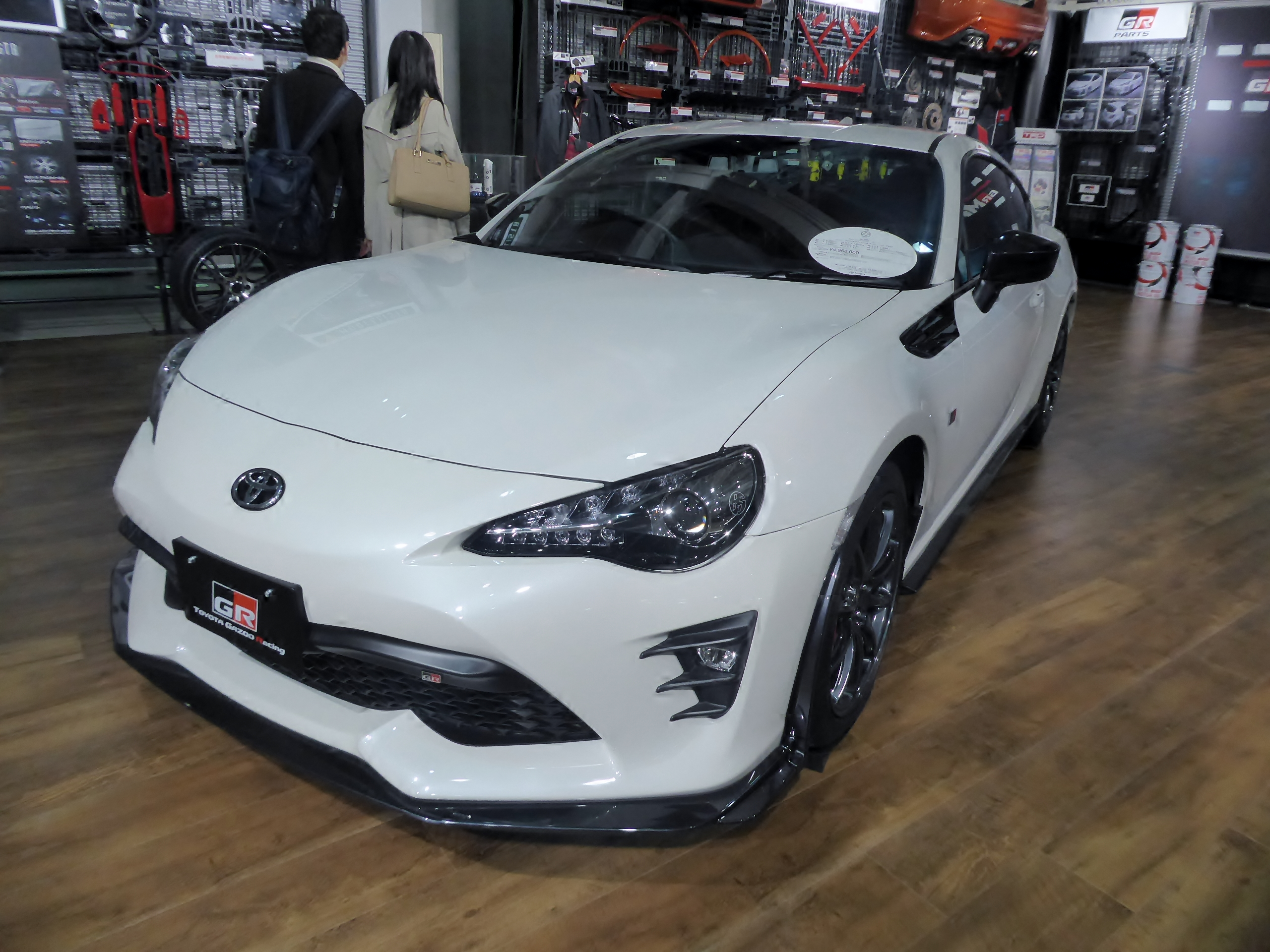
86 GR

### GR SPORT
「G's」の後継にあたり、車両の開発から生産に至るまで「G's」と同様にトヨタ自動車が自社で一貫して担当している。
上位バージョンとなる「GR」や以前の「G's」に比べてより多くの顧客層にスポーツモデルを提供するために設定された。「GR」とはフロントバンパー（ファンクショナル・マトリックスグリル採用車種）のメッキが鏡面仕上げになっているのと、「GR SPORT」専用のエンブレムで見分けることができる。
「G's」に倣って補強によるボディの高剛性化と専用のサスペンションや高性能タイヤは装着されるものの、パワートレーンへのチューニングは一切実施されず、動力性能や環境性能も基準車と同一となる（ベース車にない1.5Lエンジンを積むヴィッツを除く）。このように、ライトチューニングではあるが基準車からの変更範囲が広いために持ち込み登録となるものの、一部の車種においては変更範囲を大幅に制限することで車両登録が型式指定となり、基準車と同一の扱いとなっている。また、一部車種においてはチューニングはそのまま「G's」からのブランド替えとなる。
※「G's」からのブランド替え車種（ファンクショナル・マトリックスグリル非採用車）
※※ファンクショナル・マトリックスグリルを使用しない国内市場向け車両
※※※ファンクショナル・マトリックスグリルを使用しない海外市場向け車両
- ヴィッツGR SPORT[注釈 8]（2017年 - 2020年）
- プリウスPHV GR SPORT（2017年 -）
- ハリアー GR SPORT（2017年 - 2020年）※
- マークX GR SPORT（2017年 - 2019年）※
- ヴォクシー GR SPORT（2017年 - 2021年）※
- ノア GR SPORT（2017年 - 2021年）※
- アクア GR SPORT（2017年 - 2021年、2022年 -）[注釈 9]。
- プリウスα GR SPORT（2017年 - 2021年）※
- 86 GR SPORT（2018年 - 2020年）※※
- カローラアルティス GR SPORT（2019年 -、タイ、台湾、2022年 -、フィリピン、シンガポール、2023年 -、マレーシア限定）※※※
- ヤリス GR SPORT（XP130） （2019年-2020年、欧州限定）※※※
- ハイラックス GR SPORT（2019年 -、南米※※※、南アフリカ、2021年 - 日本、タイ、フィリピン、2022年 - 欧州※※※、インドネシア、2023年 - オーストラリア、マレーシア、2023年 -、パキスタン限定）
- コペン GR SPORT（2019年 -）[注釈 10]
- C-HR GR SPORT（AX10/AX50）（2019年 - 2023年、日本、2020年 - 2023年、欧州※※※、オーストラリア、2022年 - 2023年、タイ※※※限定）
- カローラ（無印ハッチバック）/カローラツーリングスポーツ/カローラサルーン GR SPORT（2020年 -、欧州、2021年 -、ブラジル、アルゼンチン、中国限定）※※※
- ヴィオス GR SPORT（2021年 -、マレーシア、ベトナム、フィリピン限定）※※※
- カムリ GR SPORT（2021年 -、ロシア、カザフスタン限定）※※※[24][25]
- ライズ GR SPORT（2021年 -、インドネシア限定）※※※
- ランドクルーザー GR SPORT（2021年 -、日本、中東、オーストラリア、ニュージーランド、南アフリカ、南米、2022年 -、インドネシア限定）
- アギア GR SPORT（2021年 -、インドネシア限定）※※※
- ヤリス GR SPORT（XP150）（2021年 -、インドネシア限定）※※※
- ラッシュ GR SPORT（2021年 -、インドネシア、2022年 -、フィリピン限定）※※※
- フォーチュナー／SW4 GR SPORT（2021年 -、インドネシア、タイ、フィリピン、ブラジル、2022年 -、インド、2023年 -、パキスタン限定）※※※
- アバンザ ヴェロッツ GR LIMITED（2021年、インドネシア限定）※※※
- カローラクロス GR SPORT（2021年 -、台湾、タイ、2022年 -、フィリピン、ブラジル、南アフリカ、2023年 -、インドネシア、マレーシア限定）※※※
- ヤリス GR SPORT（XP210）（2022年 -、欧州限定）※※※
- ヤリスクロス GR SPORT（2022年 -、日本、欧州、オーストラリア、ニュージーランド限定）※※
- RAV4 GR SPORT（2022年 -、欧州、2023年 -、インドネシア限定）※※※
- C-HR GR SPORT（2代目）（2023年 -、欧州、2024年 -、オーストラリア限定）※※※

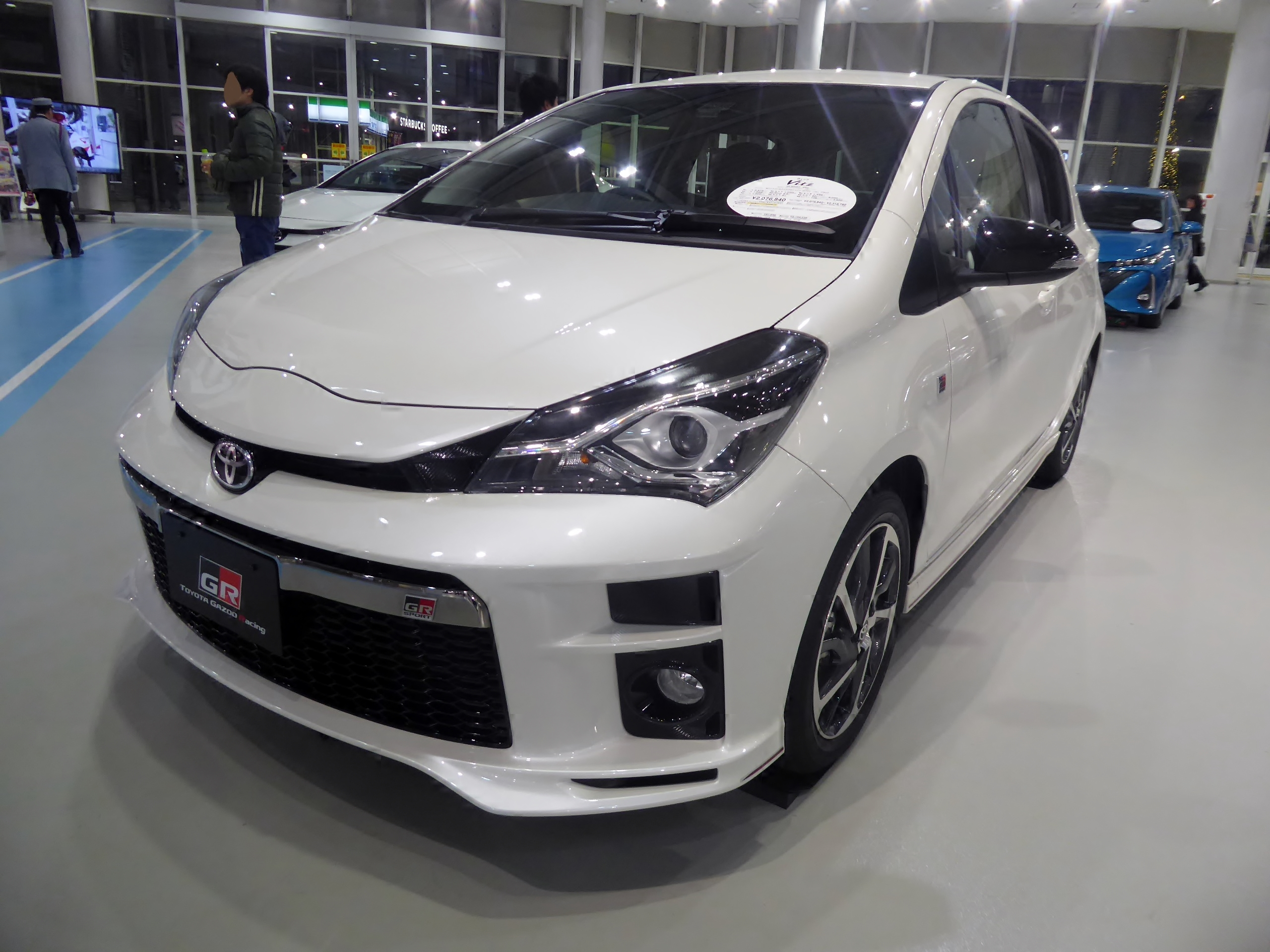
ヴィッツGR SPORT
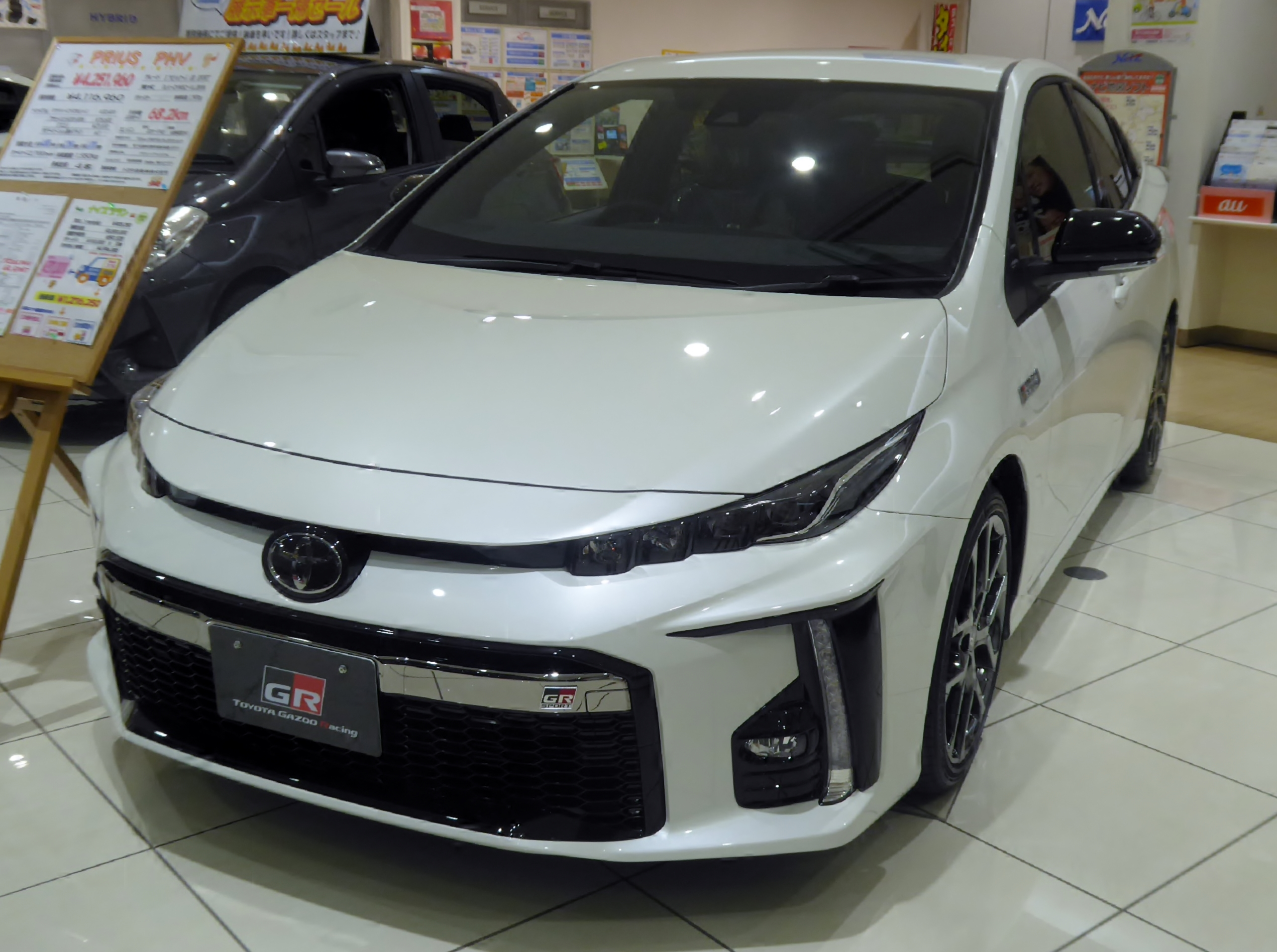
プリウスPHV GR SPORT
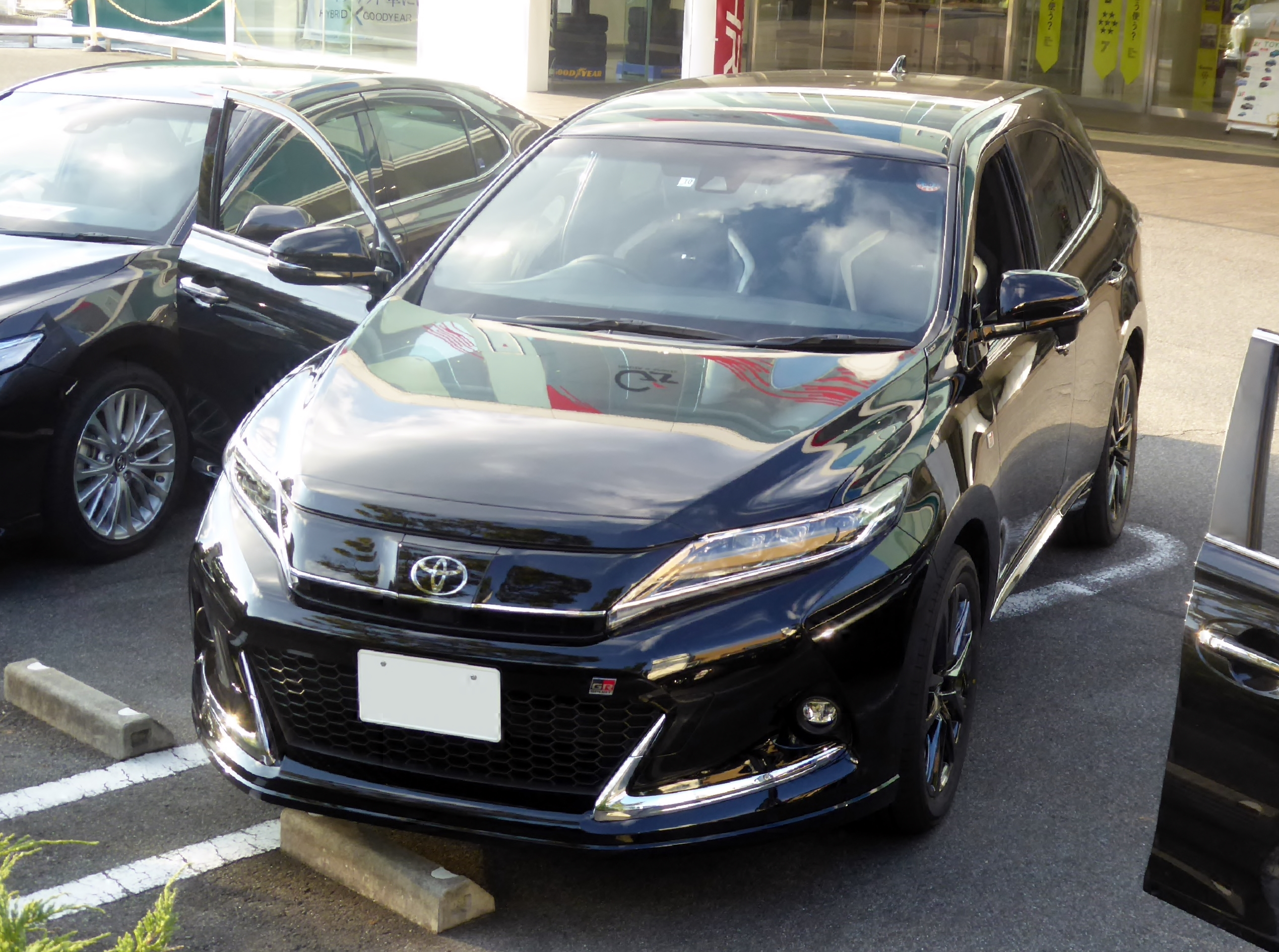
ハリアーGR SPORT
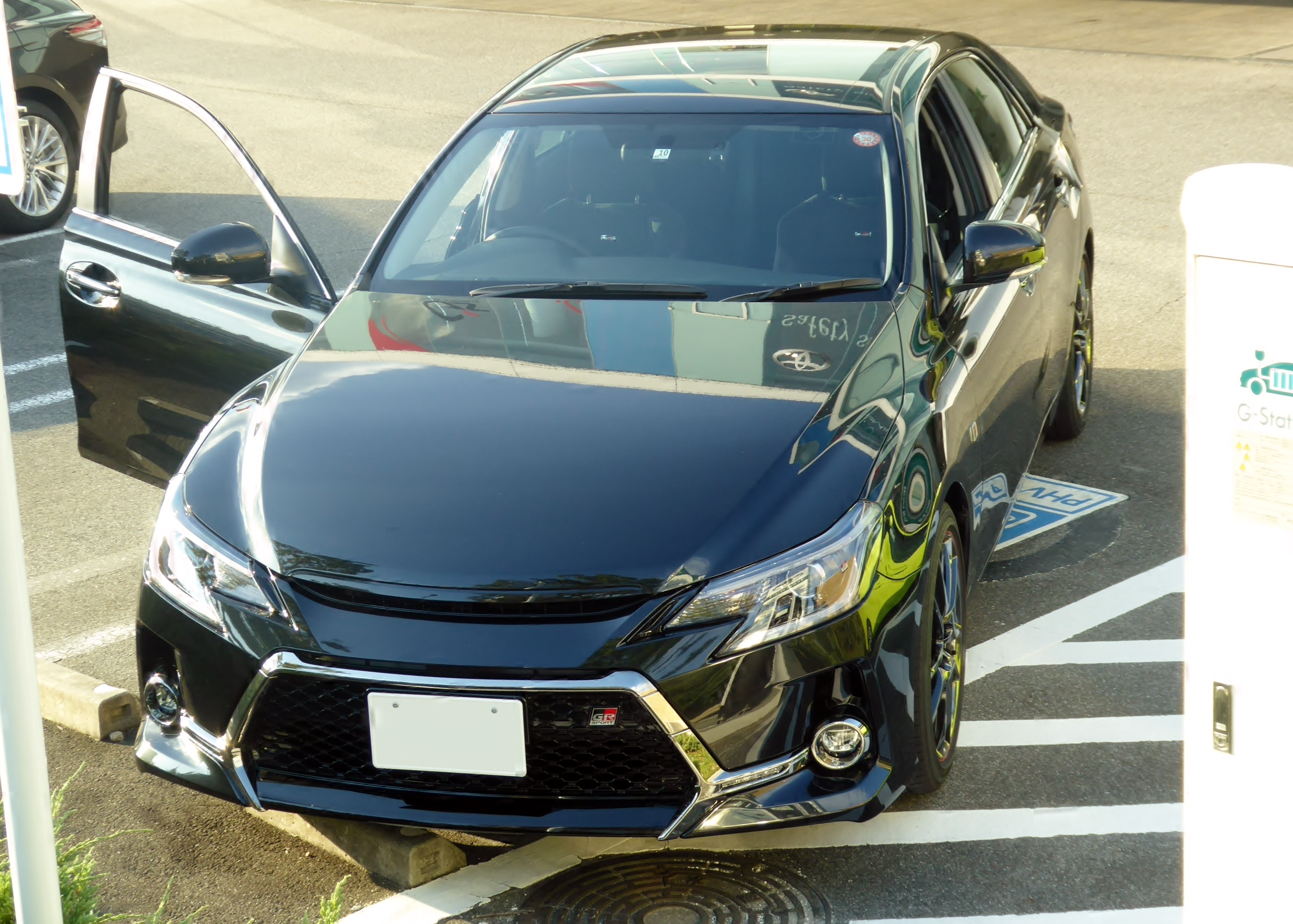
マークX GR SPORT
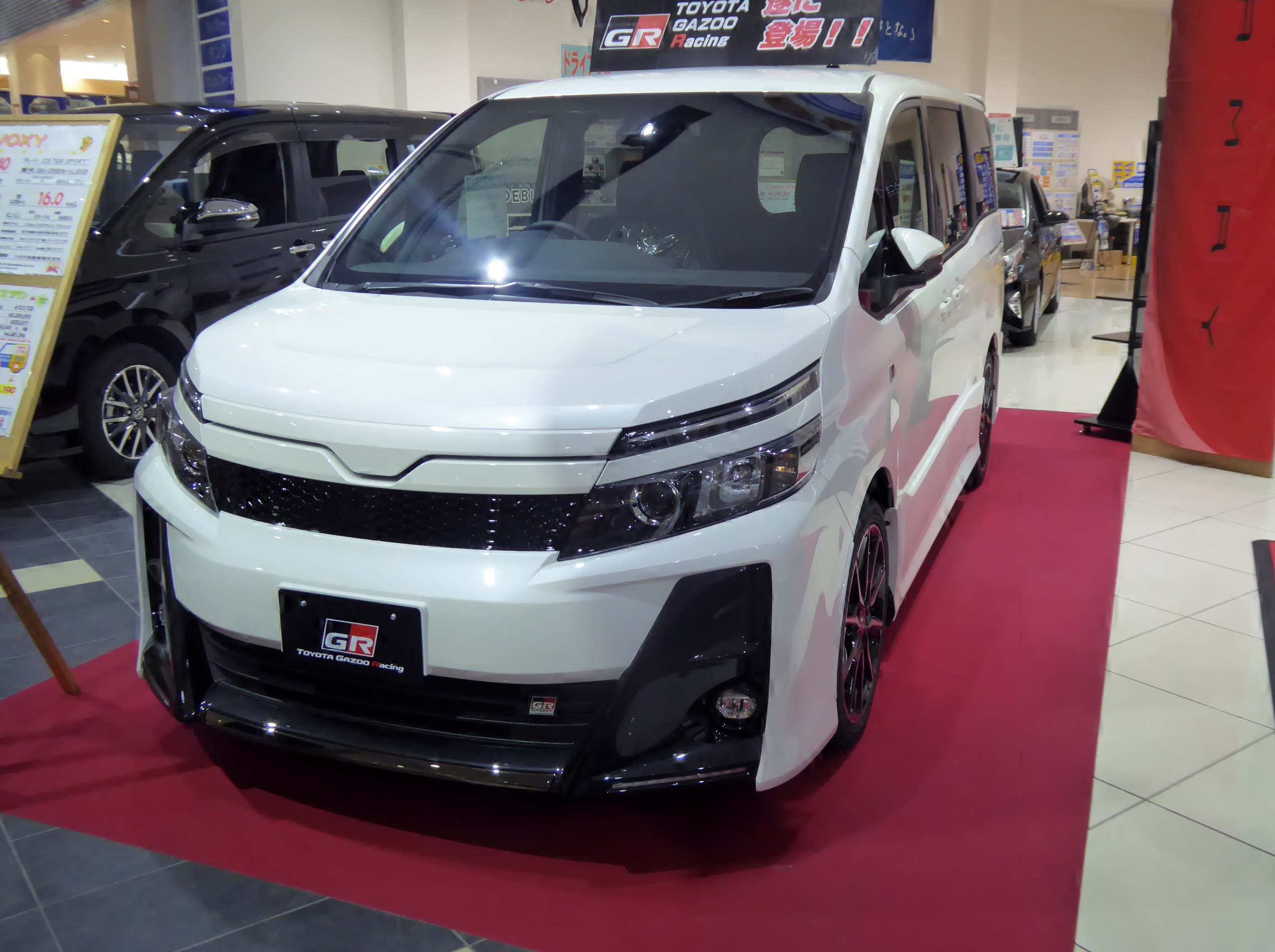
ヴォクシーGR SPORT
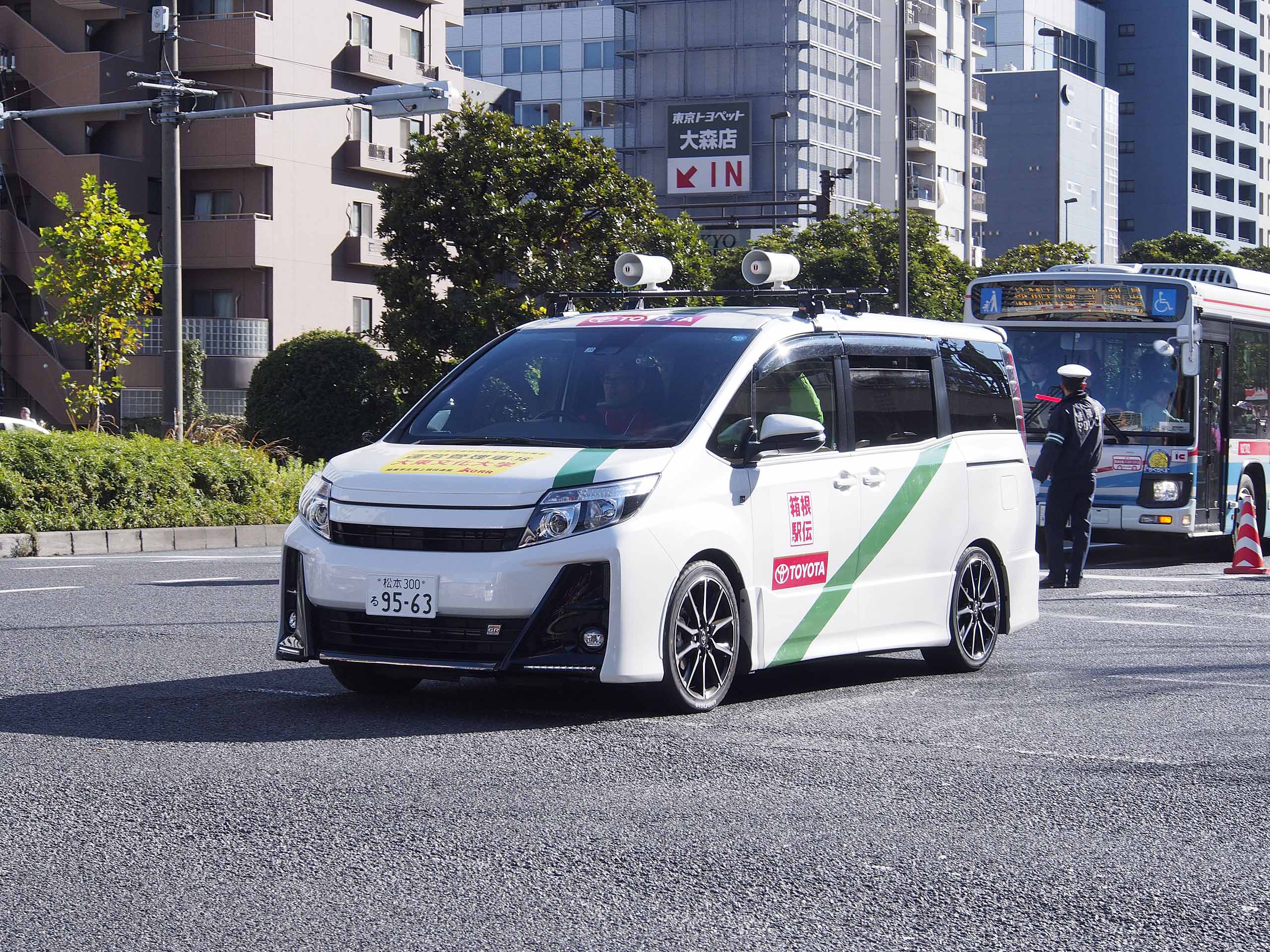
ノアGR SPORT （2019年 箱根駅伝 運営管理車 大東文化大学仕様）
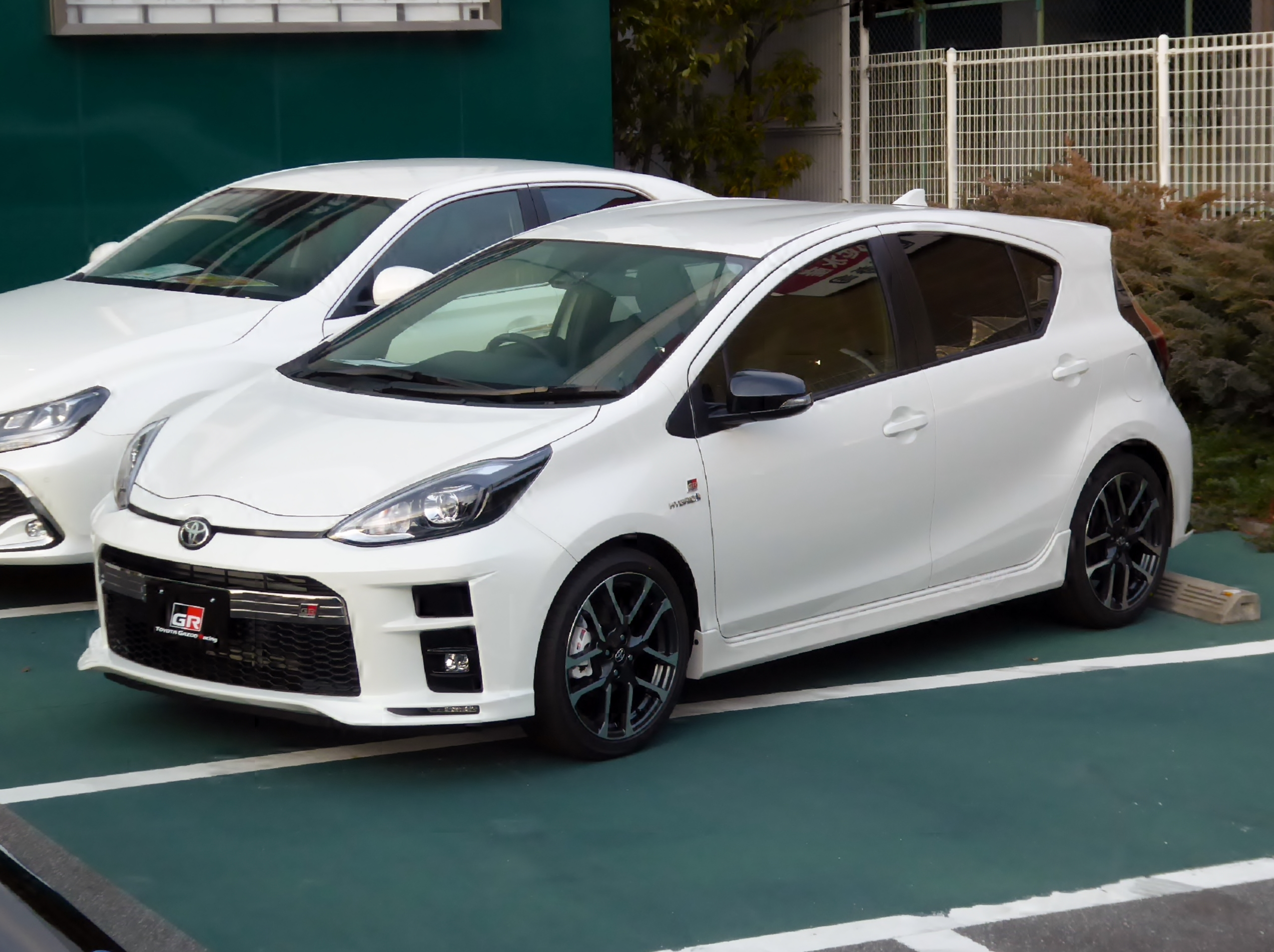
アクアGR SPORT（NHP10）
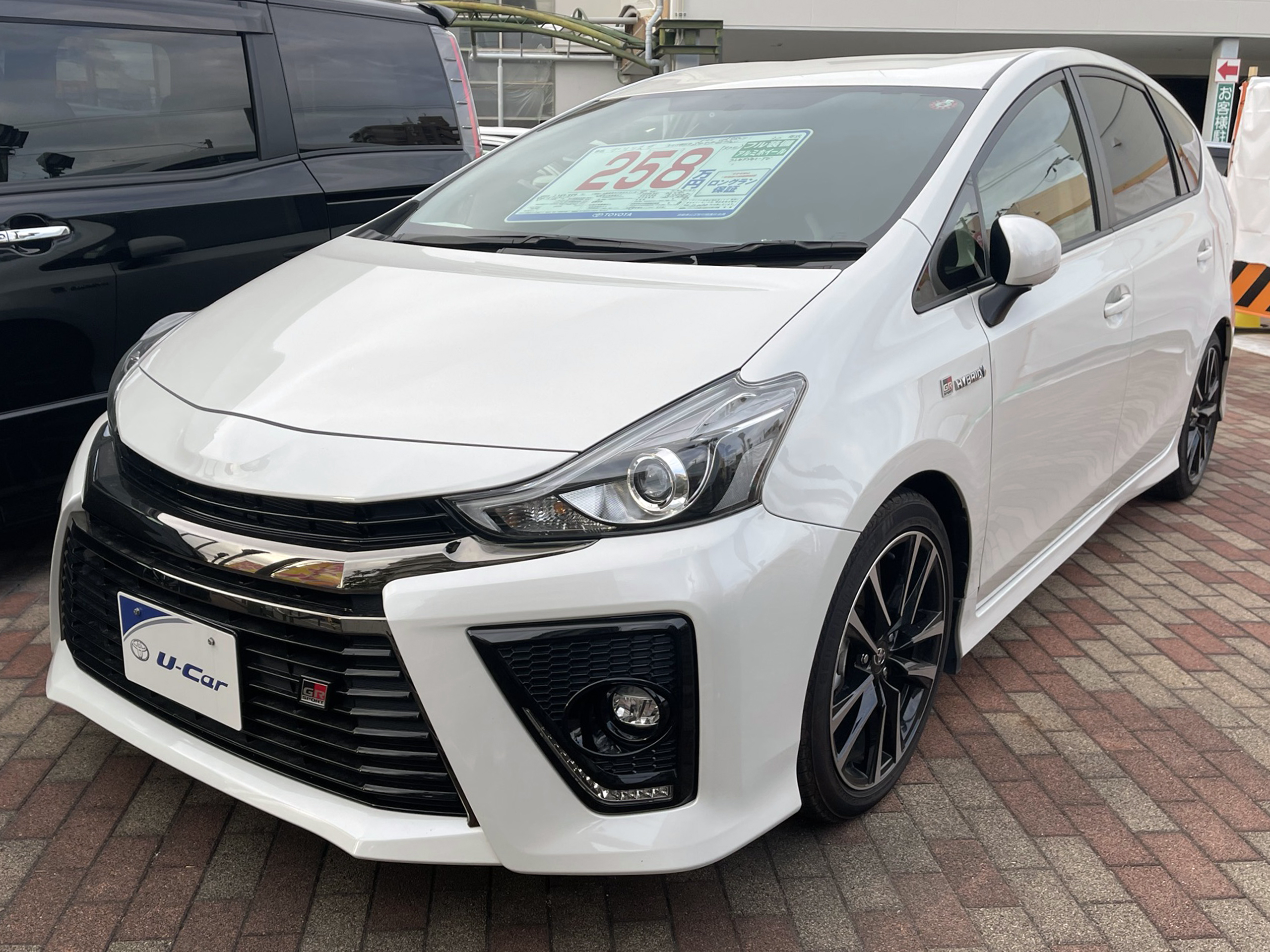
プリウスα GR SPORT
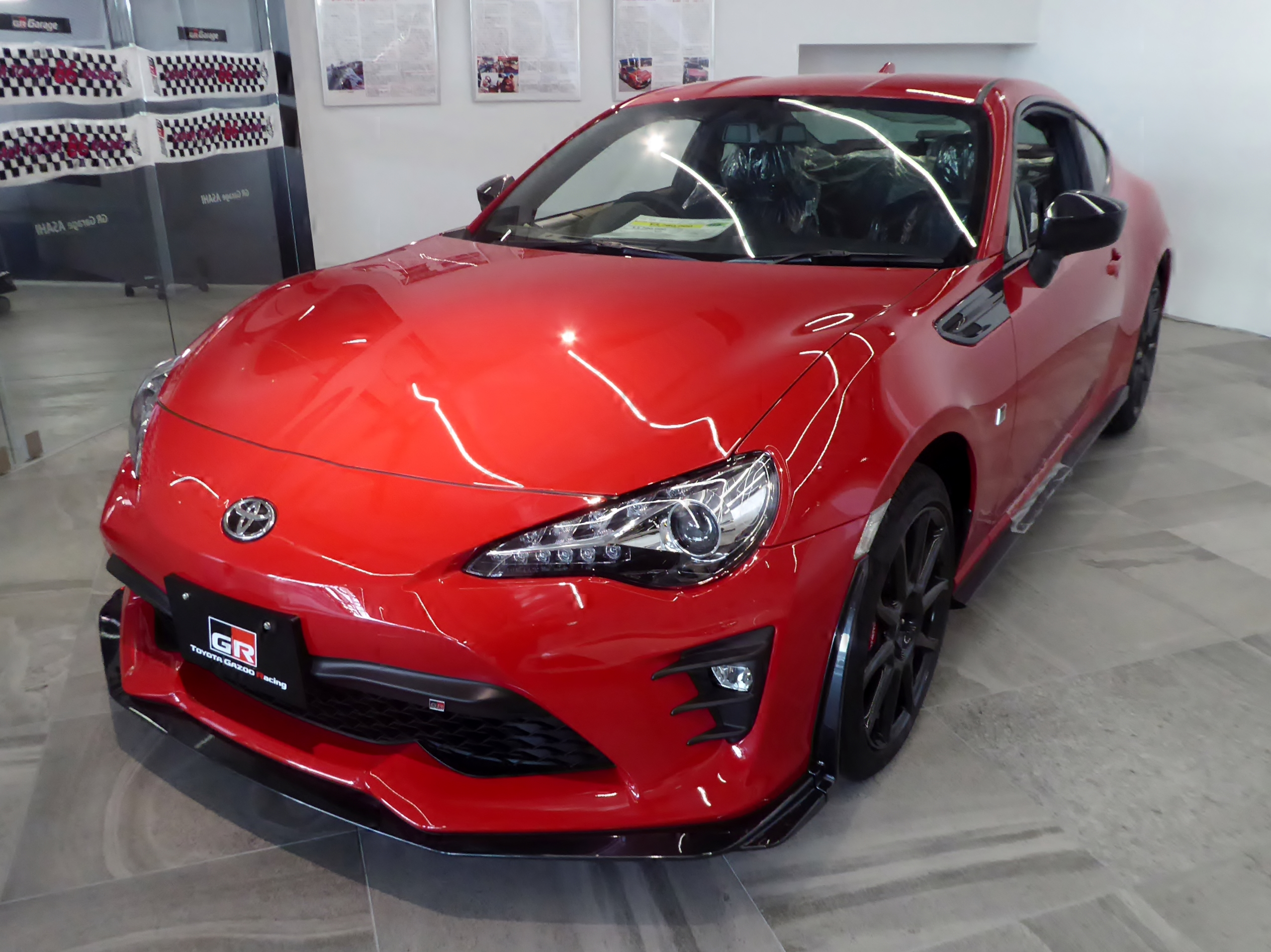
86 GR SPORT
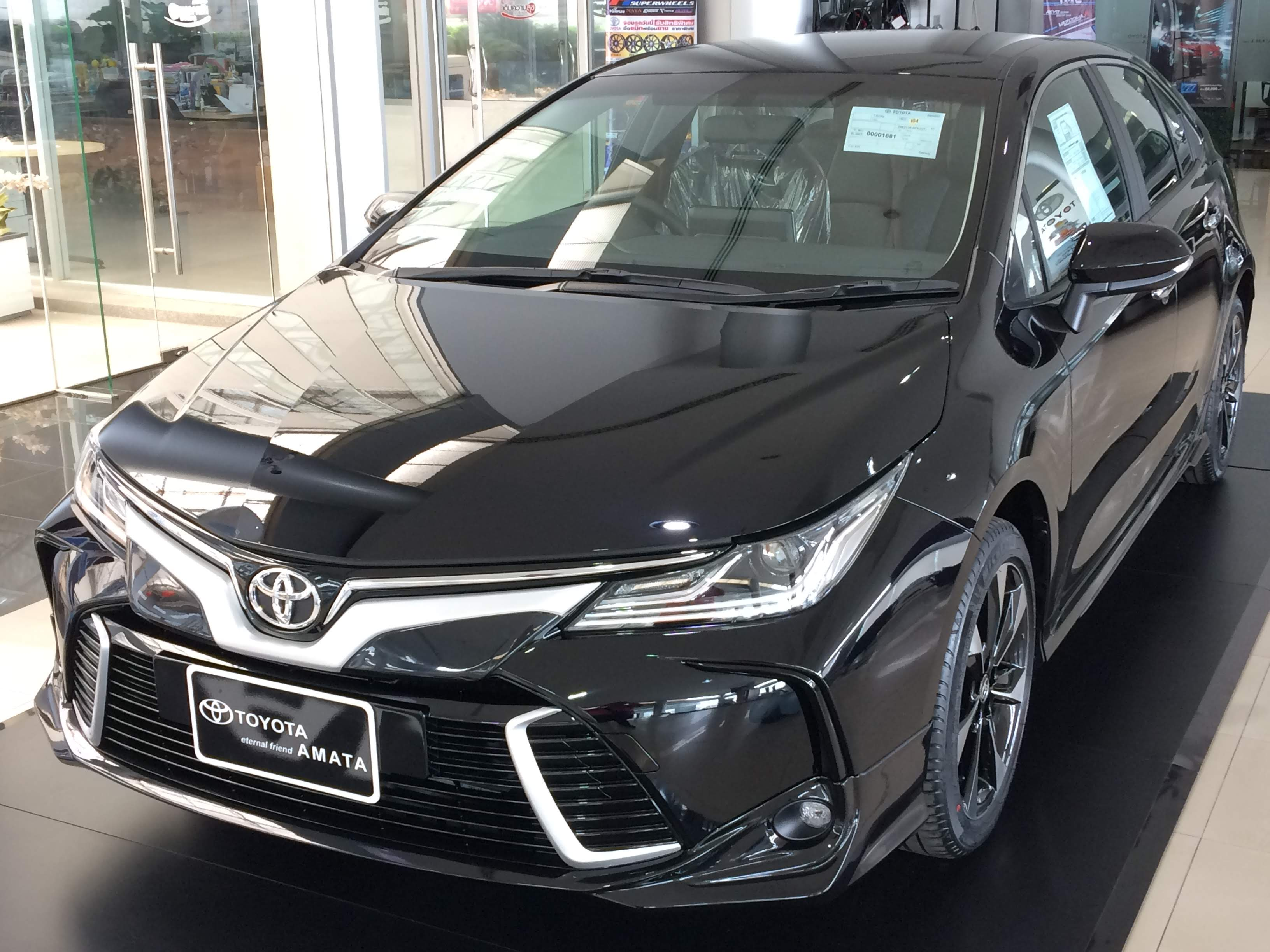
カローラアルティス GR SPORT（タイ）
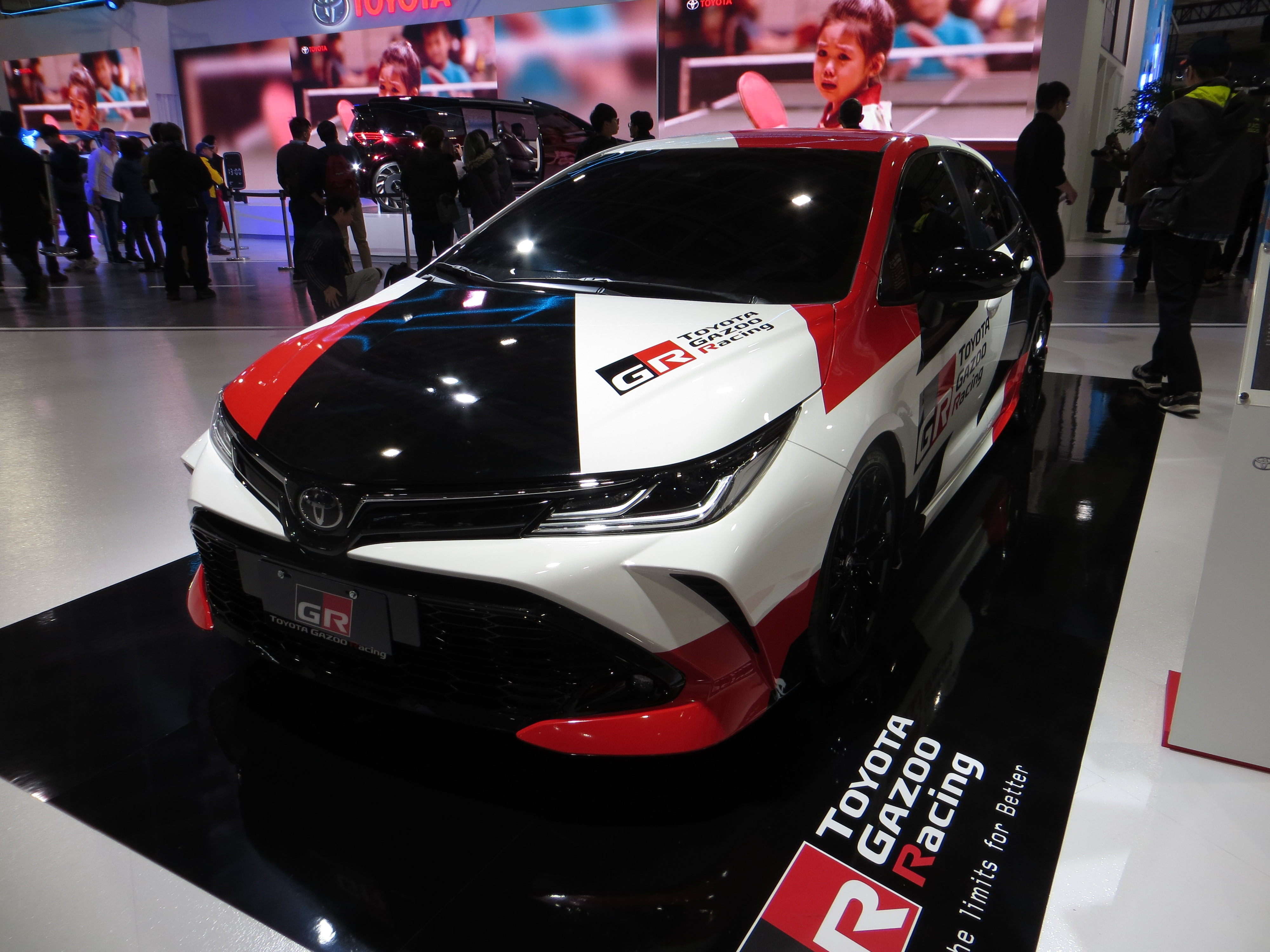
カローラアルティス GR SPORT（台湾）
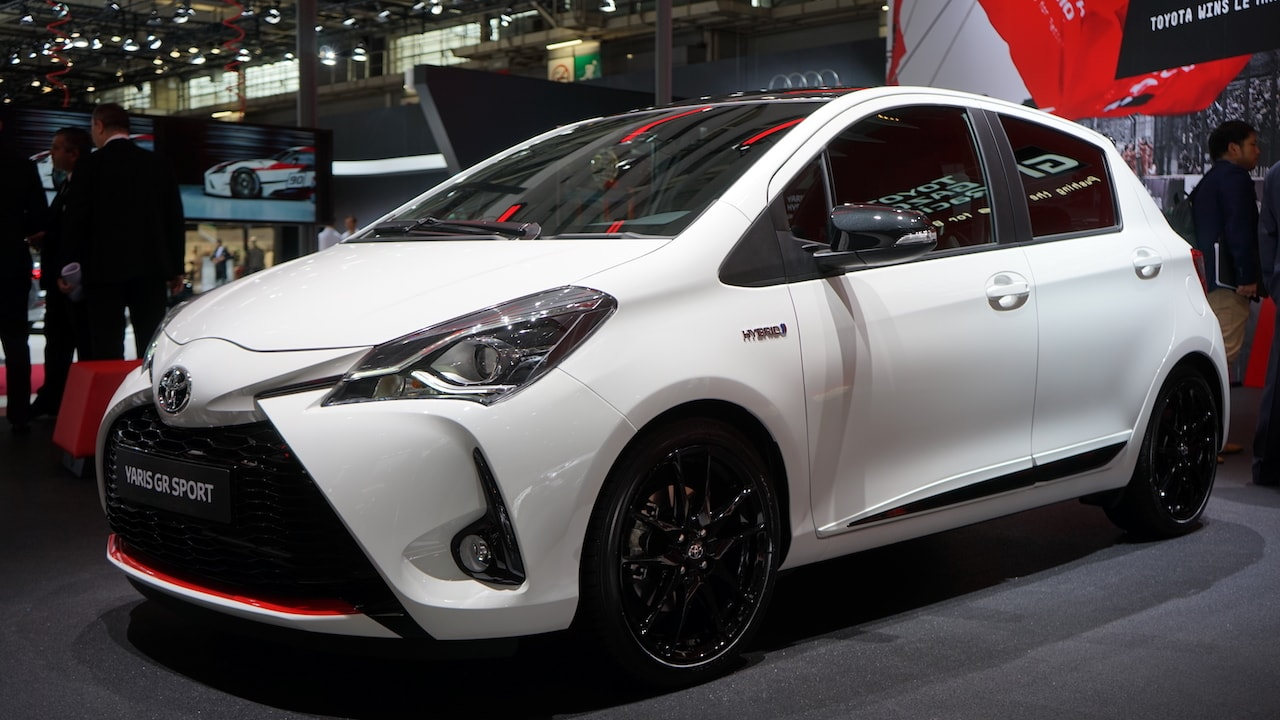
ヤリス GR SPORT（XP130）
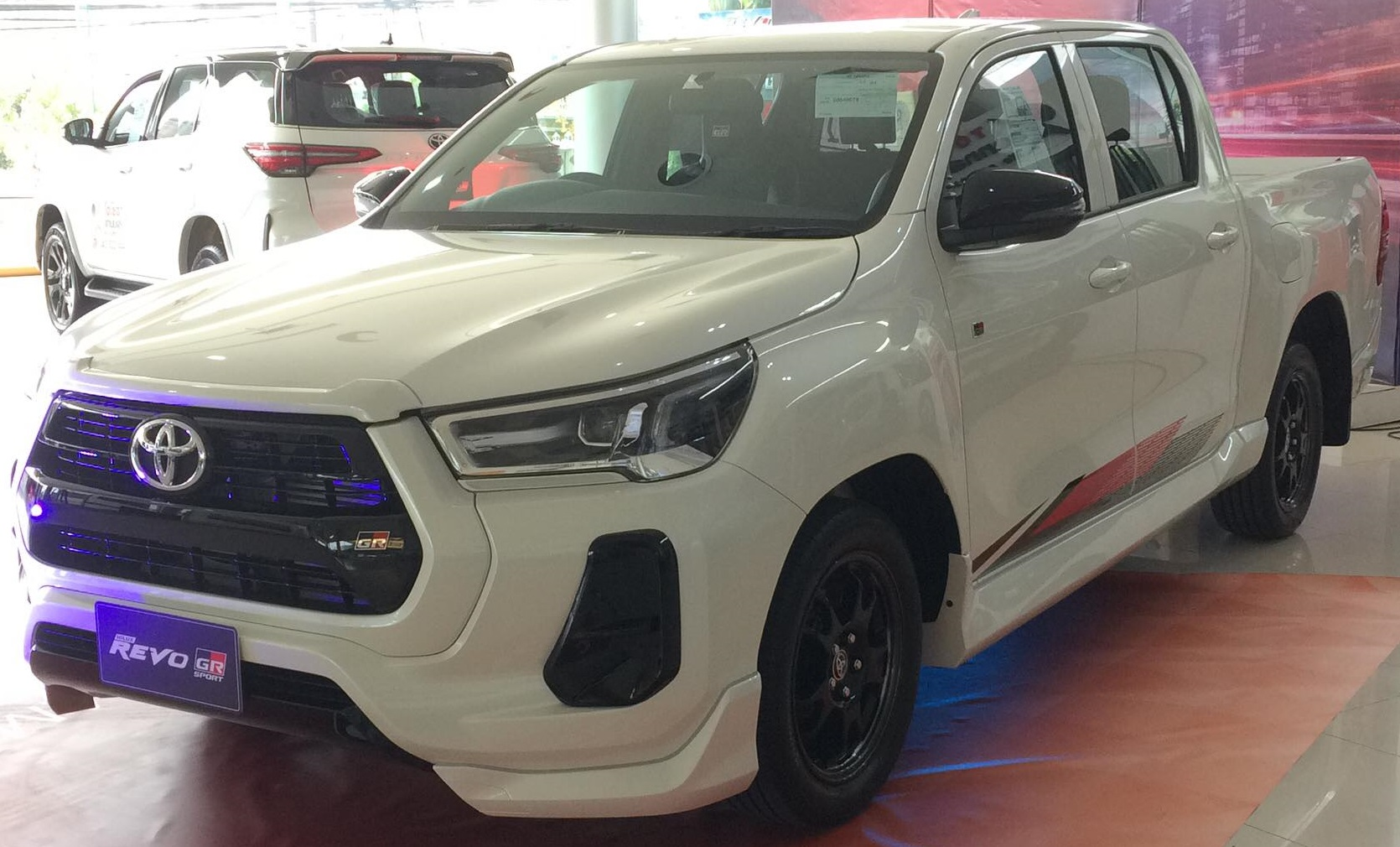
ハイラックス GR SPORT 2WD（タイ）
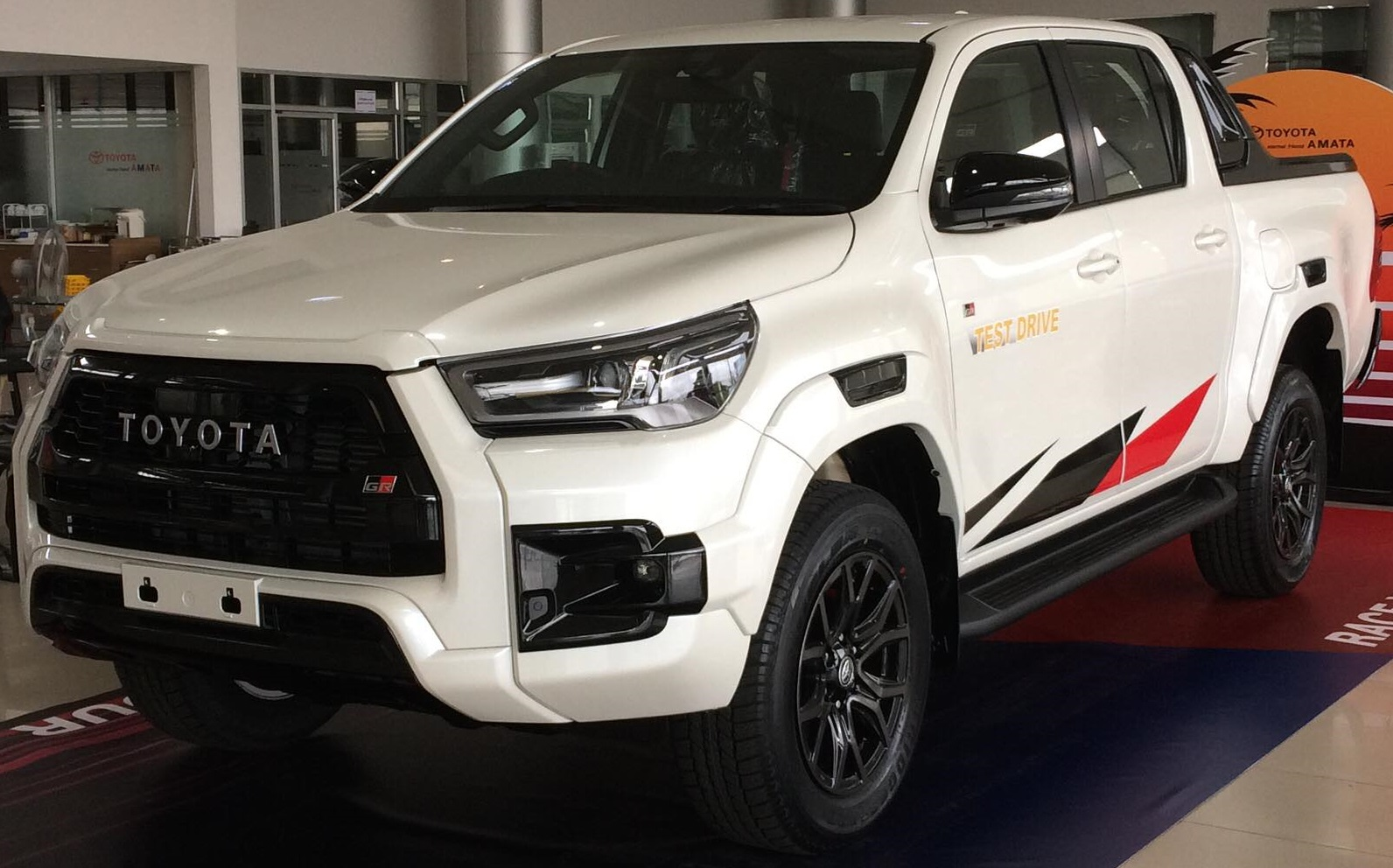
ハイラックス GR SPORT 4WD（タイ）
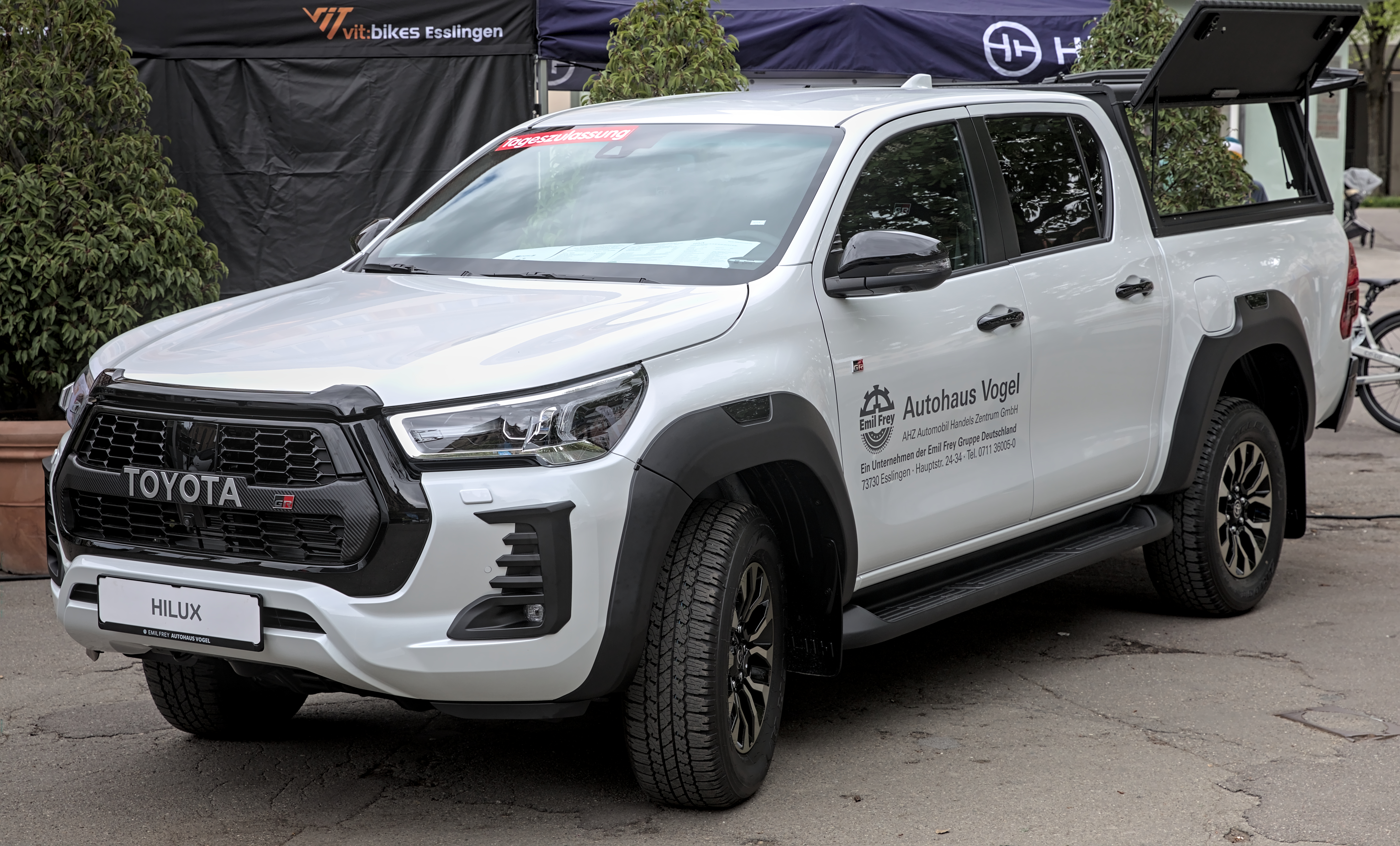
ハイラックス GR SPORT 4WD（欧州）
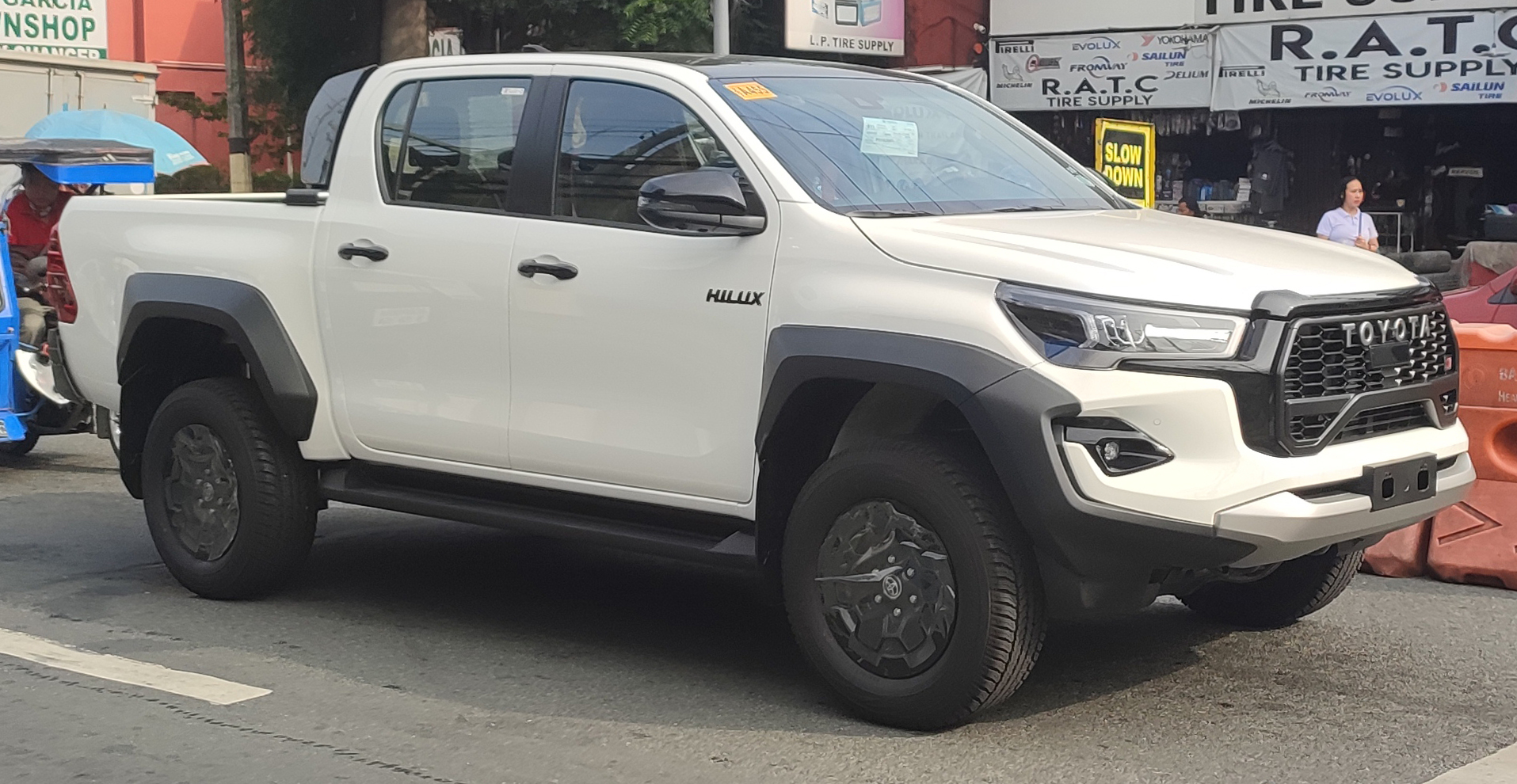
ハイラックス GR SPORT 4WD（フィリピン）
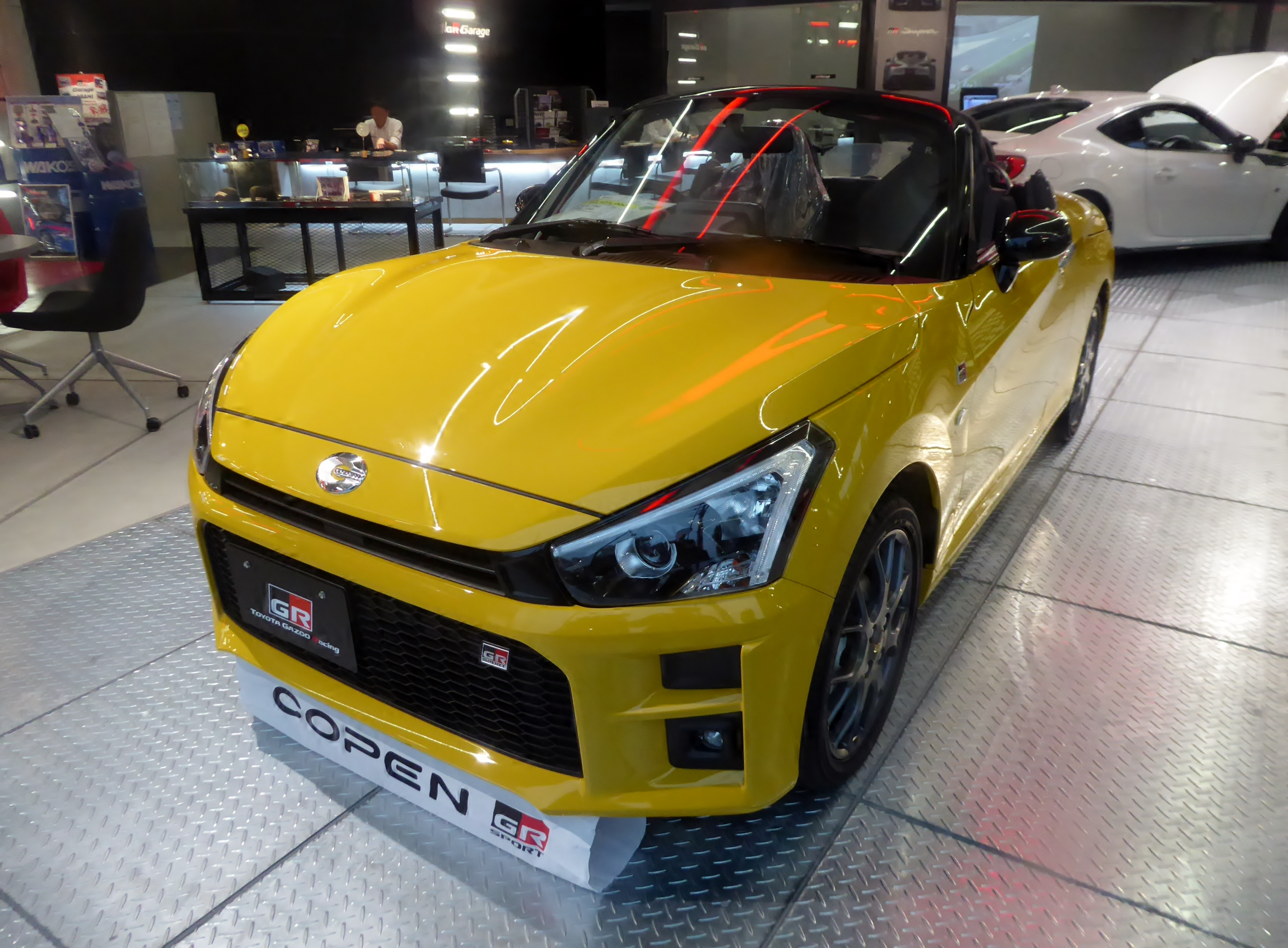
コペン GR SPORT
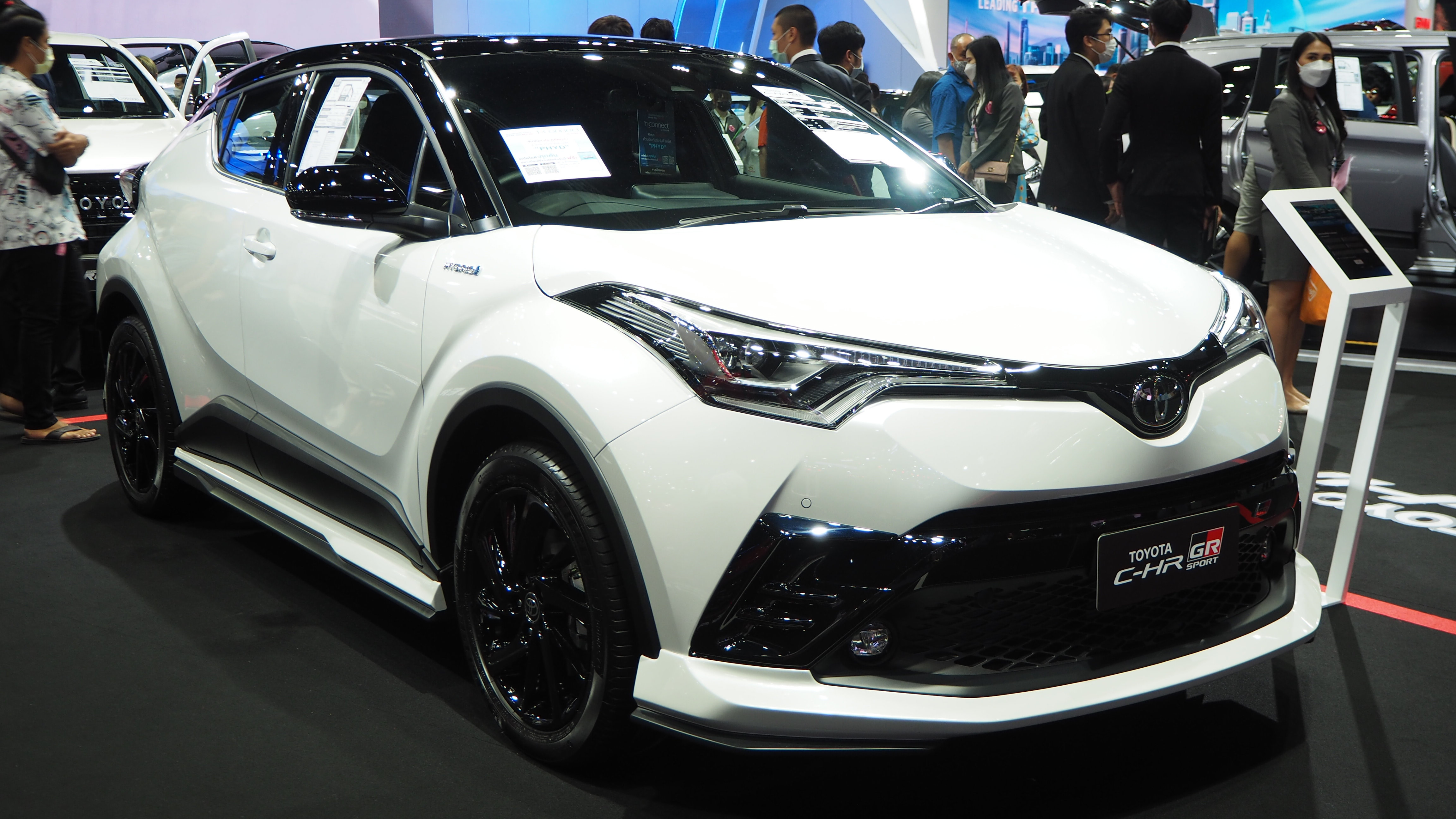
C-HR GR SPORT（AX10/AX50）（タイ）
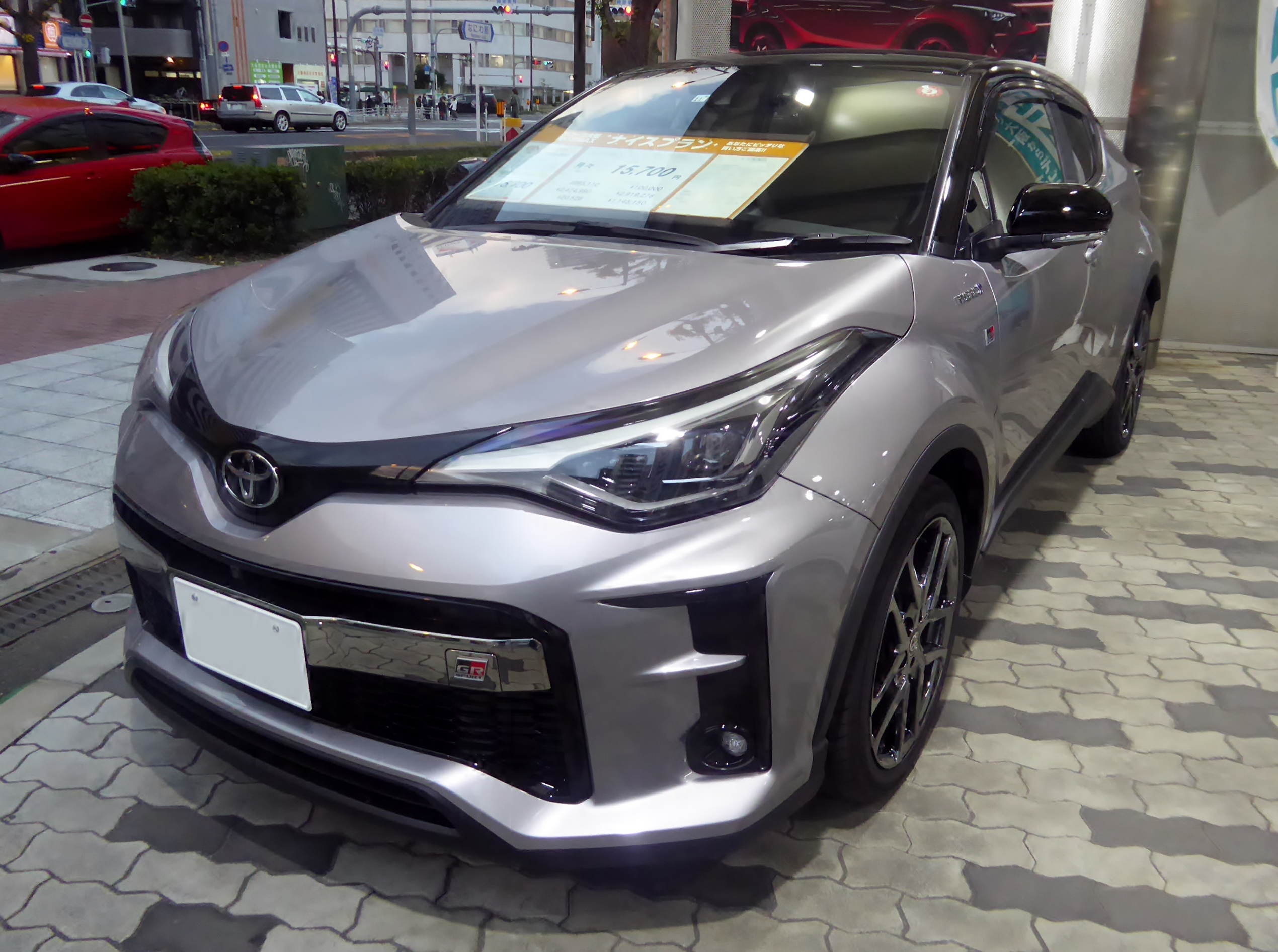
C-HR GR SPORT（AX10/AX50）（日本）
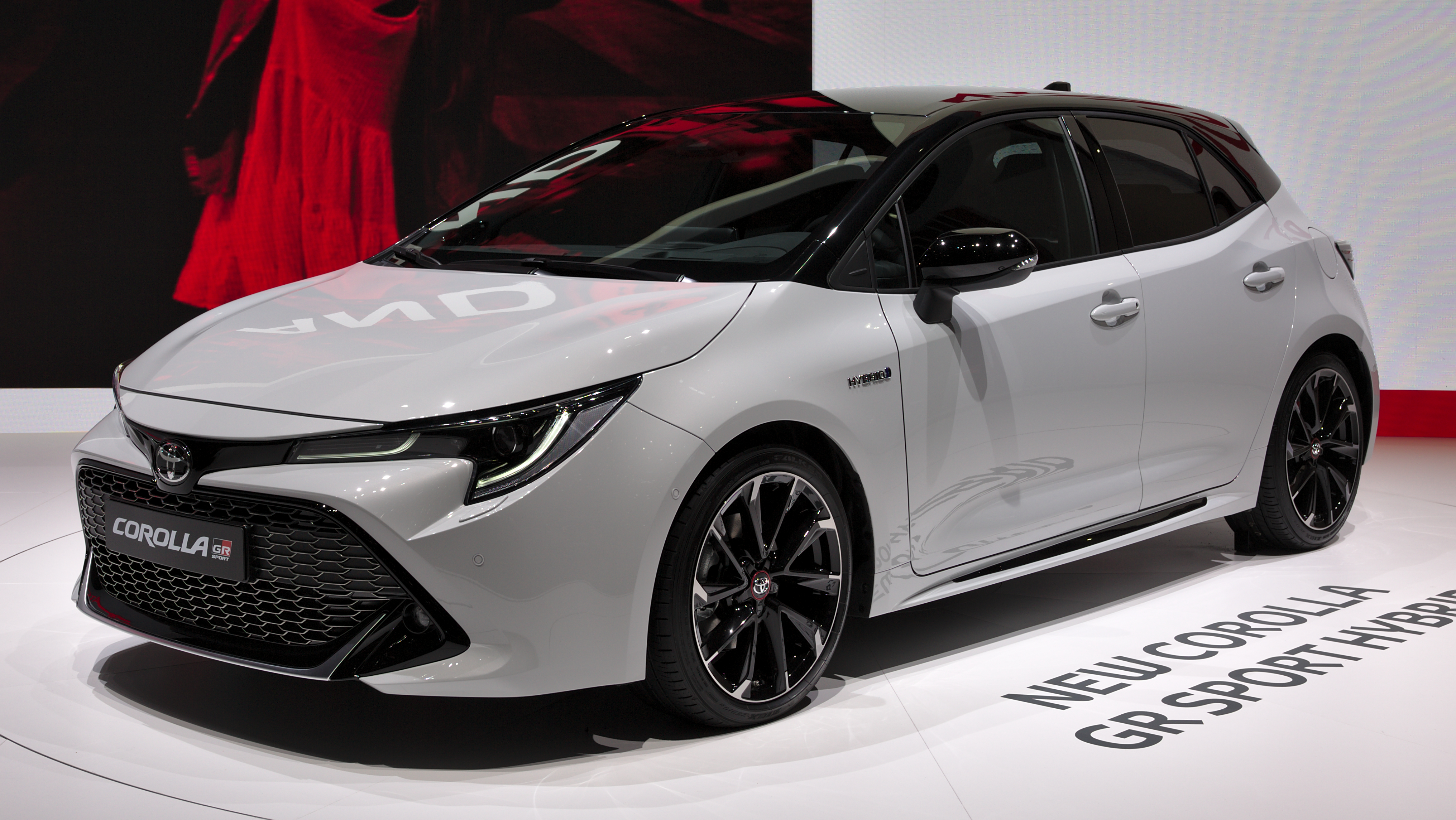
カローラ（無印ハッチバック、日本名・カローラスポーツ） GR SPORT
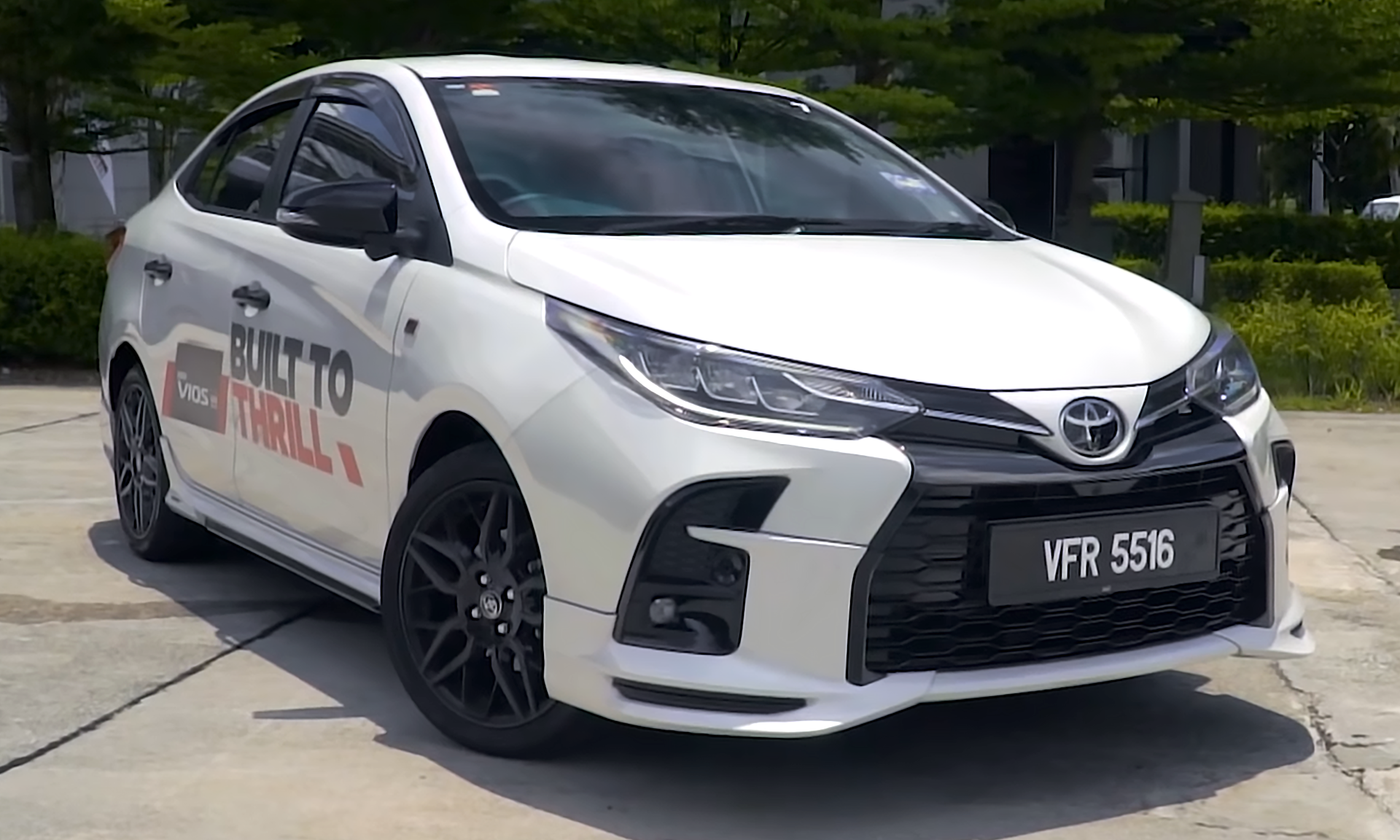
ヴィオス GR SPORT（マレーシア）
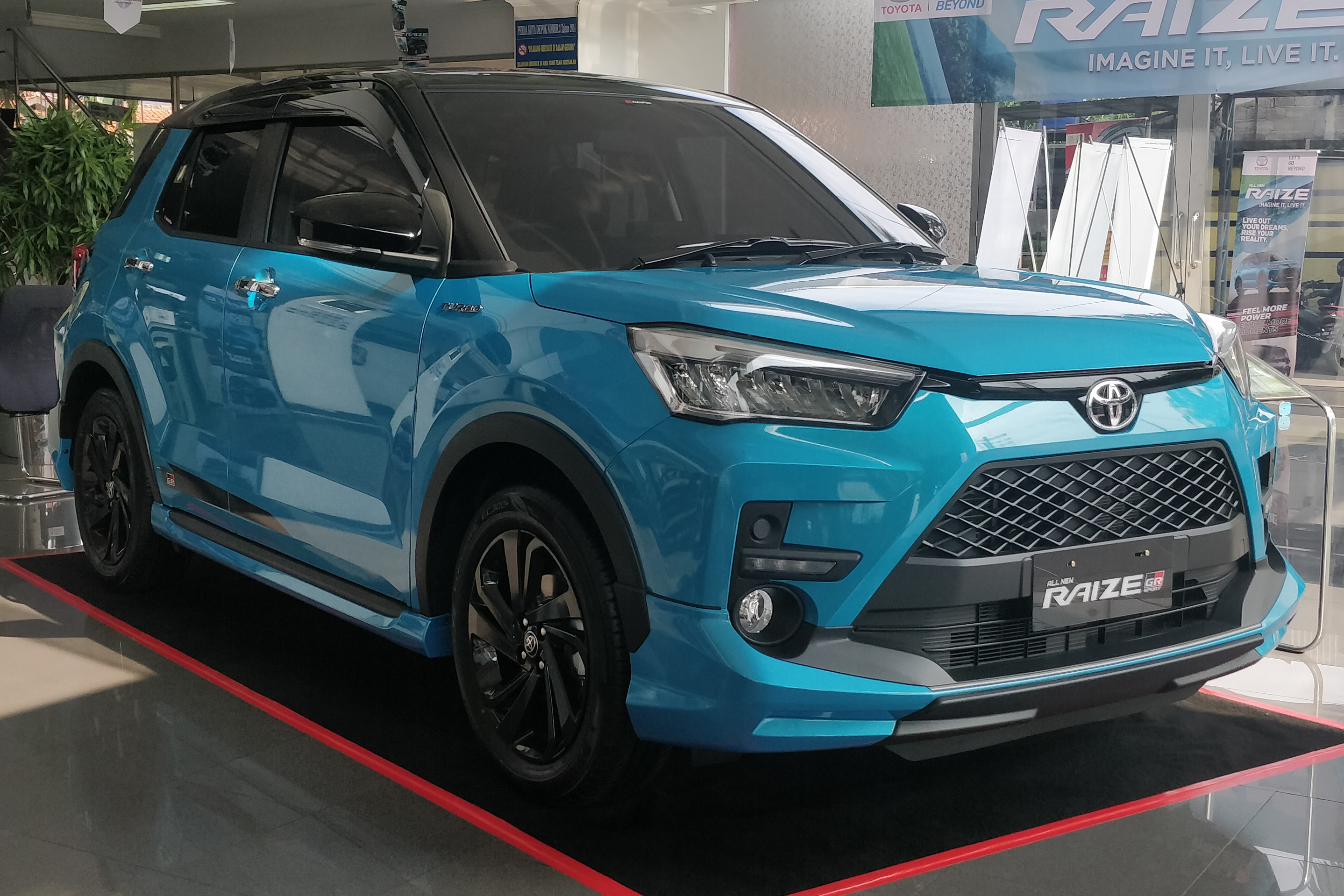
ライズ GR SPORT
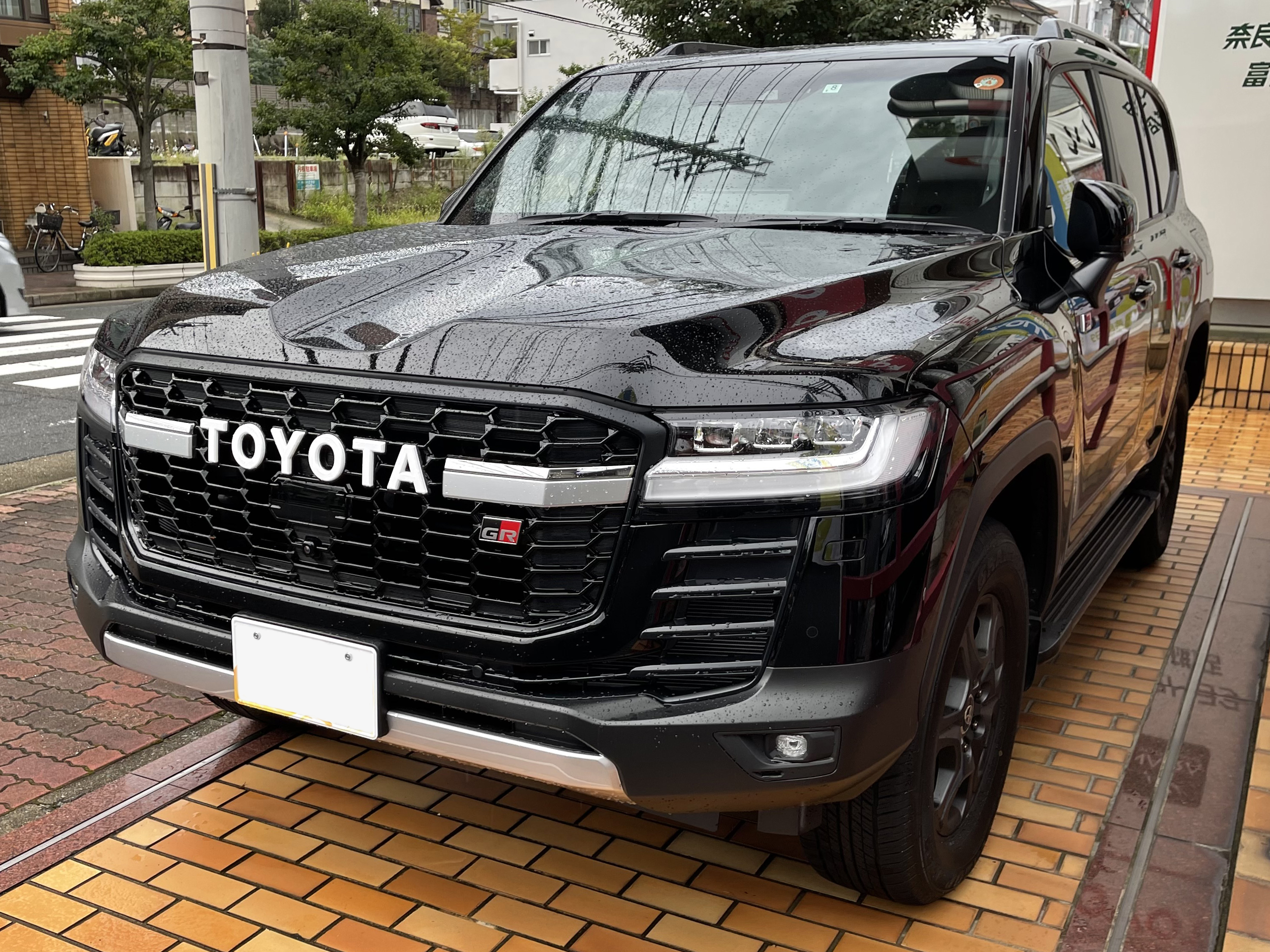
ランドクルーザー GR SPORT（日本）
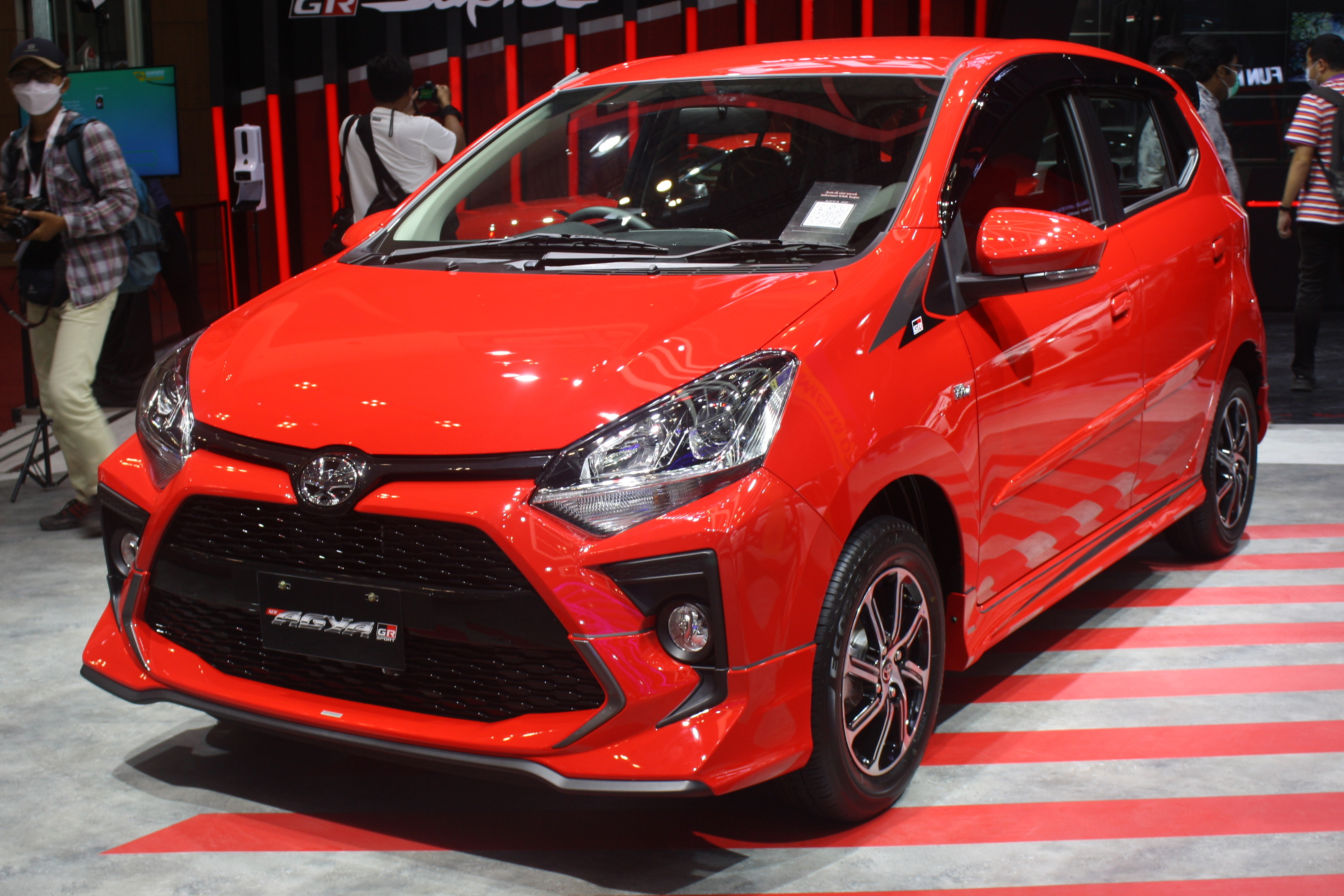
アギア GR SPORT（B100）
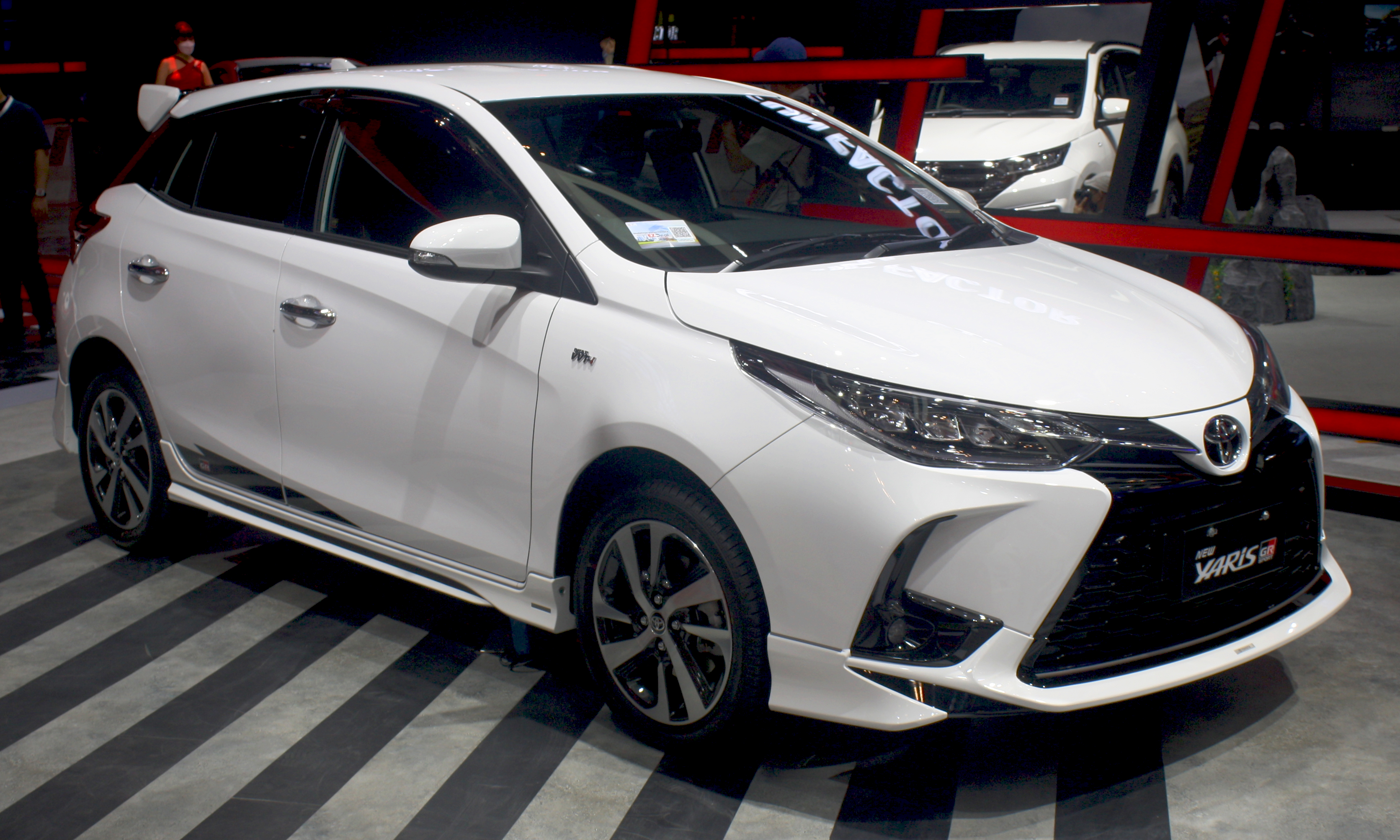
ヤリス GR SPORT（XP150）
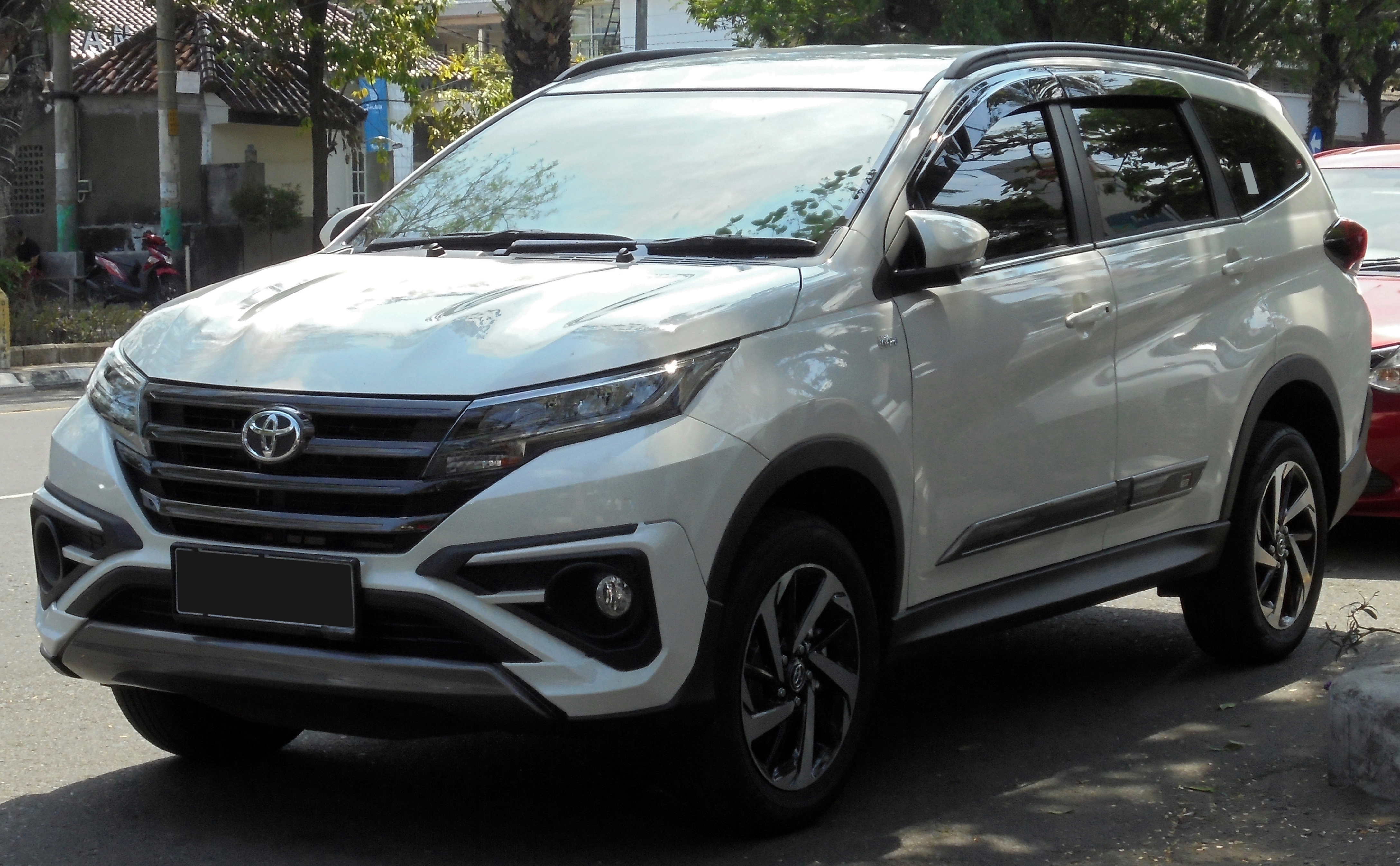
ラッシュ GR SPORT
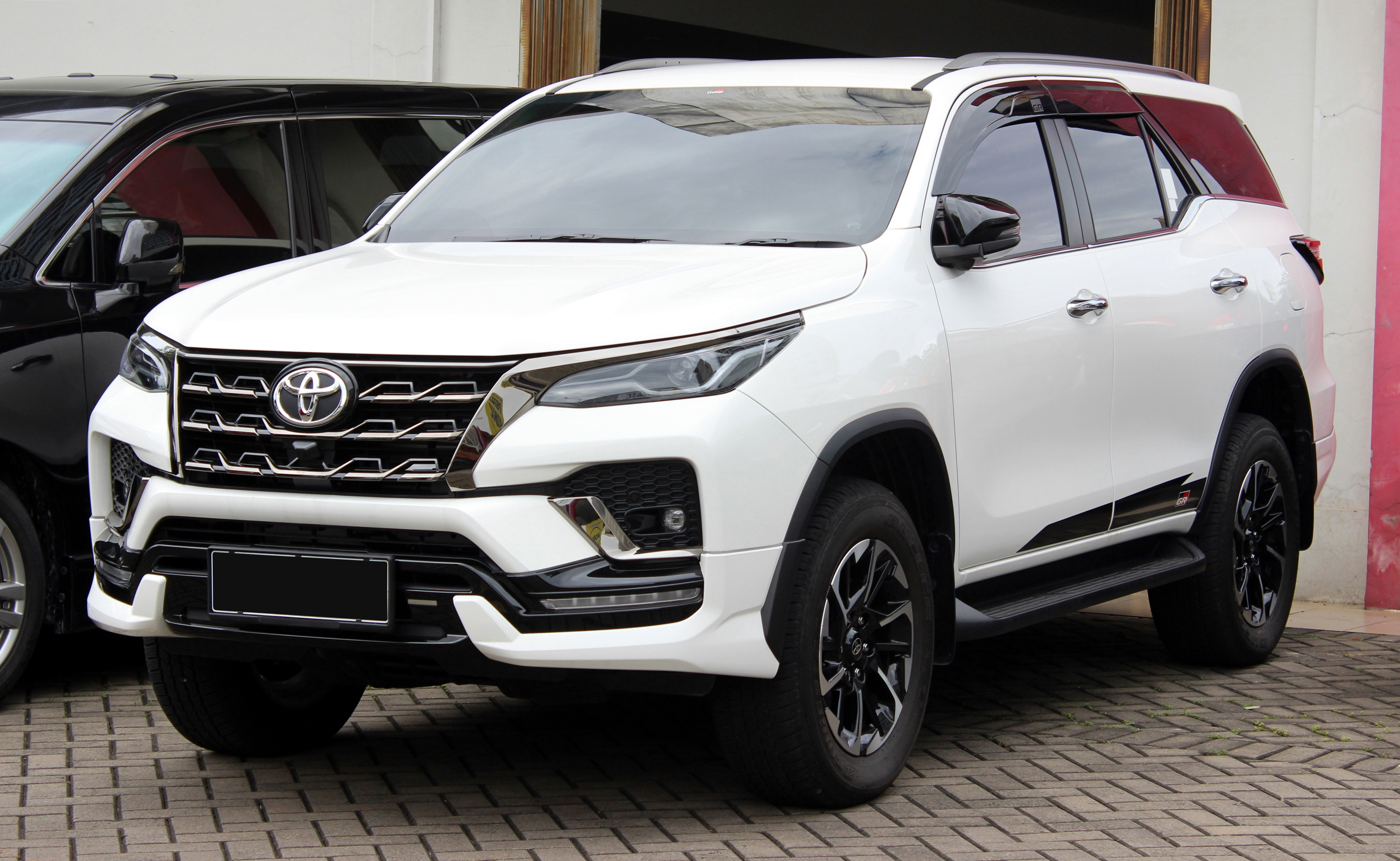
フォーチュナー GR SPORT（インドネシア）
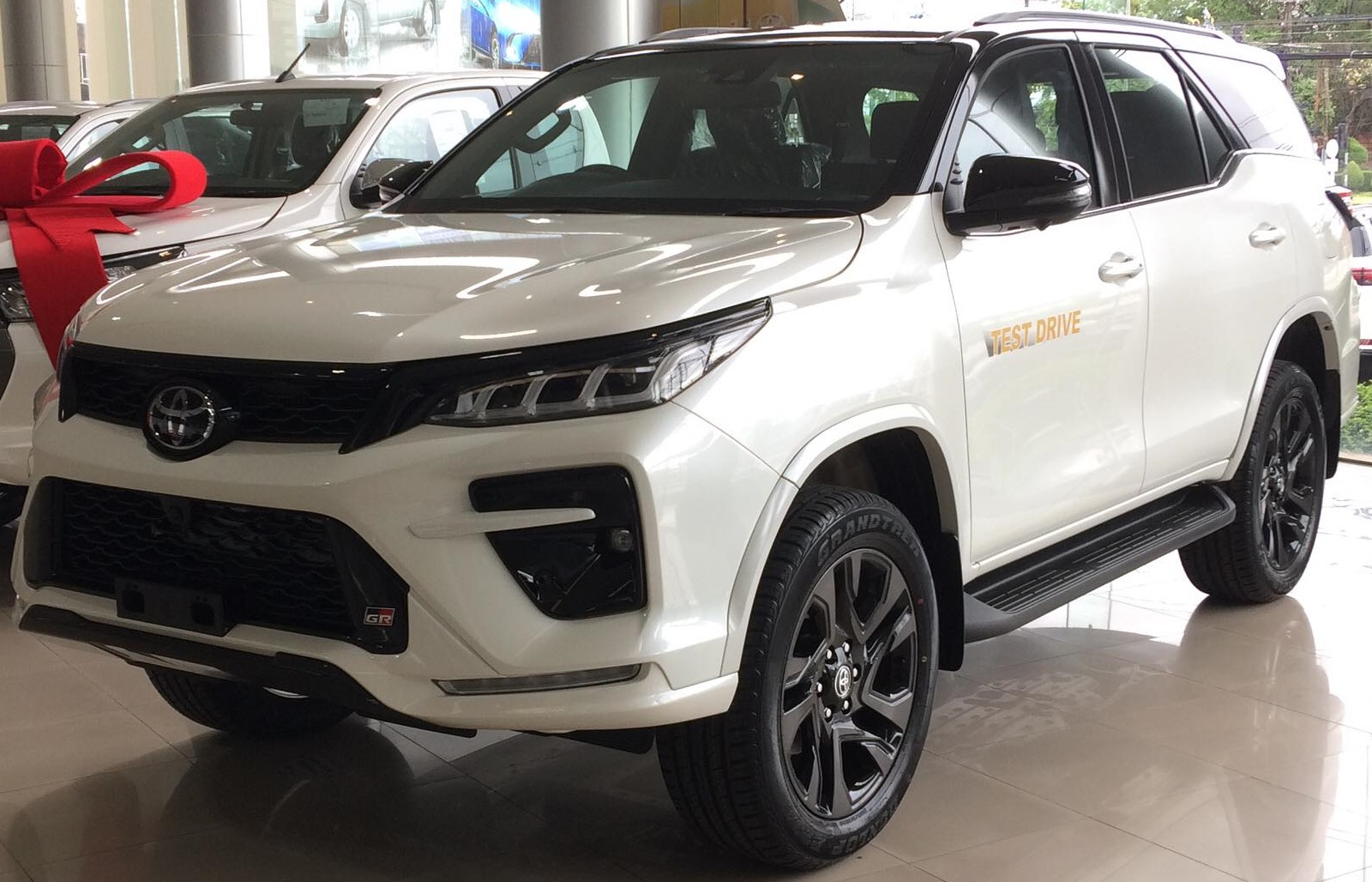
フォーチュナー GR SPORT（タイ）
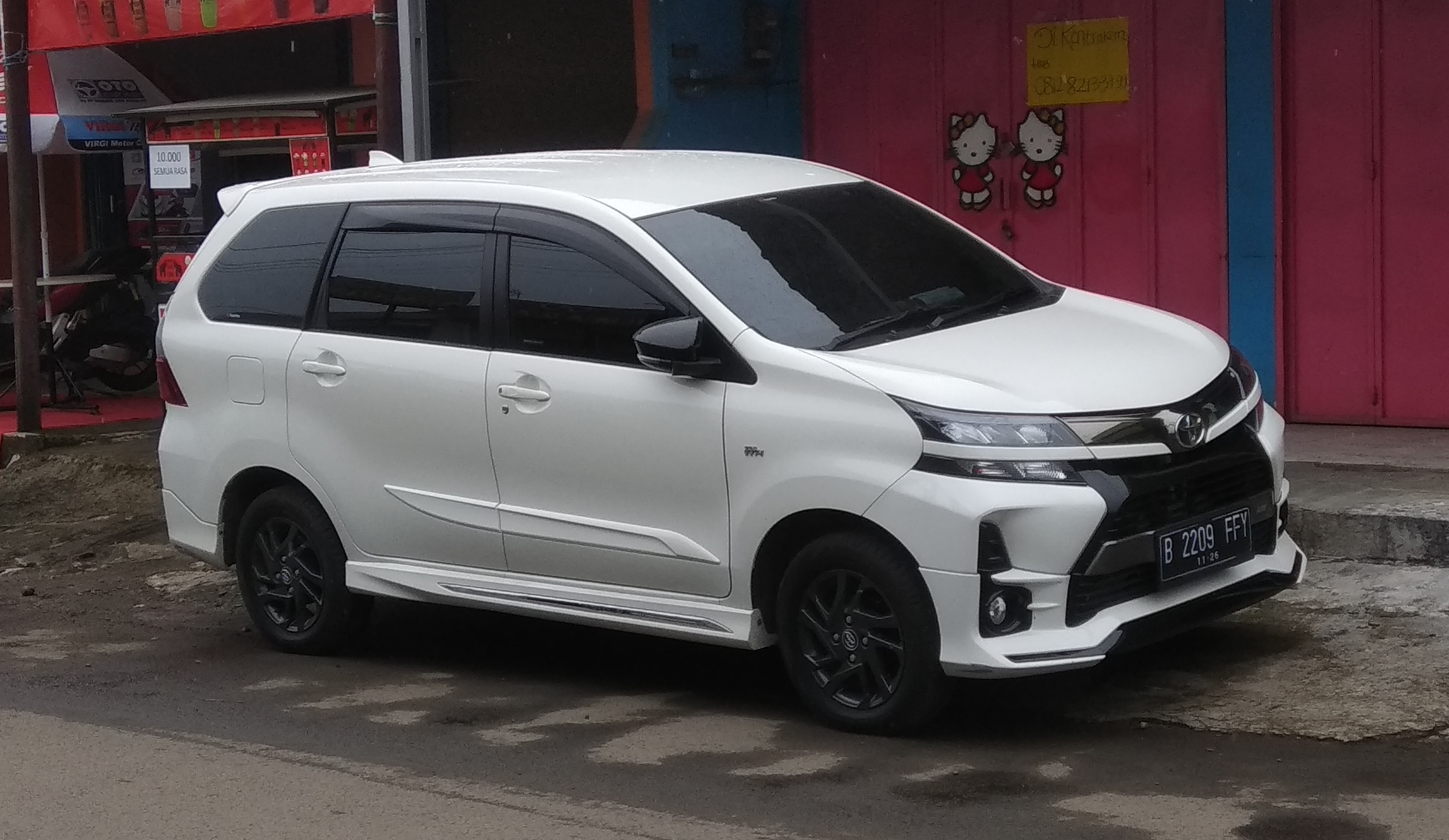
アバンザ ヴェロッツ GR LIMITED
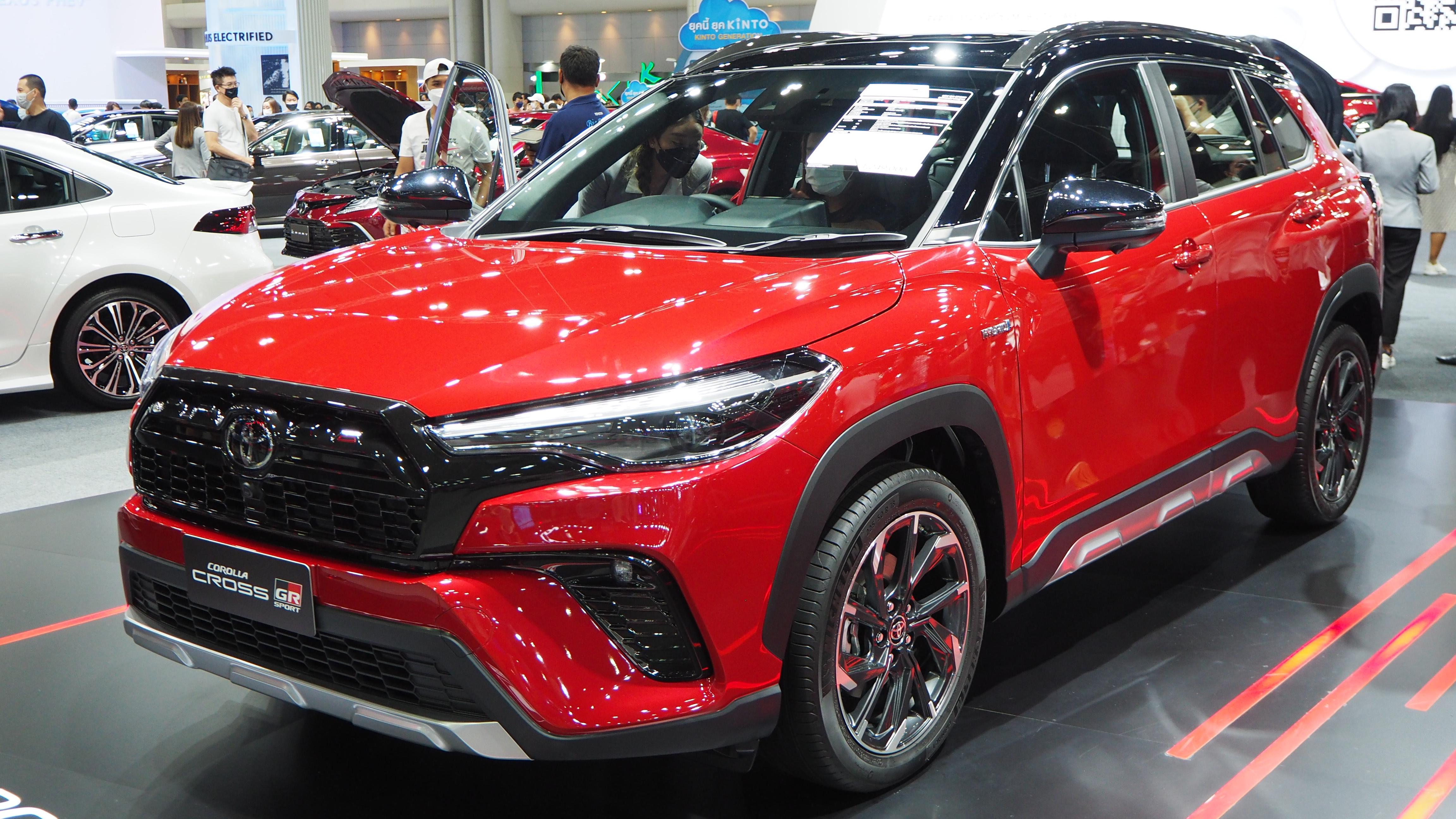
カローラクロス GR SPORT（タイ）
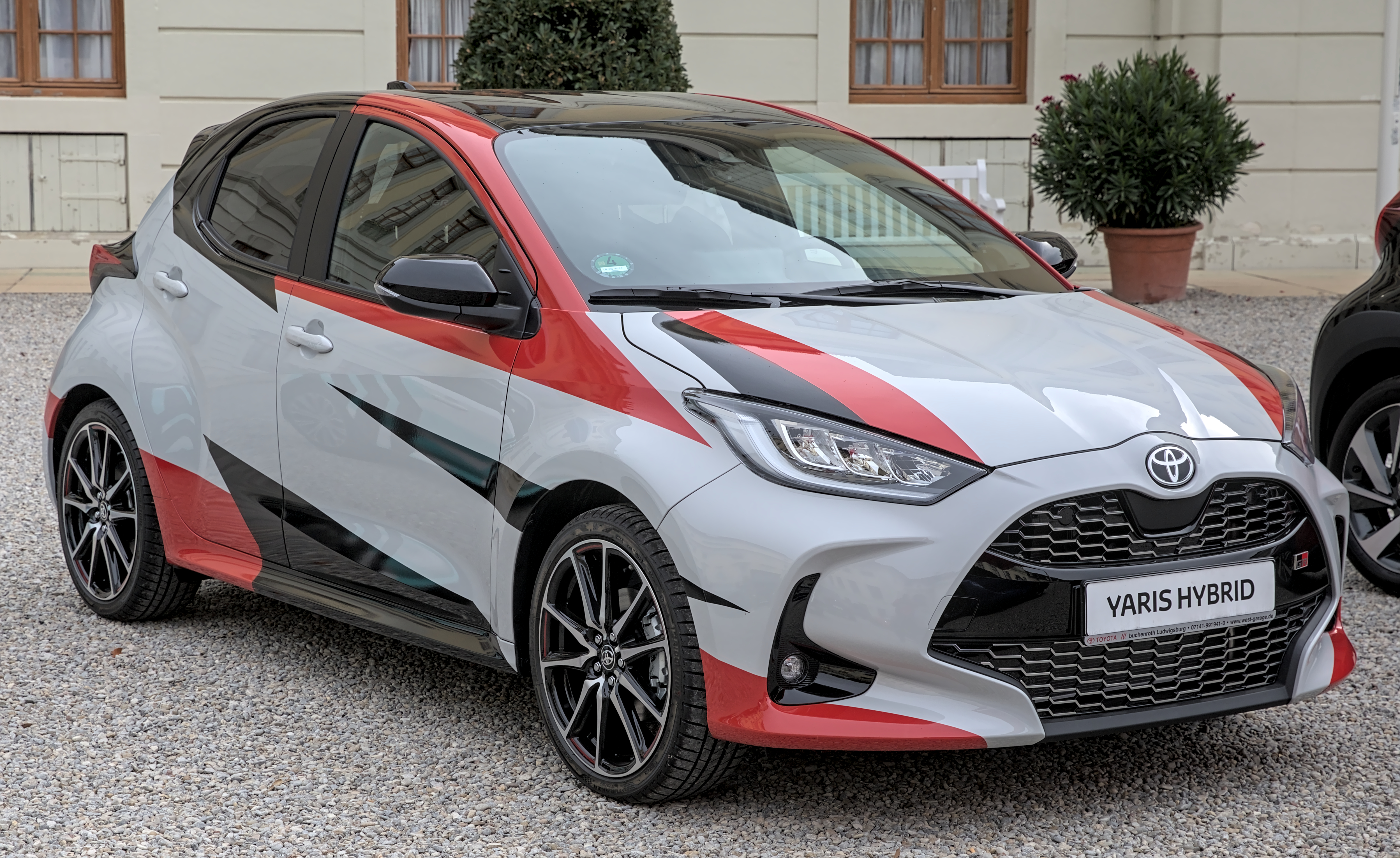
ヤリス GR SPORT（XP210）
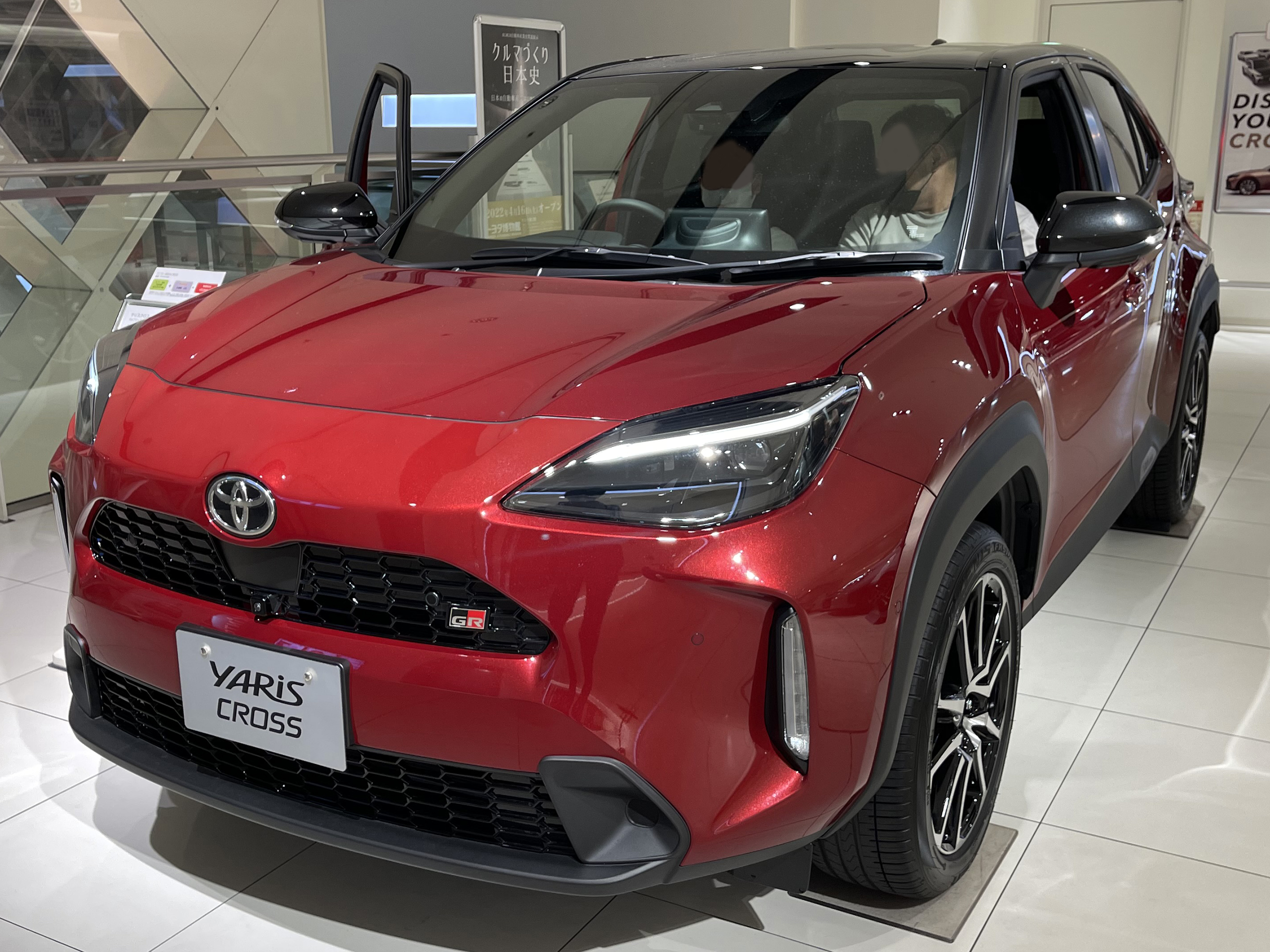
ヤリスクロス GR SPORT
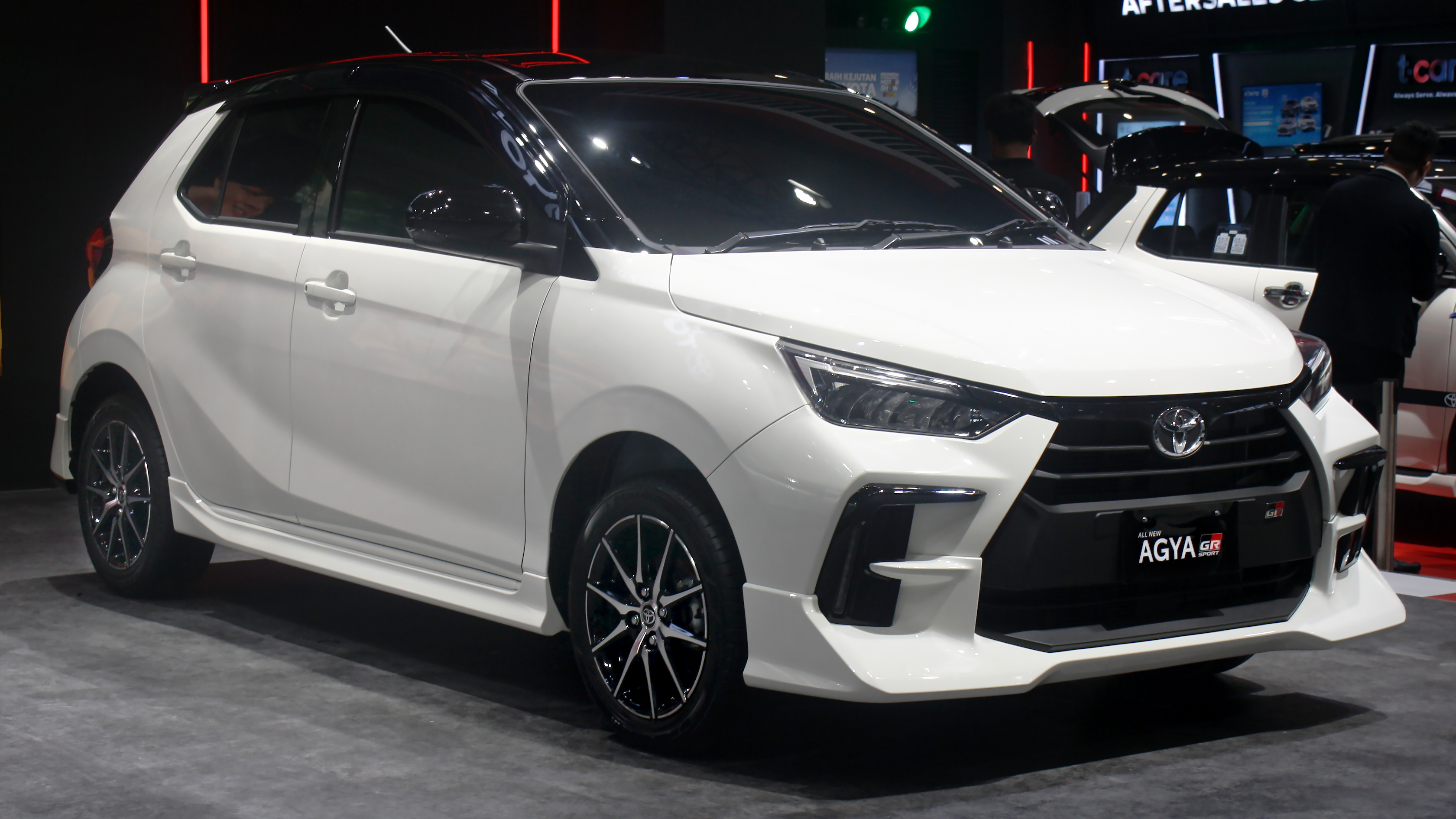
アギア GR SPORT（A350）
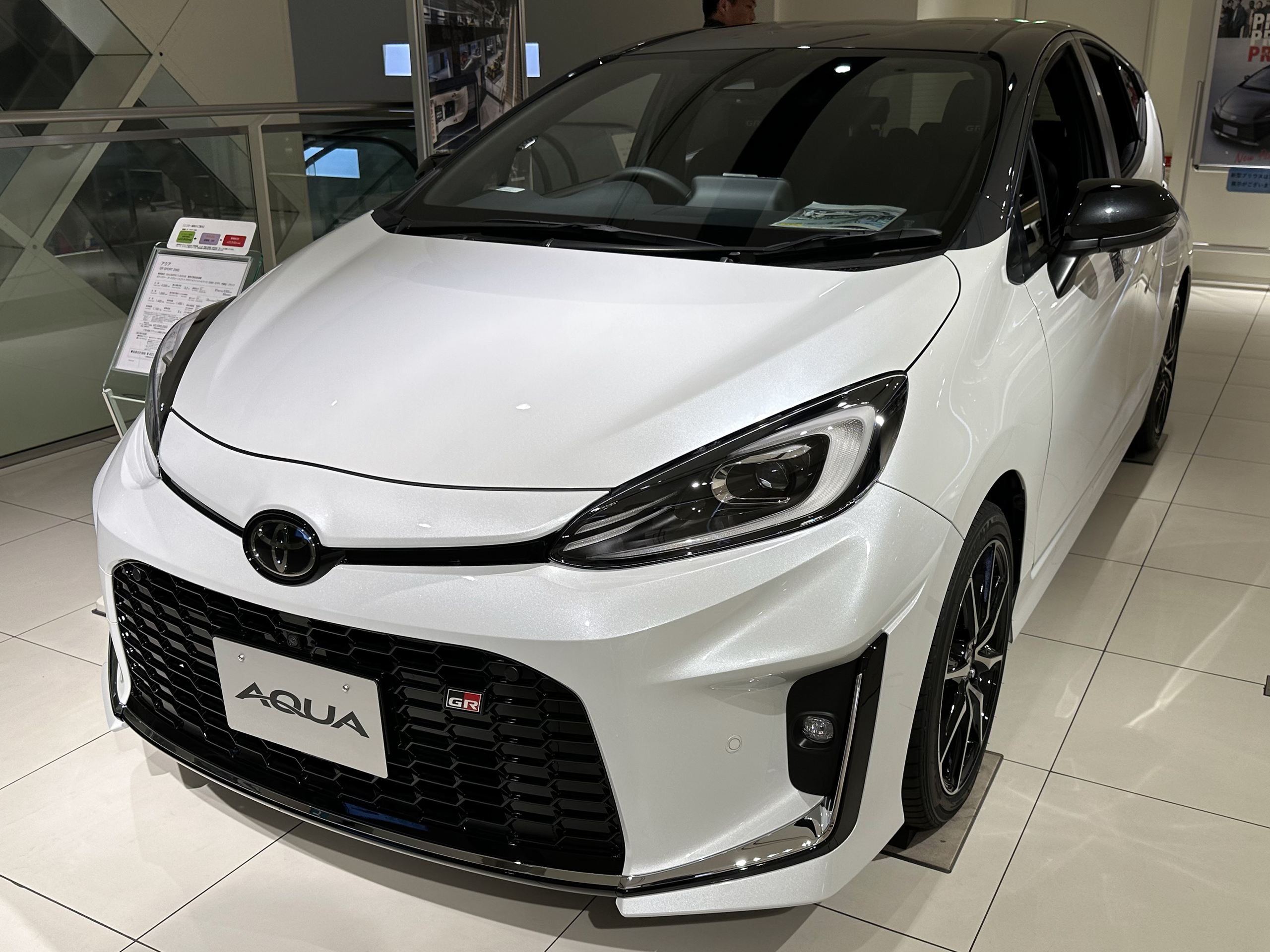
アクアGR SPORT（XP210）
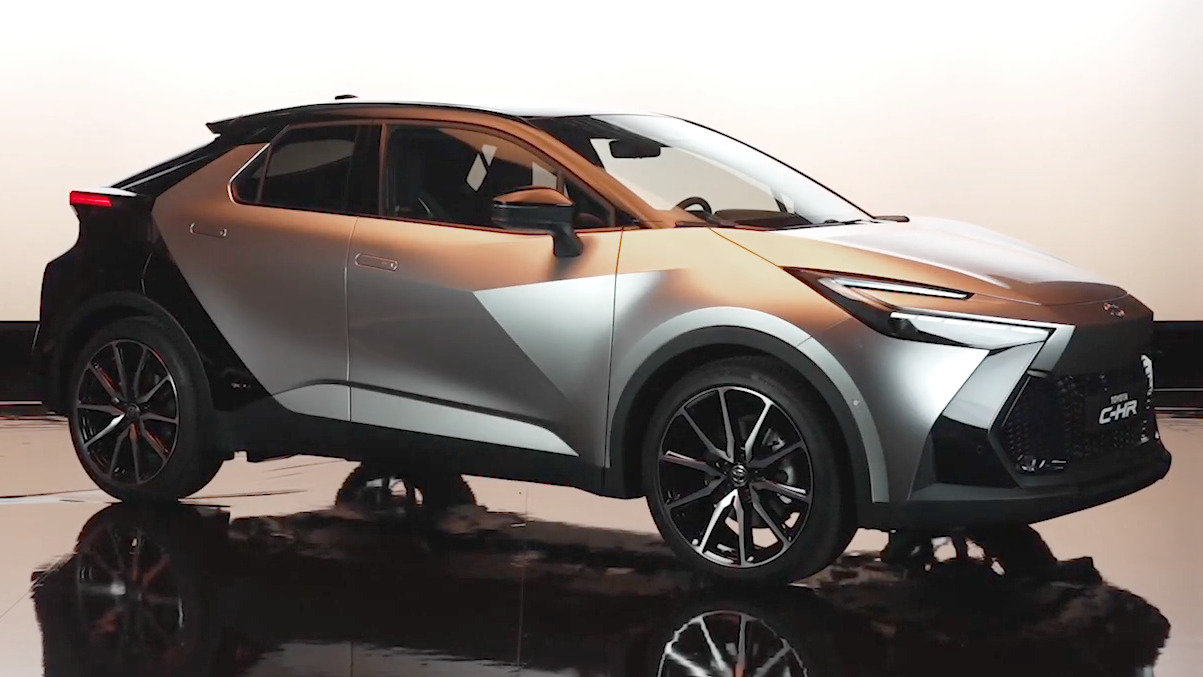
C-HR GR SPORT（2代目）

### GR PARTS
GRが発売するアフターパーツ。車種によってパーツの種類に差があるが、エアロパーツ、ホイール、ブレース類、ダンパーのようなチューニングパーツや、フロアマットやアームレストといった内装・装飾類のような一般的にイメージされるアフターパーツの他、エンジンオイルやデータロガーまで取り扱う。また静電気を除去するアルミテープや、空力効率を高めるコーティング剤のような珍しいアイテムもある。これらは非GR車にも装着・適用することが可能である。
実際の開発は、トヨタのレーシングカー開発を担うトヨタカスタマイジング&ディベロップメント社のTRDが行っている。

## GRグローバルモデル
グローバルモデルとして開発されたGRブランド専用車は、同ブランドの専売であることを明確にするため、他のGRブランドの車種の「車名+GR」と異なる「GR+車名」のネーミングを用いることで差別化を図っている。
- GRスープラ（2019年 - ）
- GRヤリス（2020年 - ）
- GR86（2021年 - ）
- GRカローラ（2022年 - ）

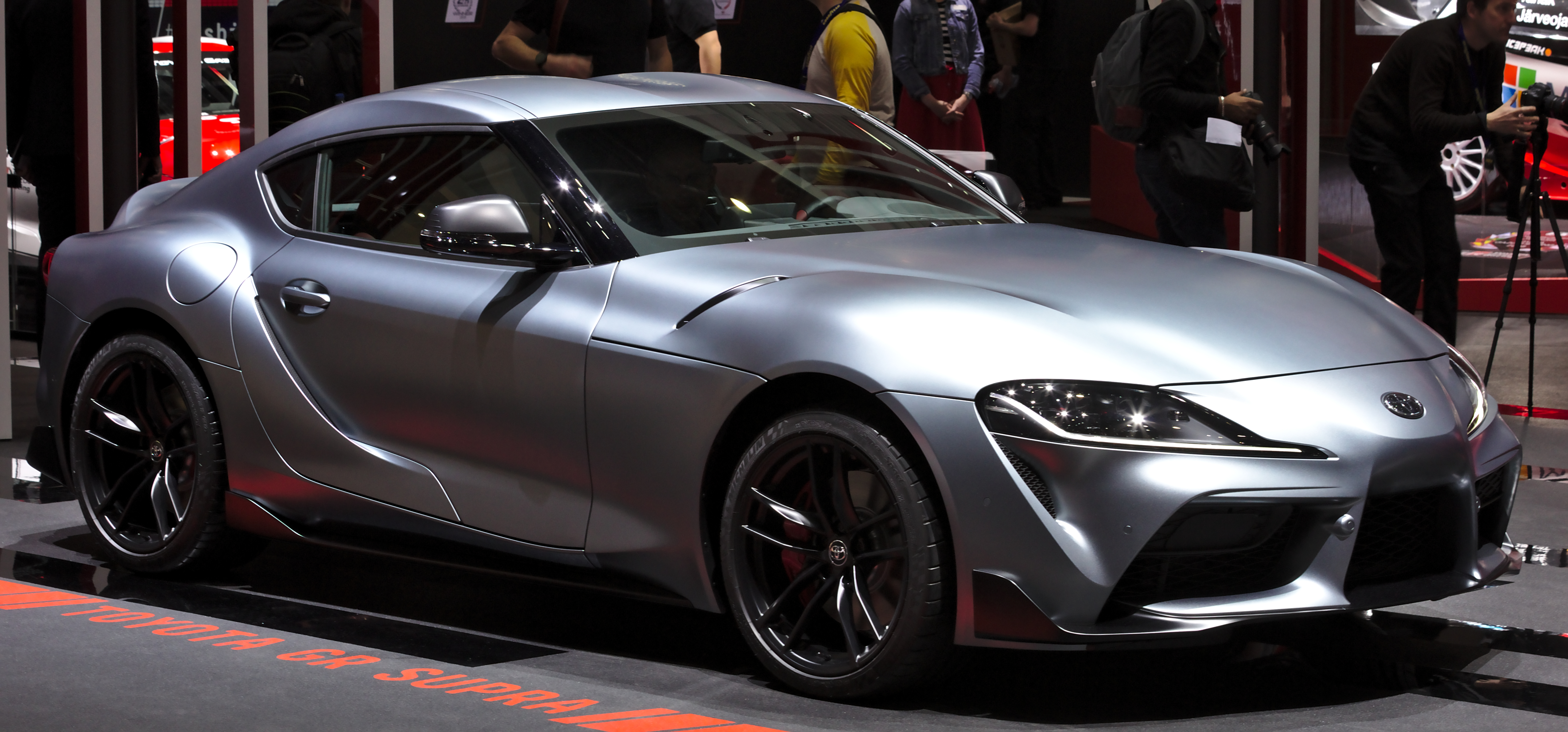
GRスープラ
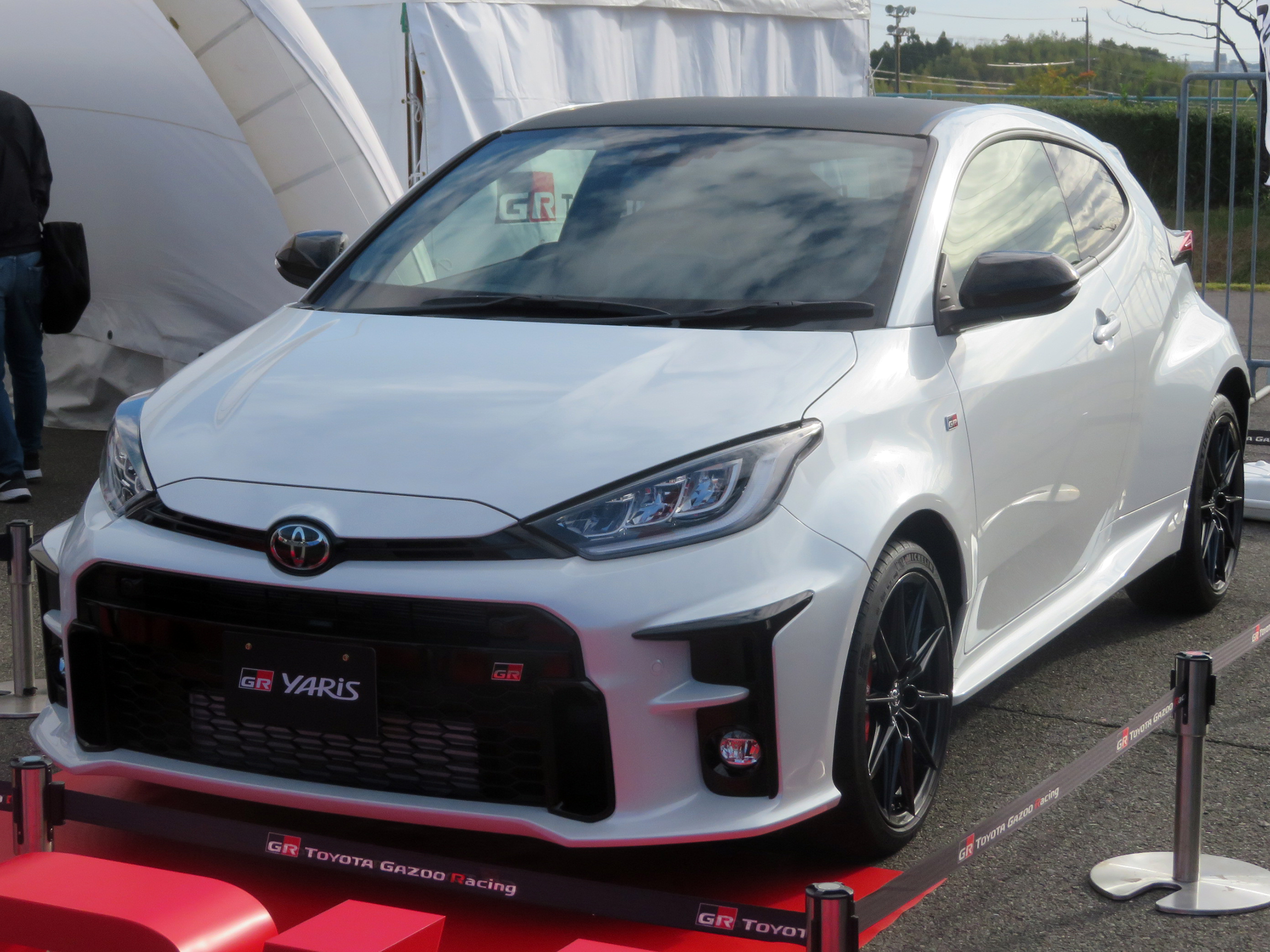
GRヤリス
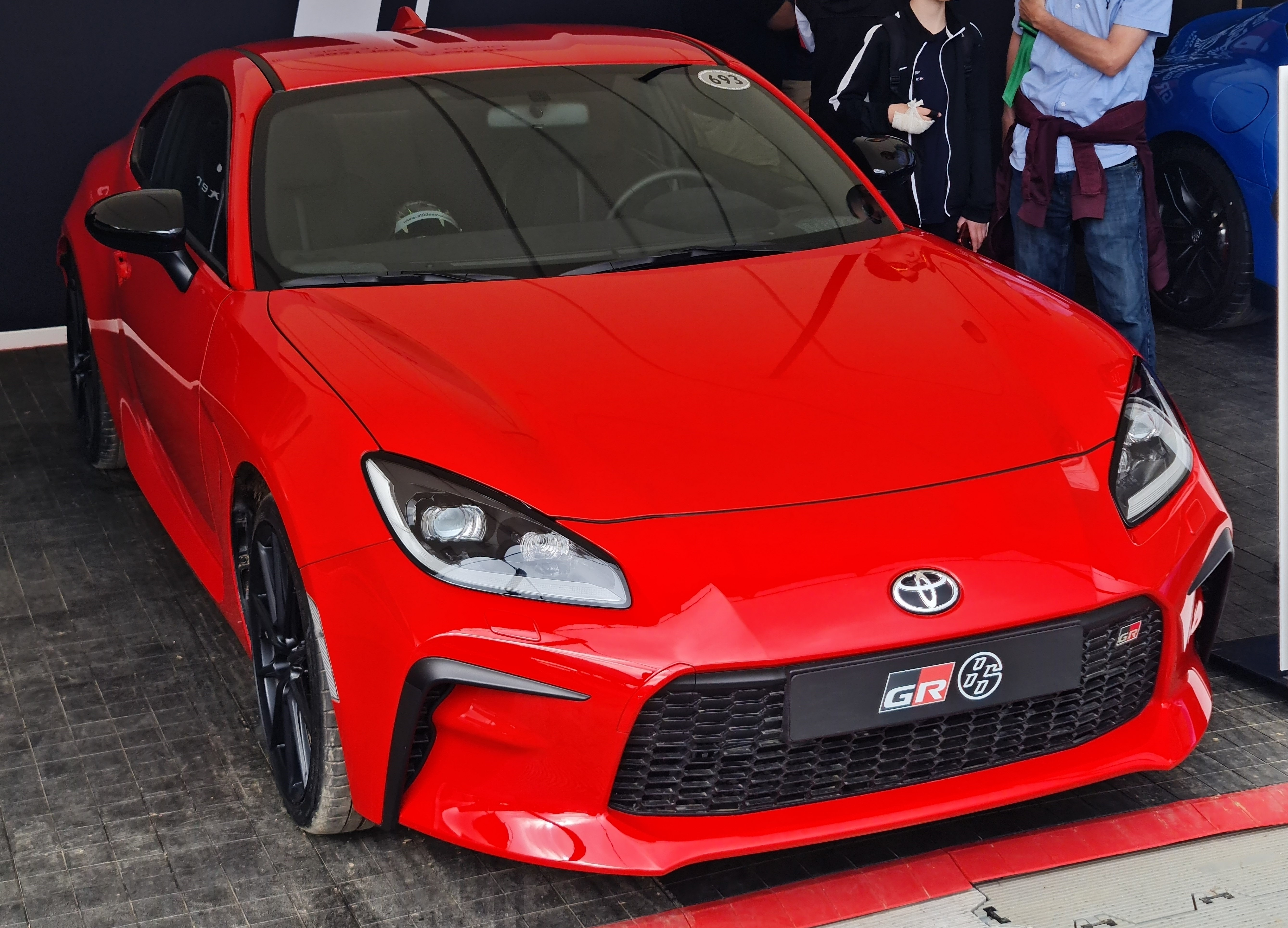
GR86
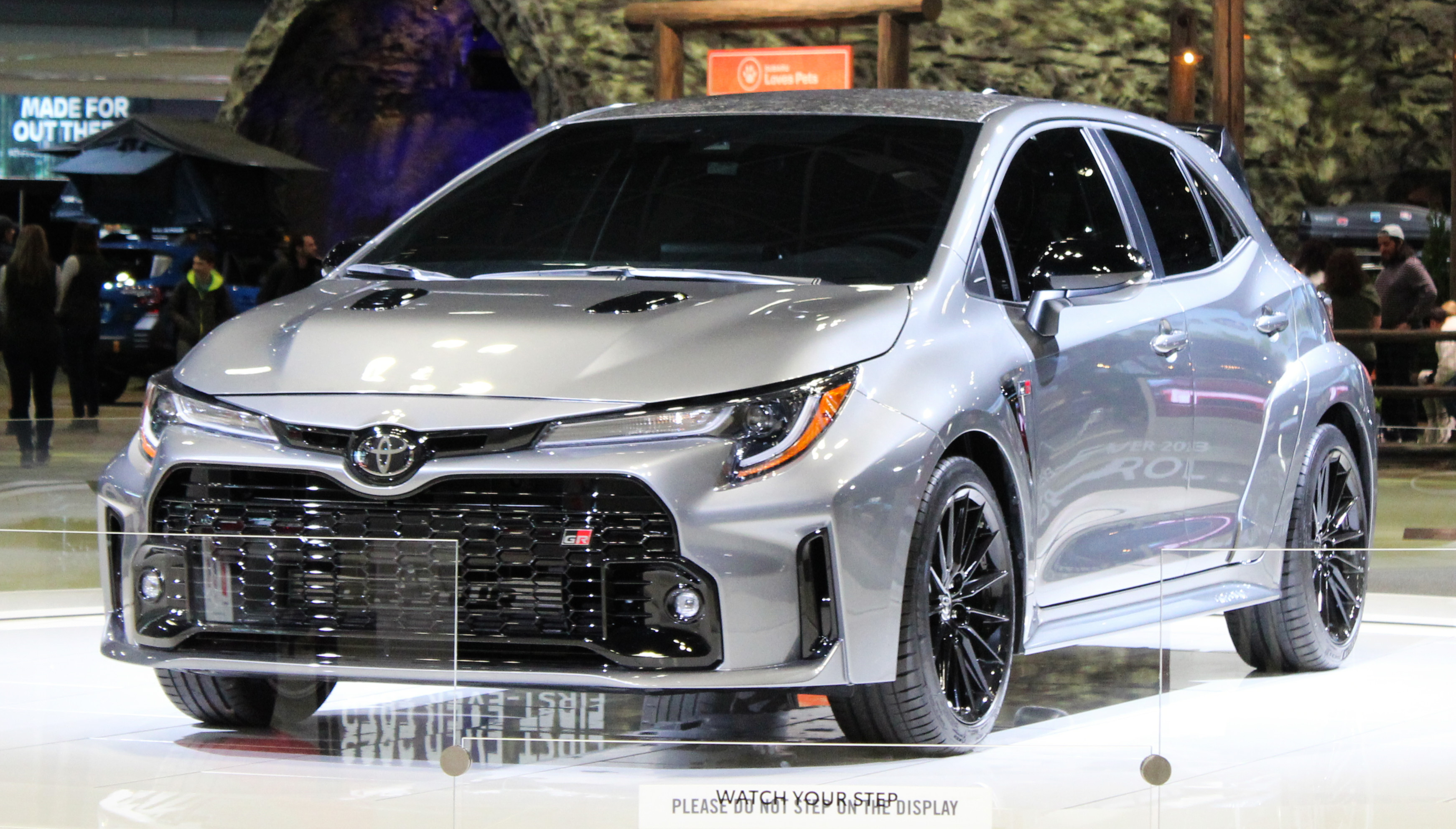
GRカローラ

## GR Garage

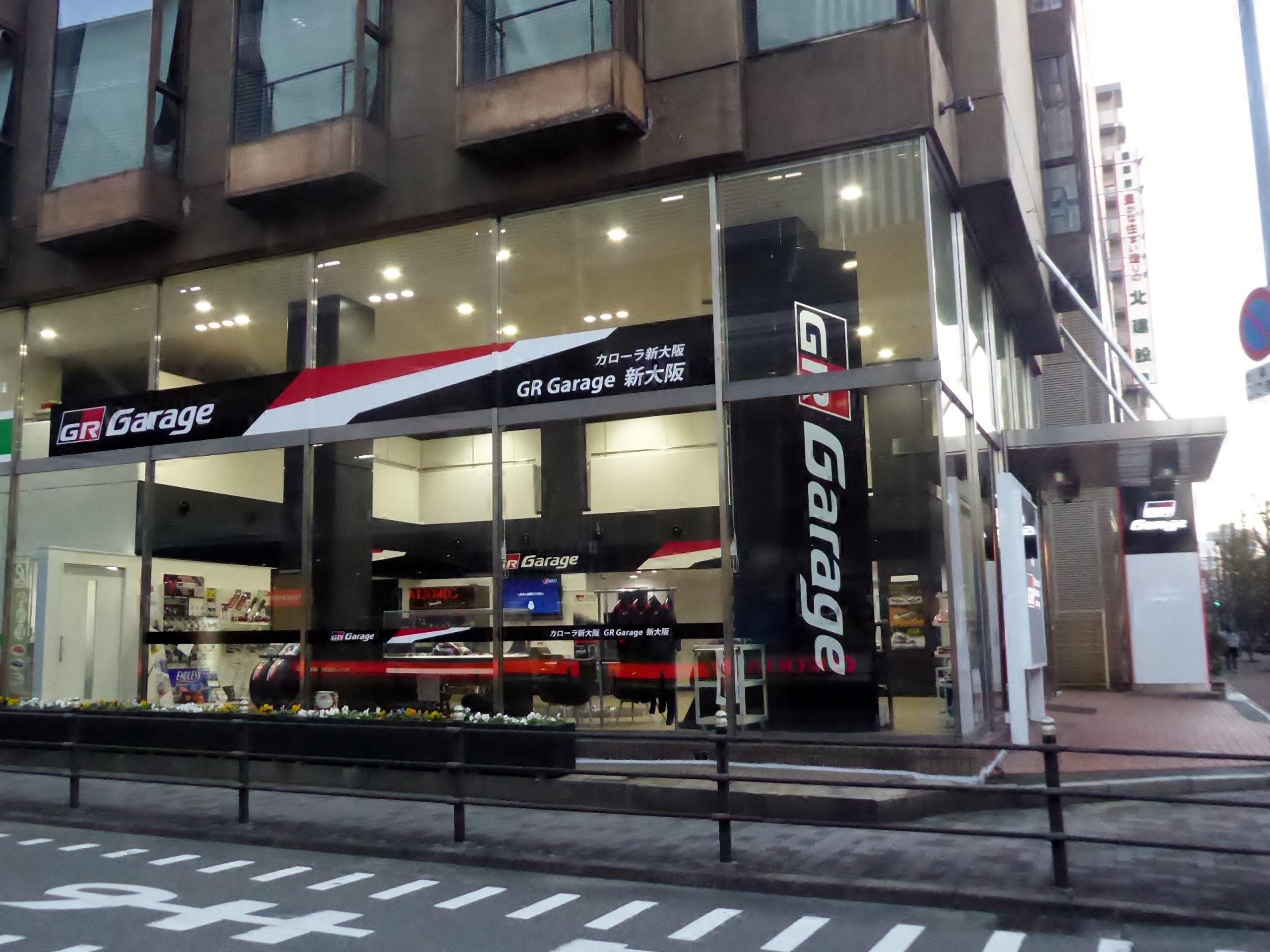
GR Garage 新大阪

「GR Garage（ジーアールガレージ）」は、「GR」ブランドの発足に合わせて全国のトヨタディーラーに設置された専門のカスタマイズとチューニングを行う専門店。GRコンサルタントが常駐している他、GRブランド車の試乗車や、カスタマイズパーツなどを取りそろえている。試乗車に関しては、運営ディーラーが取り扱うベース車に準ずる。また独自にモータースポーツ活動を行っているGR Garageもある。
店舗の運営は基本的にトヨタディーラーが行うが、GR Garage GROW盛岡、GR Garage 袋井、GR Garage TSタカタの3店舗はトヨタディーラー以外の企業が店舗の運営を行っている。
2024年11月現在、秋田県・福島県・新潟県・山梨県・岐阜県・福井県・鳥取県・島根県・香川県・高知県・佐賀県・長崎県・宮崎県・鹿児島県の14県には、まだ「GR Garage」は所在しない。現行店舗に関しては、GR Garage一覧 を参照。

## GR Heritage Parts
廃盤となってしまった古いスポーツカーの部品を復活させ、長く乗ってもらうことを目的とする活動。2021年11月現在までに、A70型・A80型スープラ、2000GT、40系ランドクルーザー、AE86型カローラレビン・スプリンタートレノの部品の復刻を公表している。

## G's
「G's（G SPORTS、通称：ジーズ）」は、2010年の「東京オートサロン2010」で発表され、同年4月に発売された「ノア＆ヴォクシーG's（初代）」から正式に発足した市販車ブランド。幅広い顧客層に向けて「走りの味」や「クルマの楽しさ」を提供するメーカーコンプリートモデル（トヨタ自動車では「スポーツコンバージョンモデル」と称していた）で、トヨタ自動車が初めて自社で開発から製造を一貫して手掛けたスポーツ仕様車専門のブランド。現在のGRの源流にあたる。
G SPORTSの「"G"」は、2000GTやセリカGT-FOURといったトヨタのスポーツモデルにも採用されていた「GT」や、それらに搭載されていた専用のチューンドエンジン（「〇〇-GE」など、形式名に「G」が入るエンジン）などに由来する。
本ブランド車の大きな特徴として、基準車（ベース車両）の車体を専用の補強によって高剛性化し、その上で高性能なチューニングが施されたサスペンションとタイヤへ変更することで走行性能を大きく引き上げていることが挙げられる。なお、パワートレーン（エンジンやトランスミッション）には専用のチューニング等は施されず、基準車と同一の動力性能と環境性能が与えられた。また、販売に関しては全車種が持ち込み登録となっていた。
本ブランドの車両開発においては、「GAZOO Racing」でニュルブルクリンク24時間耐久レース等のモータースポーツに関わった専門の技術者が開発に従事しており、レクサスブランドの「F」モデルと同様に基準車の開発チームとは別の開発チームが結成され、各車種ごとにチーフエンジニアが置かれた。そして、車両の性能評価と走行試験には前述のニュルブルクリンク24時間耐久レースに出場していたテストドライバー（トヨタ自動車社内の呼称はトップガン）が関わるなど、基準車の開発とは異なる手法が採用された。
各車両の生産工程において、基準車を生産する工場の同一生産ライン上で専用のボディ補強（溶接スポット追加と補強材の追加）や、専用チューニングのサスペンションに高性能タイヤと専用ホイールの装着、そして専用デザインの内外装部品の装着を行うことで無駄な純正部品の発生を抑制し大幅なコストダウンにも貢献した。そのような生産体系を採ることで基準車との価格差を狭め、多くの顧客が購入しやすい価格で提供することに成功した。
ラインナップとしてはファミリー層向けの乗用車（ミニバンやコンパクトカー）が中心となり、それらに加えてハイブリッドカーや4ドアセダン、SUVなどもラインナップに加わった。が、ピュアスポーツカー（86）や日本市場へも導入される欧州市場専売モデル（アベンシス、オーリス）、また軽自動車（ダイハツのOEM車両）には本ブランドはラインアップされることはなかった。
2017年9月、直接の後継となる「GR」ブランドへの再編にあわせ、「G's」ブランド車はすべて販売終了となった。
- ヴォクシーG's（2010-2014年…初代、2016-2017年…二代目）
- ノアG's（2010-2014年…初代、2016-2017年…二代目）
- ヴィッツRS G's（2011-2017年）
- プリウスG's（2011-2015年）
- マークX G's（2012-2017年）
- ヴェルファイアG's（2012-2014年）
- アルファードG's（2012-2014年）
- アクアG's（2013-2017年）
- ハリアーG's（2015-2017年）
- プリウスα G's（2015-2017年）

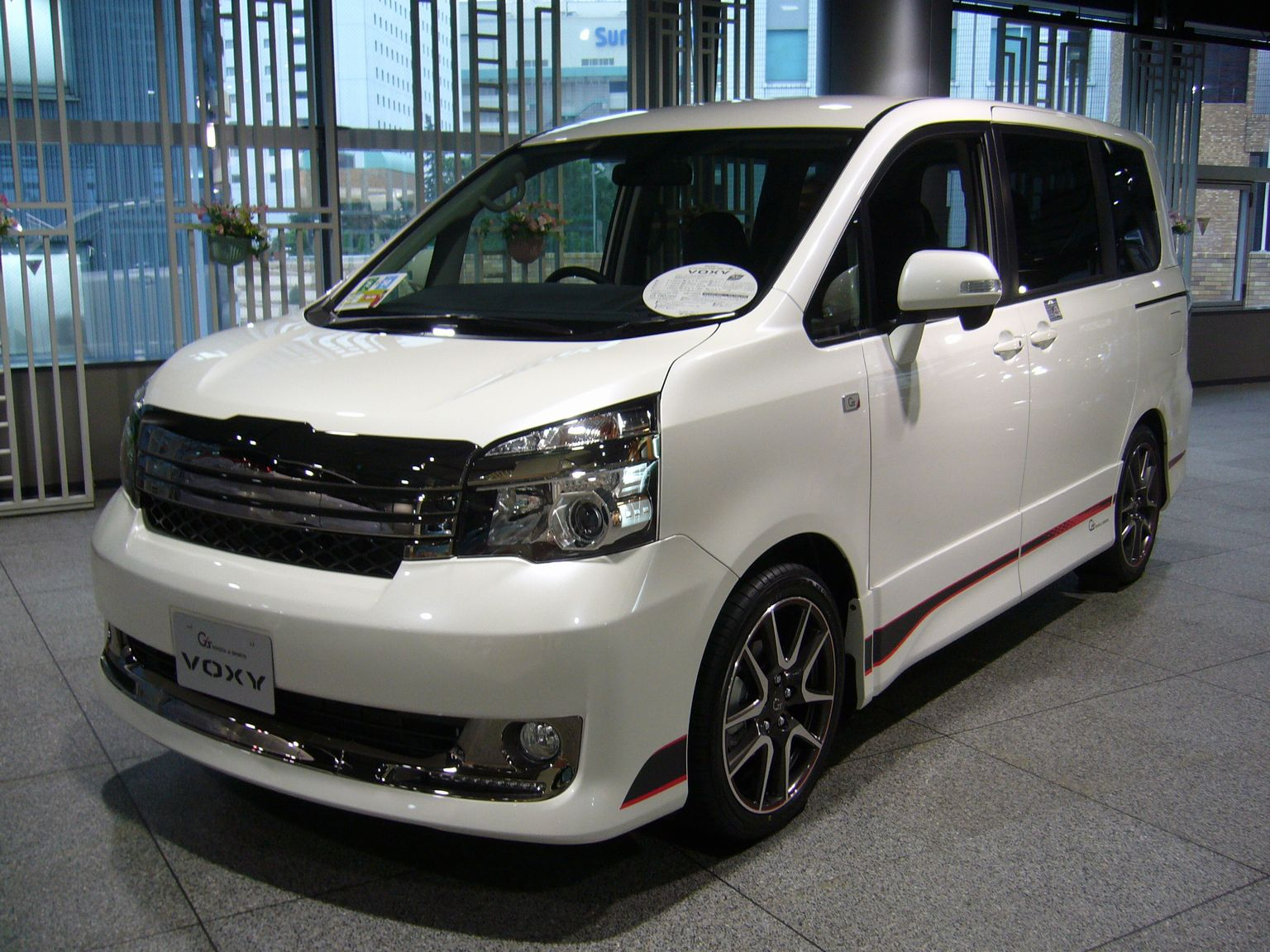
ヴォクシーG's（初代）
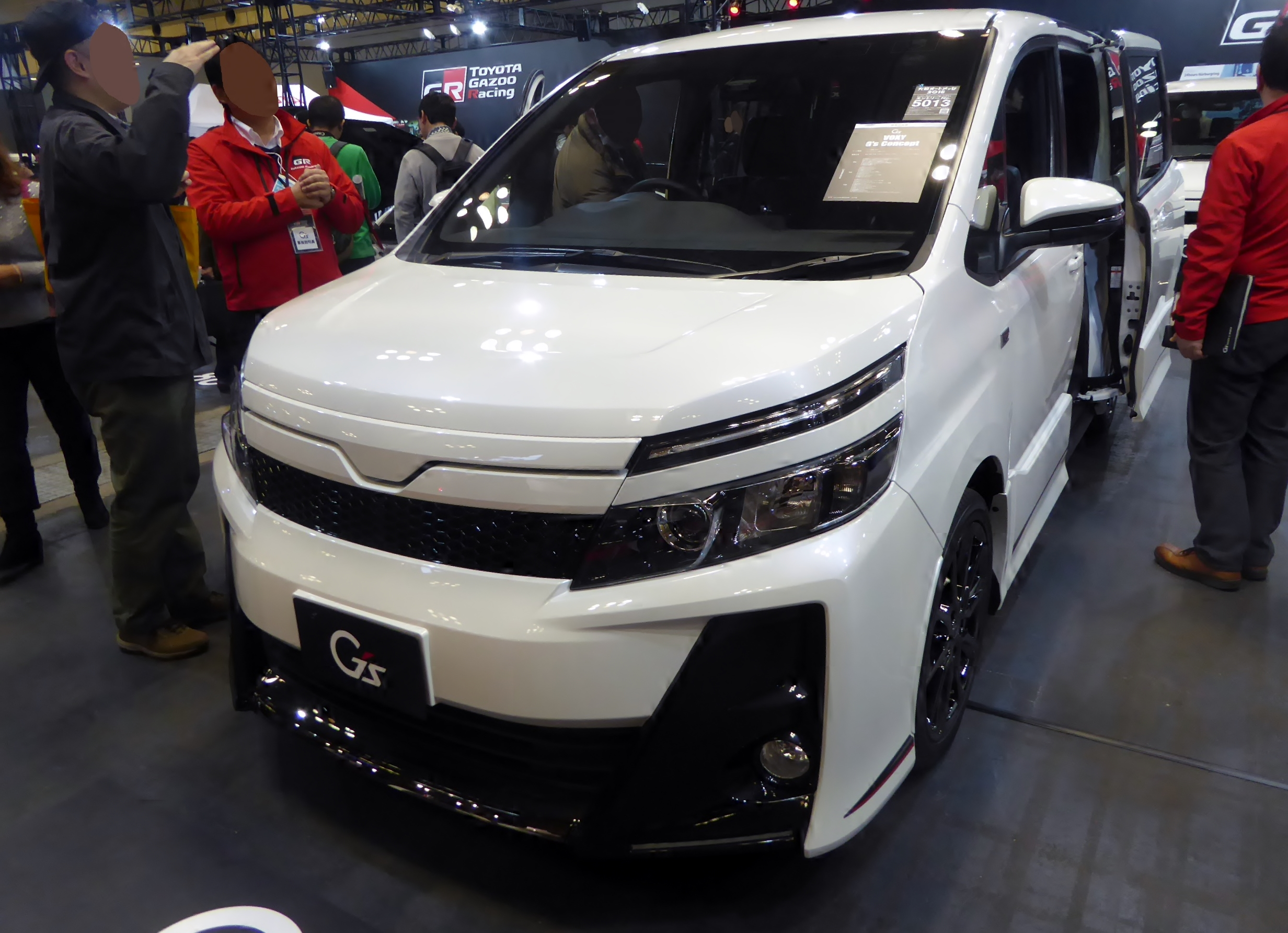
ヴォクシーG's（2代目）
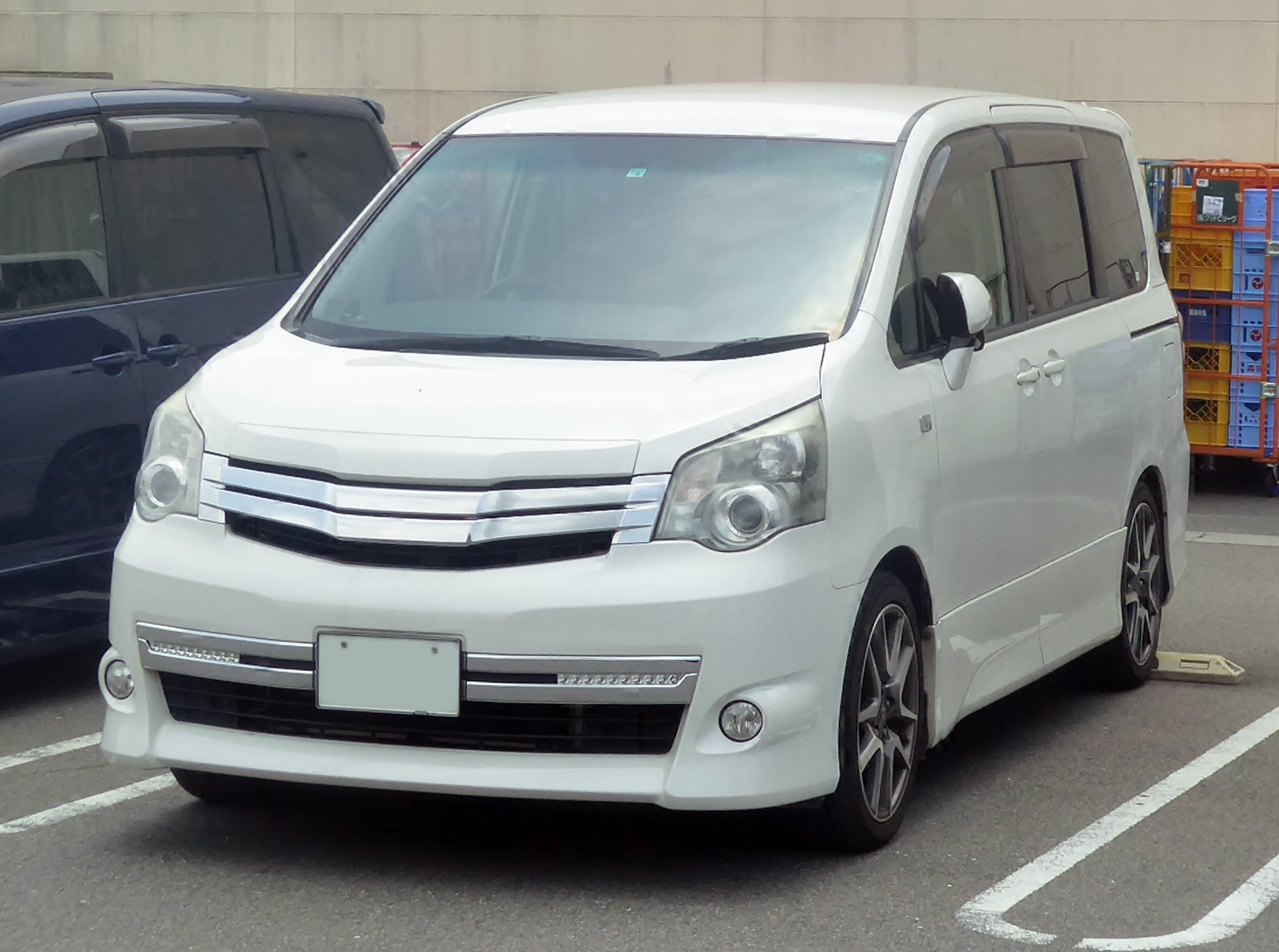
ノアG's（初代）
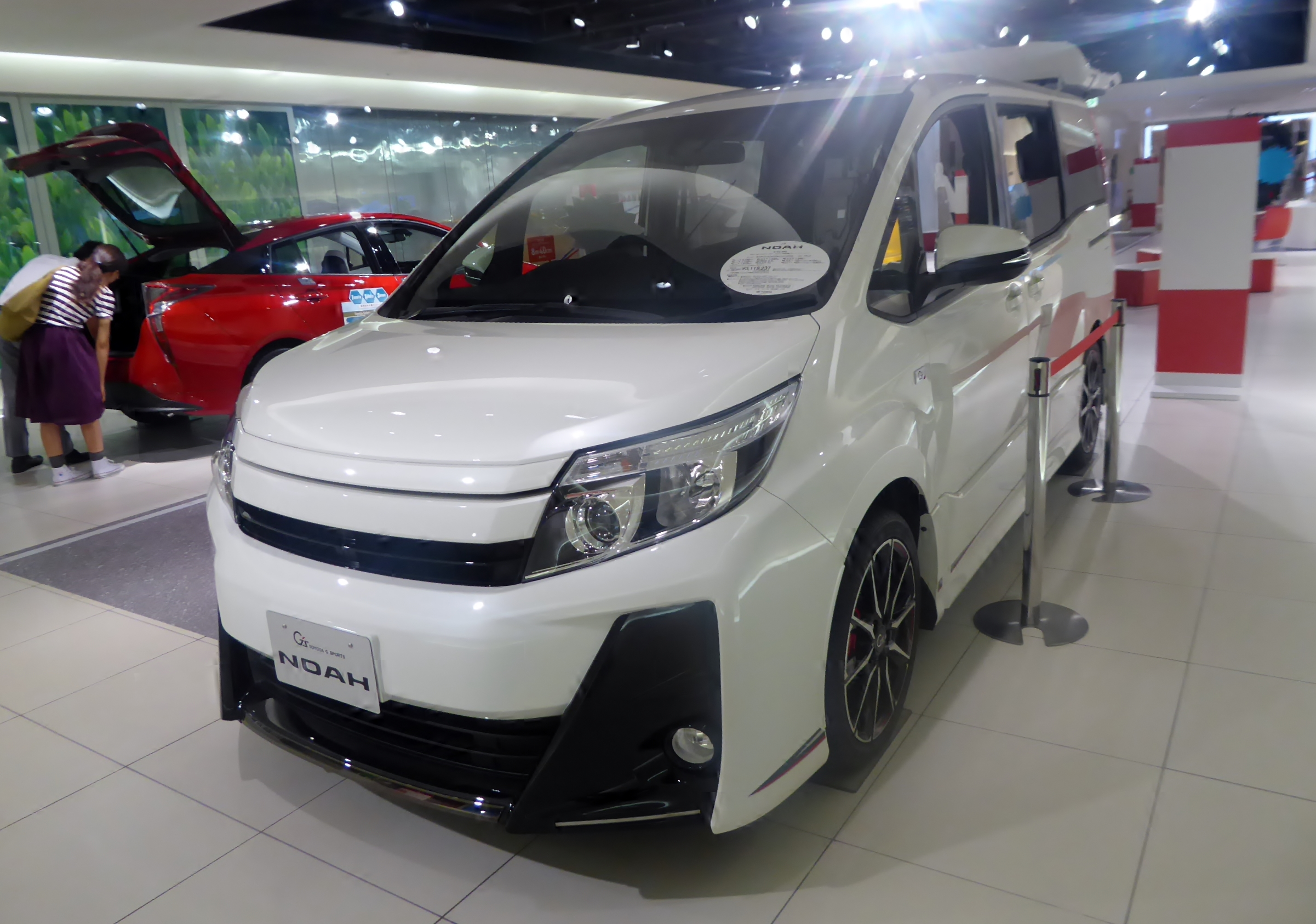
ノアG's（2代目）
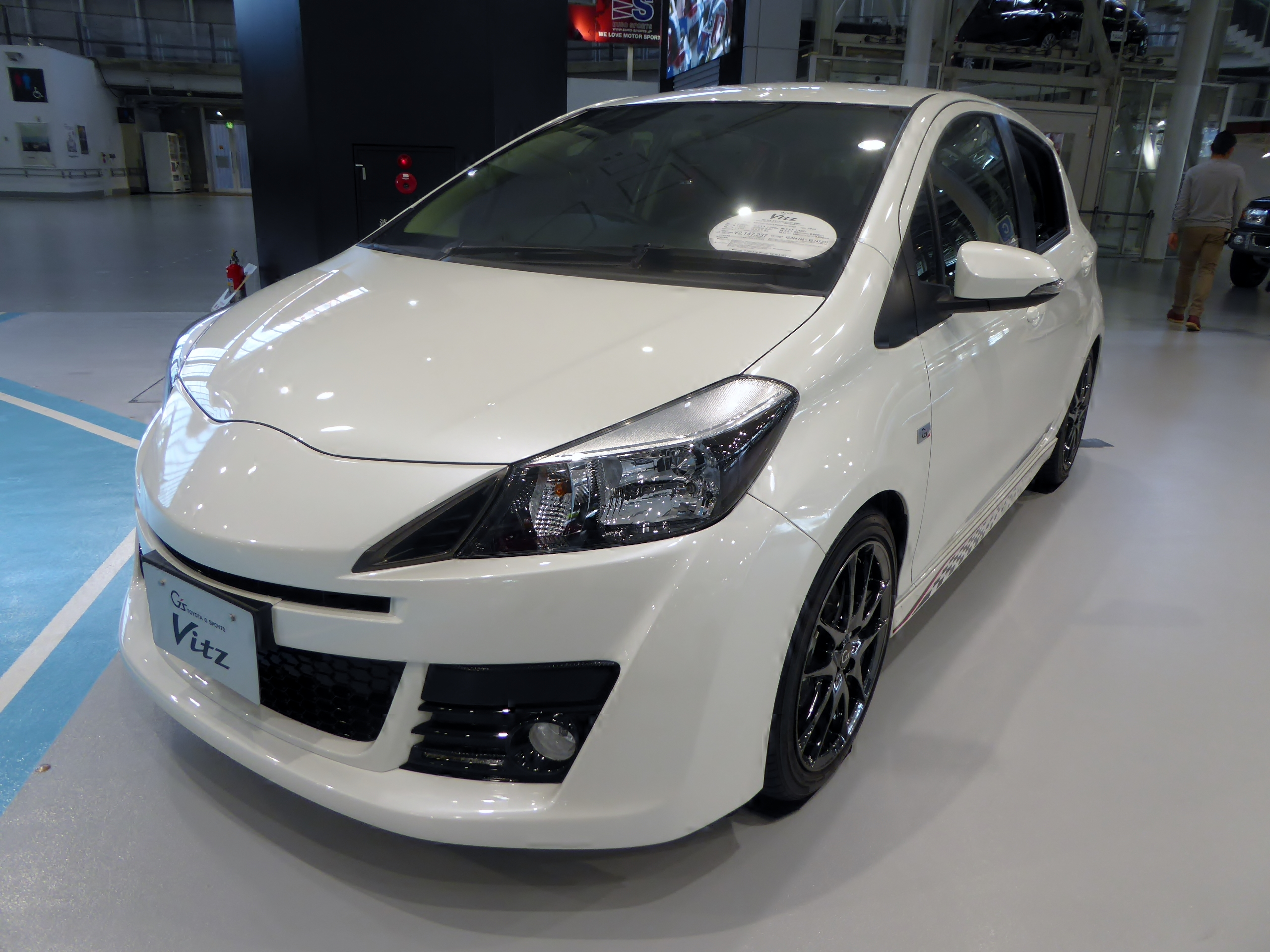
ヴィッツG's
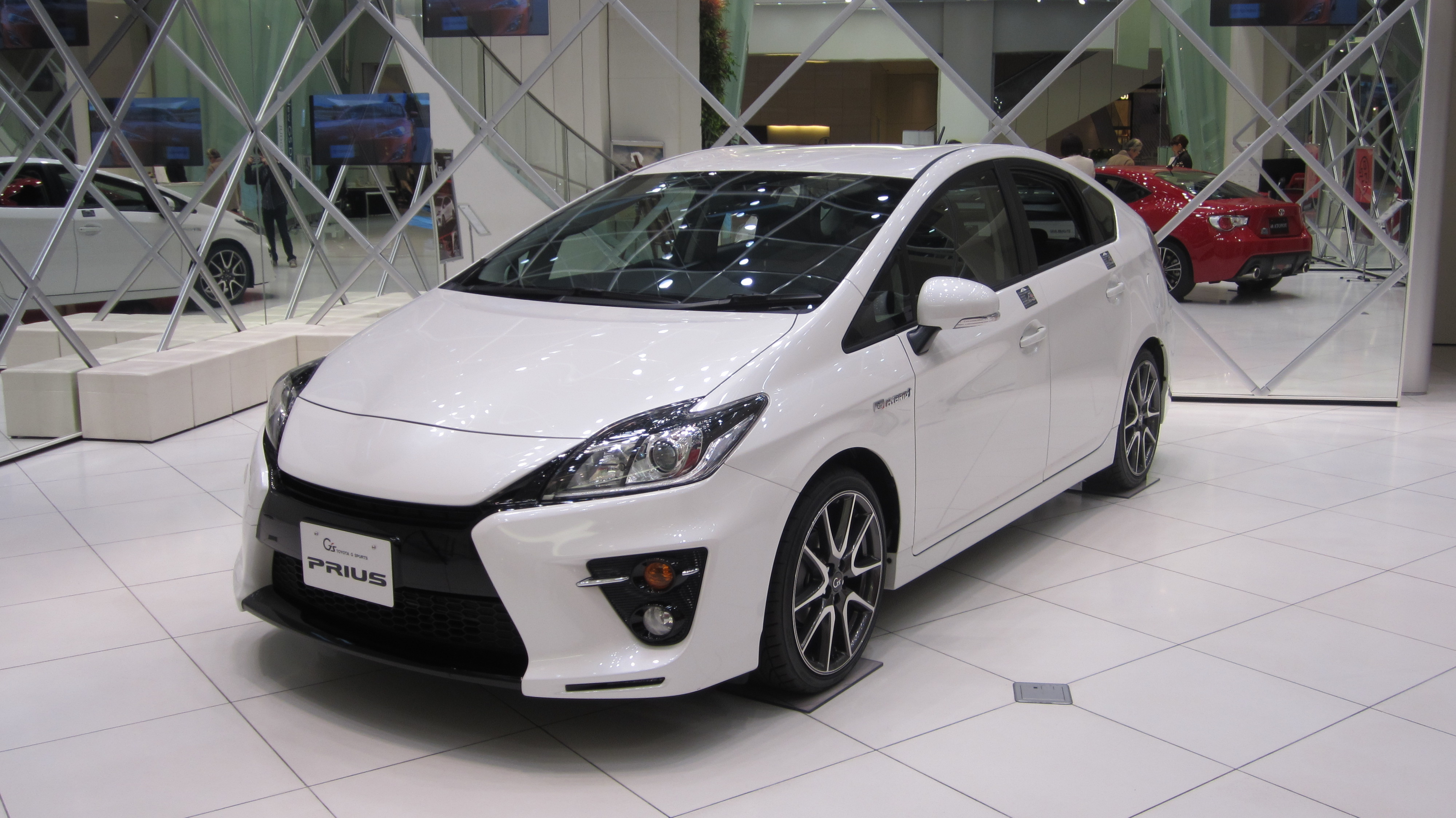
プリウスG's
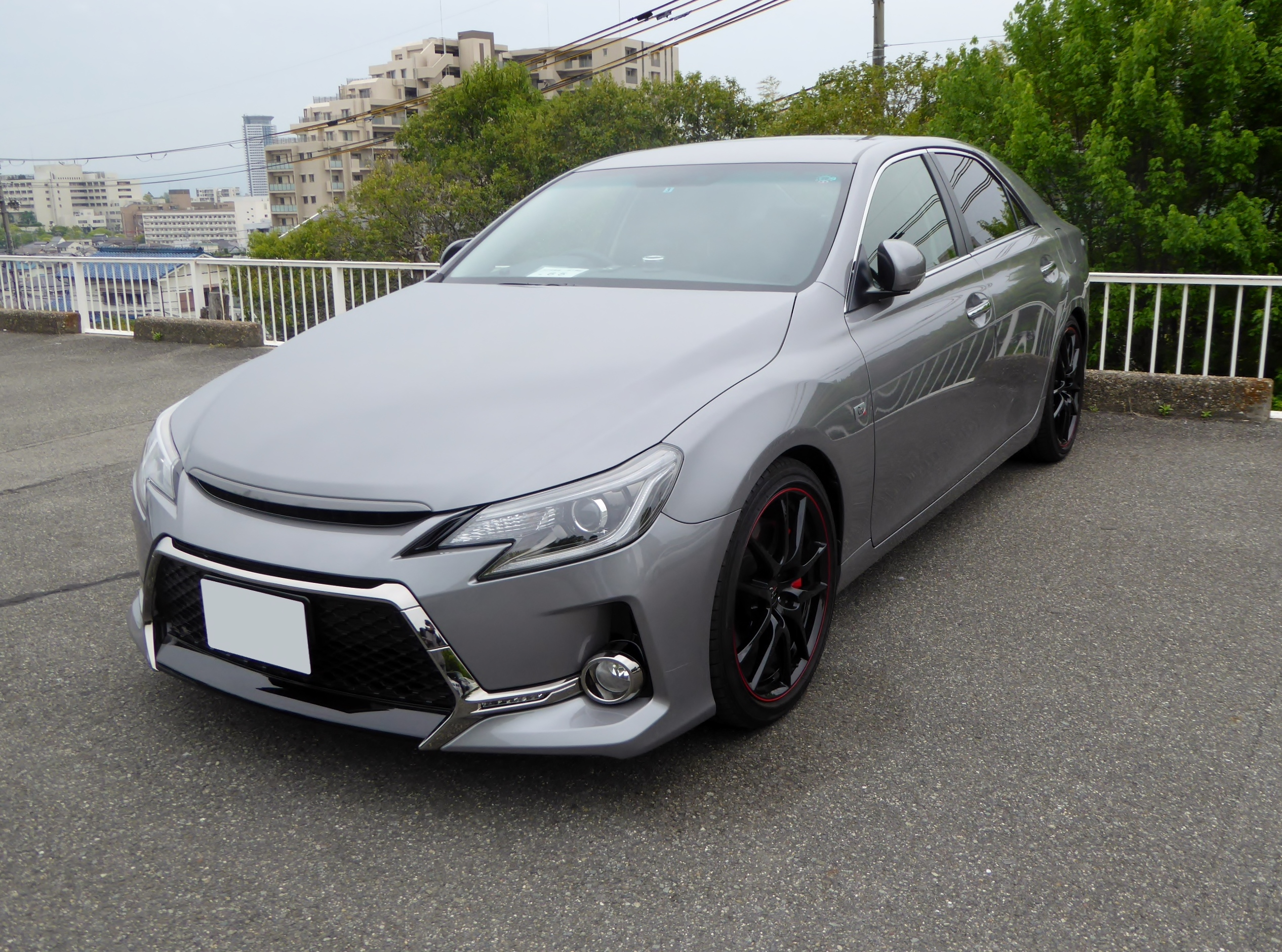
マークX G's
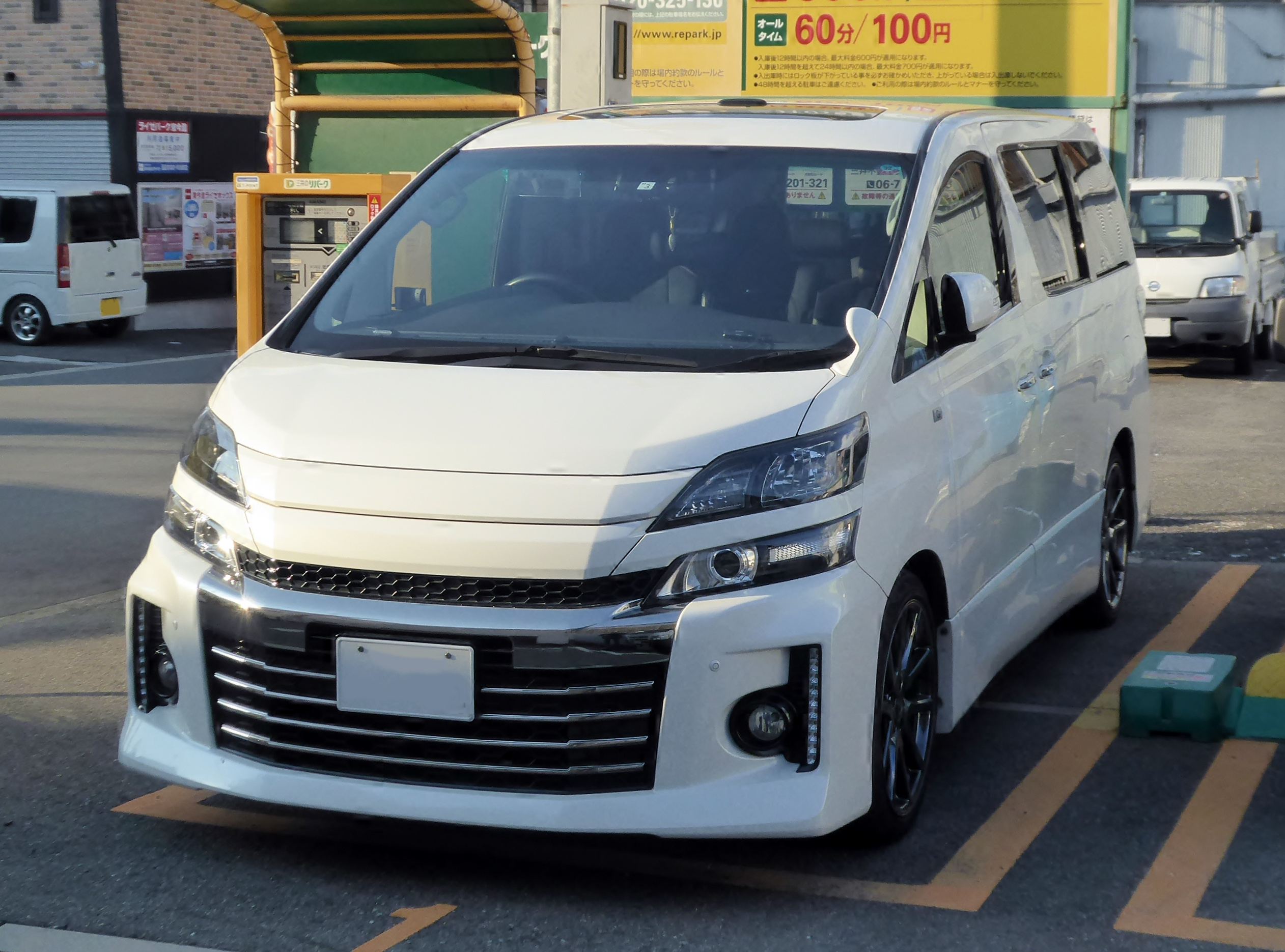
ヴェルファイアG's
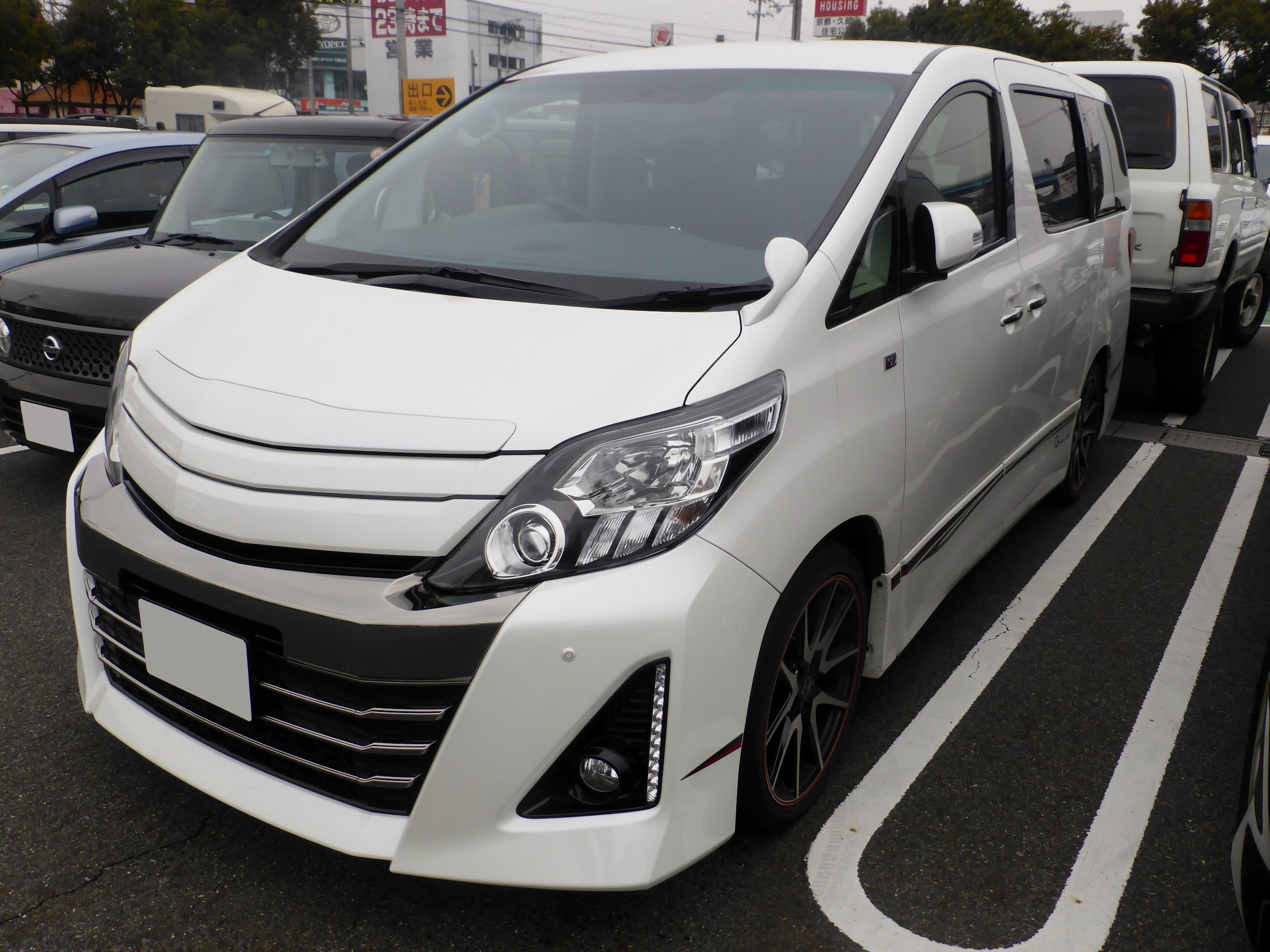
アルファードG's
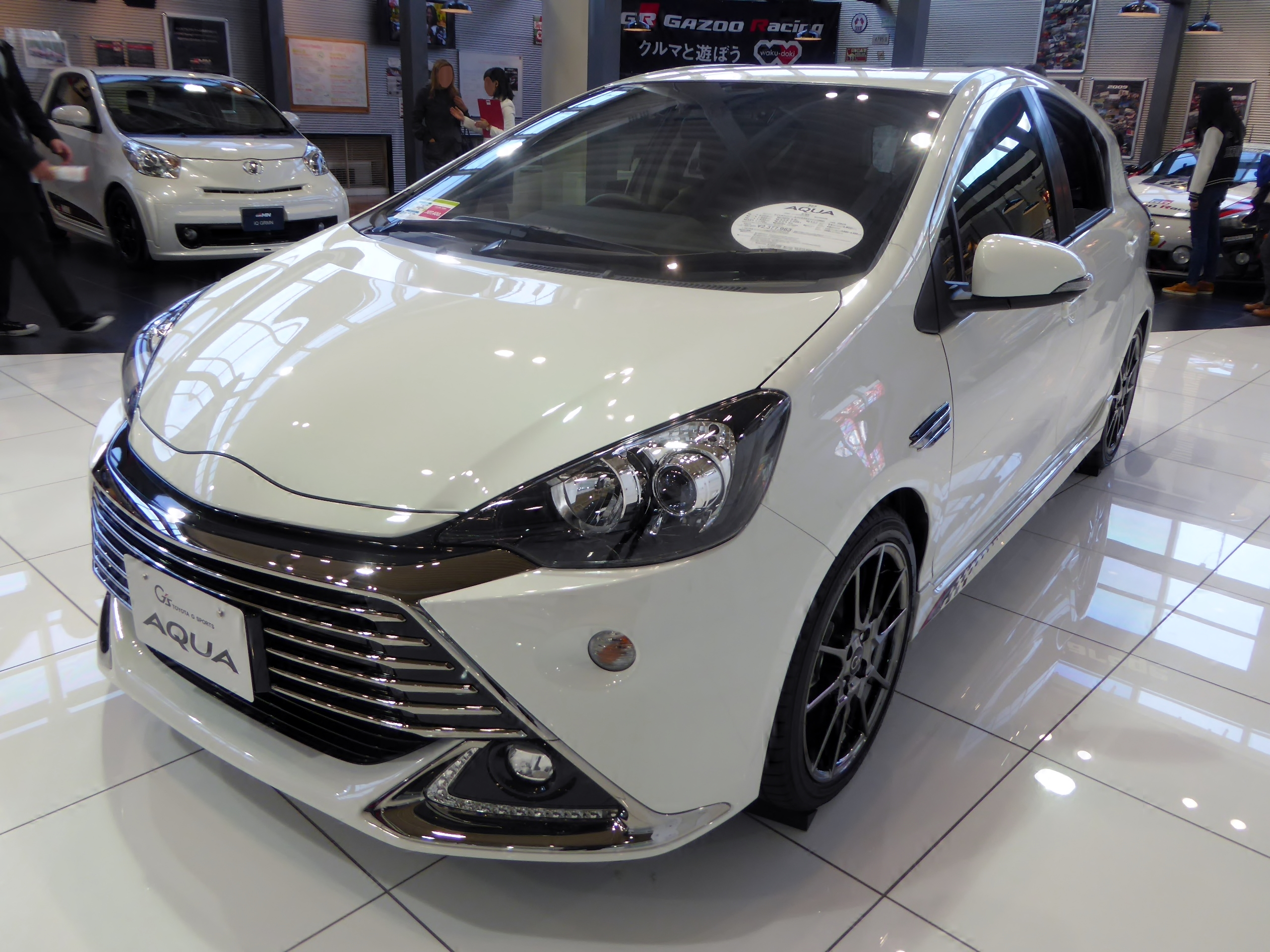
アクアG's
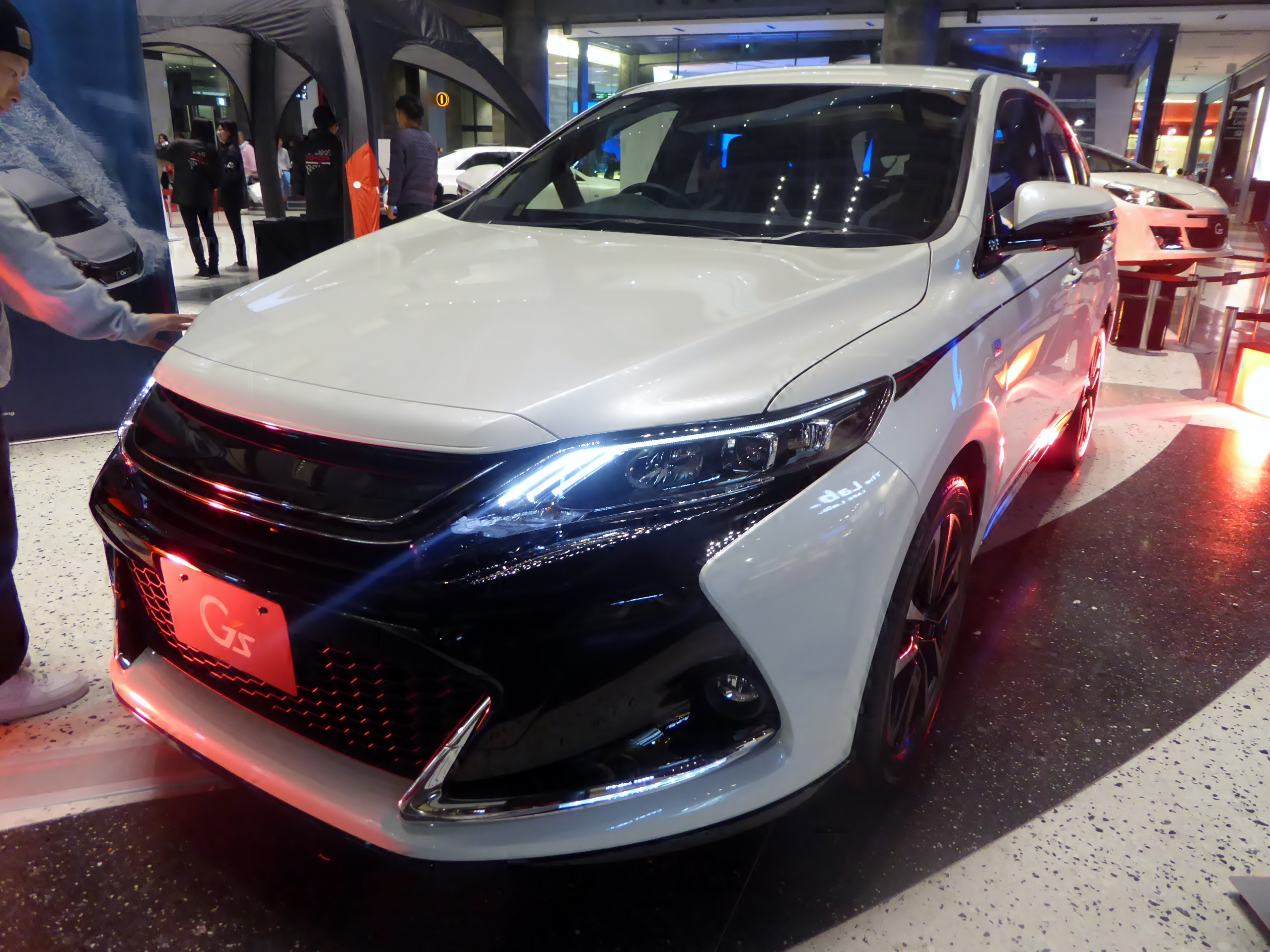
ハリアーG's
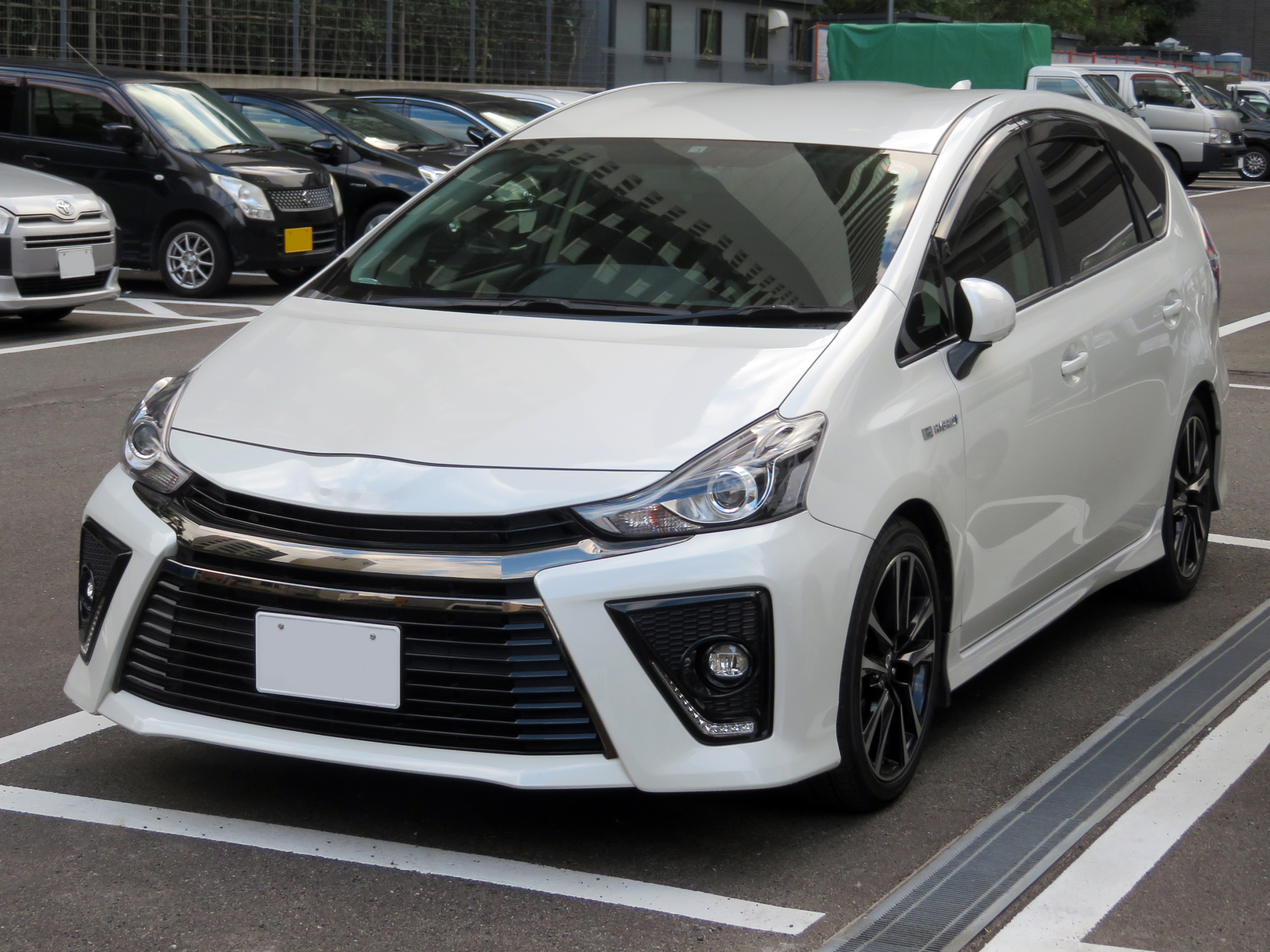
プリウスα G's

## コンセプトカー
東京オートサロン、大阪オートメッセ、東京モーターショーなどの会場で参考出品された。
- GRMN iQ +スーパーチャージャー・コンセプト（2010年）
- GRMN FR ホットハッチ・コンセプト（2010年）
- GRMN スポーツハイブリッド・コンセプト（2010年）
- FT-86 G Sports コンセプト（2010年）
- ノア G Sports コンセプト（2010年）
- ヴォクシー G Sports コンセプト（2010年）
- プリウス G Sports コンセプト（2010年）
- マークX G Sports コンセプト（2010年）
- GRMN iQ レーシング・コンセプト（2011年）
- GRMN スポーツハイブリッド・コンセプトII（2011年）
- ヴィッツ G Sports コンセプト（2011年）
- GRMN スポーツFRコンセプト（2012年）
- GRMN iQ スーパーチャージャー・プロトタイプ（2012年）
- GRMN ヴィッツ ターボ・コンセプト（2012年）
- マークX G Sports コンセプトII（2012年）
- ヴェルファイア G Sports コンセプト（2012年）
- GRMN スポーツFRコンセプト PLATINUM（2013年）
- アクア G Sports コンセプト（2013年）
- マークX G Sports "カーボンルーフ"コンセプト（2013年）
- GRMN 86 コンセプト（2014年）
- GRMN マークX コンセプト（2014年）
- GRMN 86 プロトタイプ（2015年）
- TES-CROSS（2015年）
- S-FR レーシング・コンセプト（2016年）
- ノア G's コンセプト（2016年）
- ヴォクシー G's コンセプト（2016年）
- ヴィッツ TGR コンセプト（2017年）
- アクア TGR コンセプト（2017年）
- GR HV スポーツ・コンセプト（2017年）
- GR スーパースポーツコンセプト（2018年）
- GR スープラ・レーシングコンセプト（2018年）
- スープラGR GT4 コンセプト（2019年）
- GRスープラ SUPER GT コンセプト（2019年）
- GR GT3 コンセプト（2022年）
- プリウス 24h ル・マン センテニアルエディション（2023年）
- FT-Se（2023年）

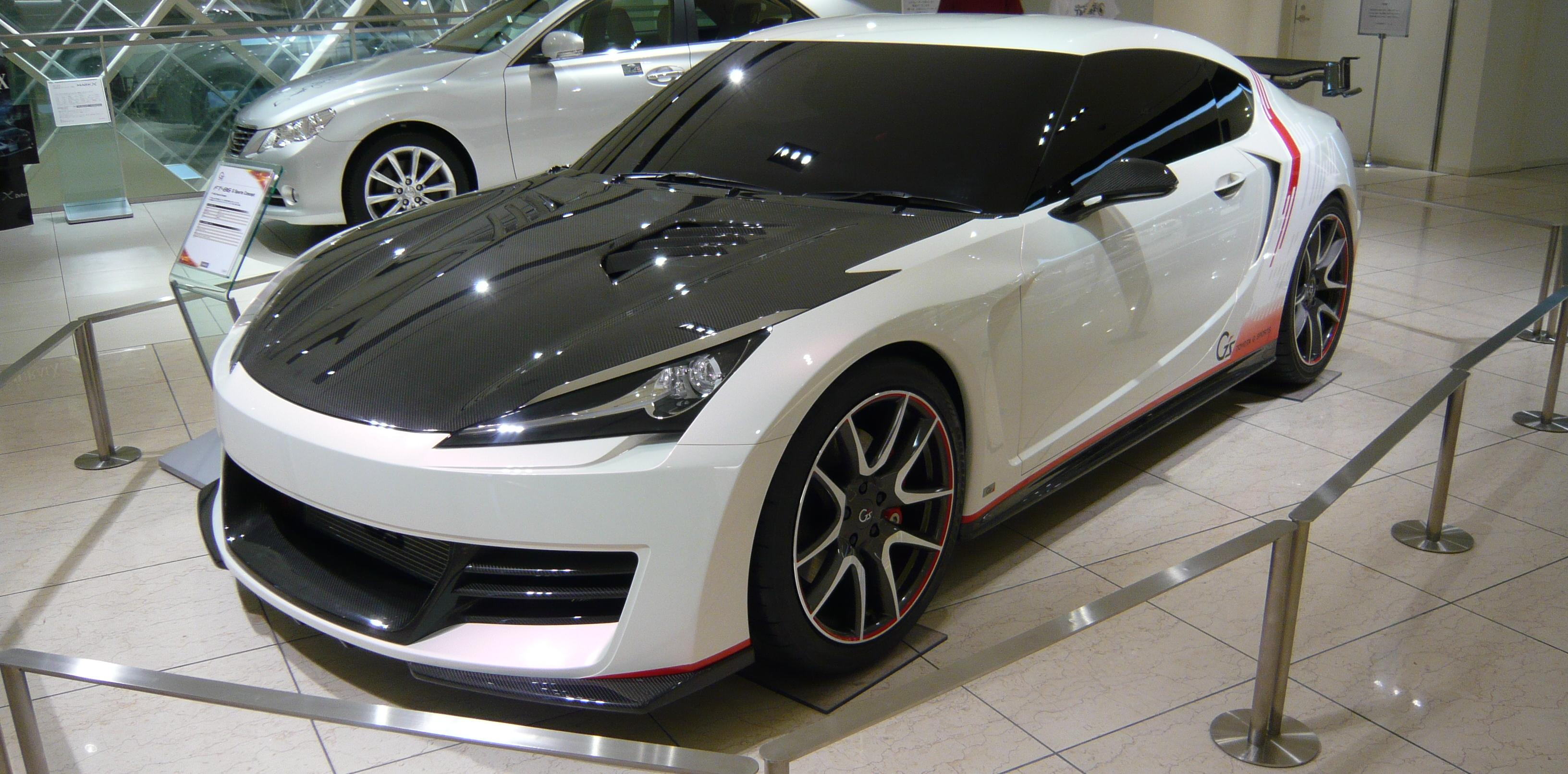
FT-86 G Sports コンセプト
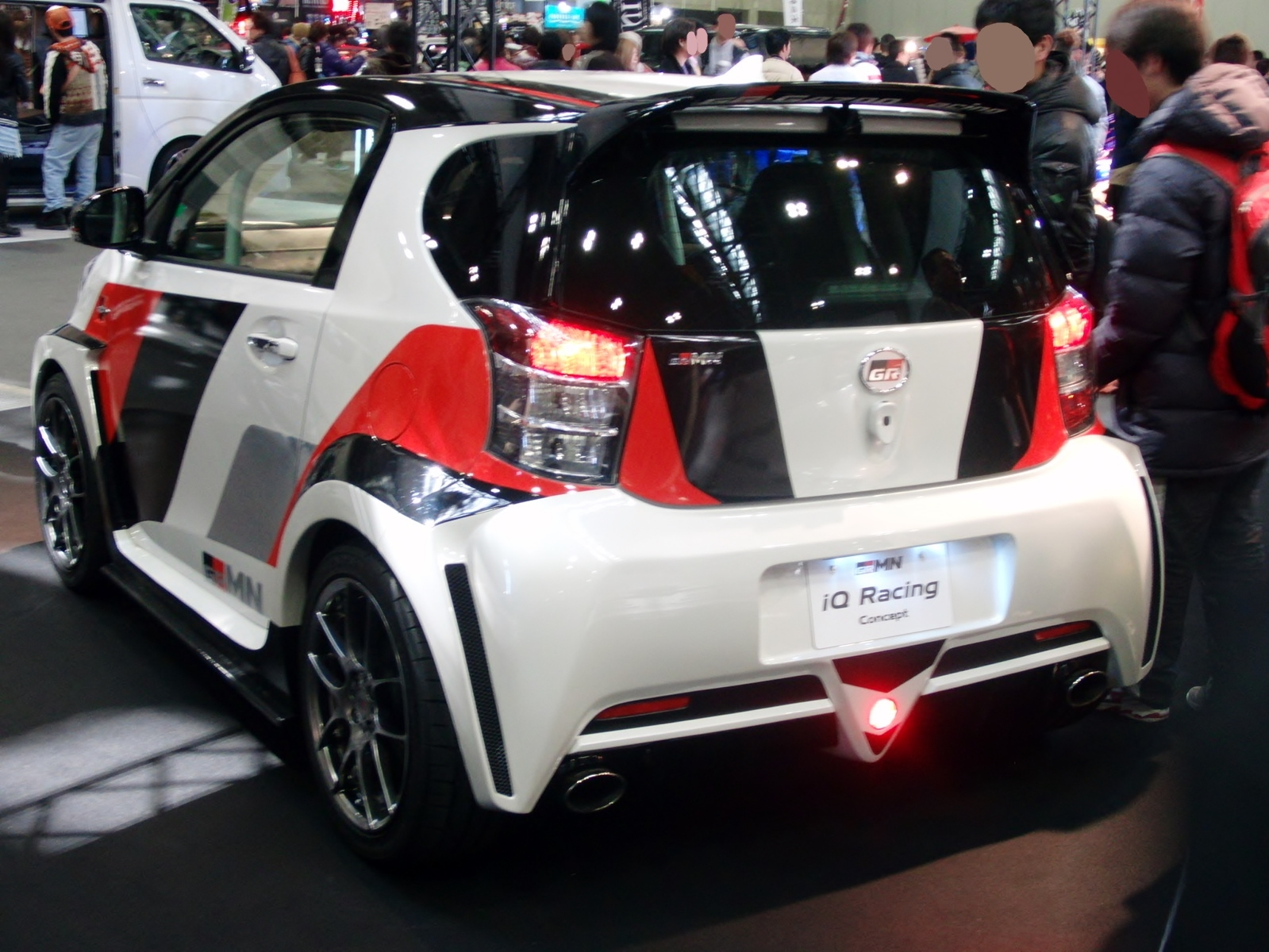
GRMN iQ レーシング・コンセプト
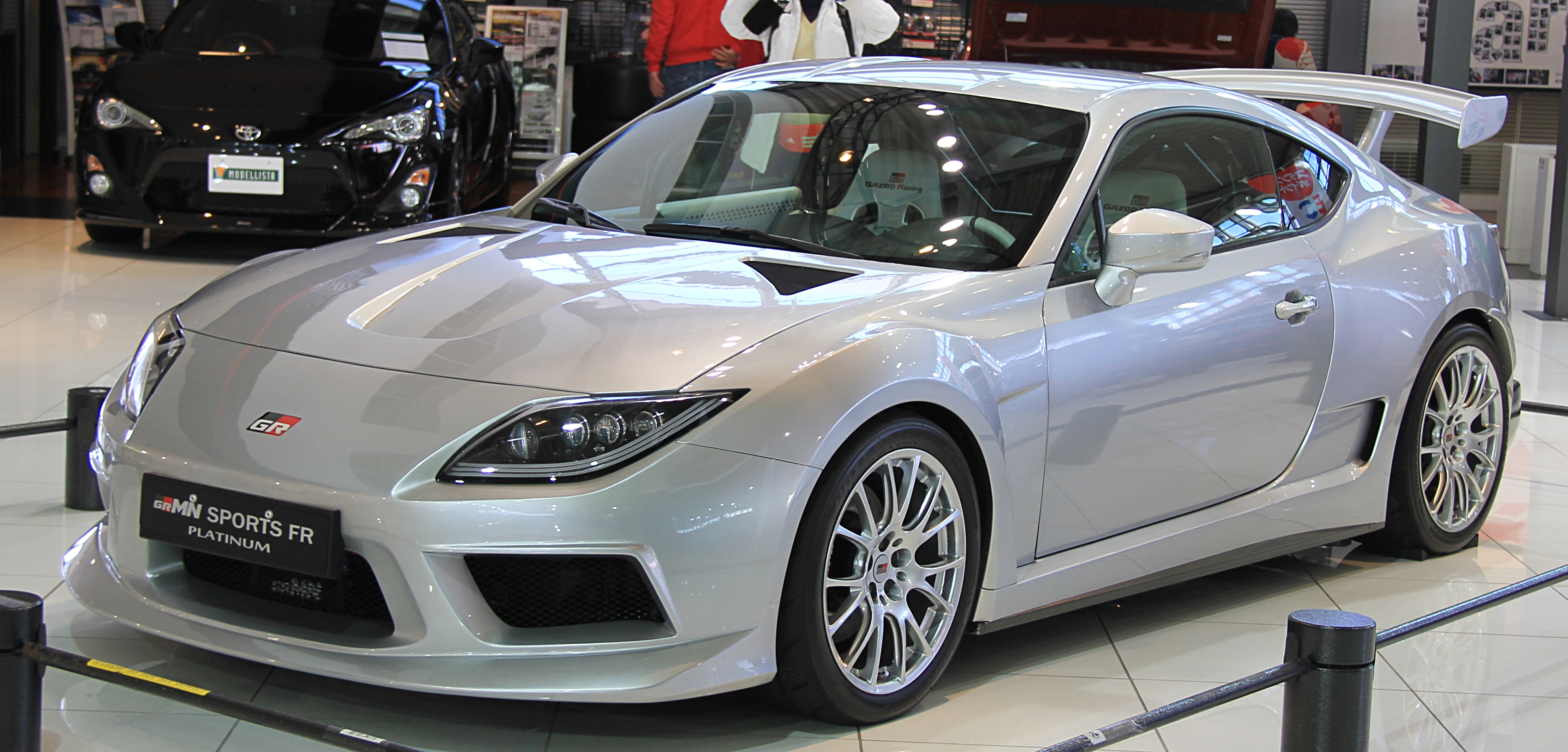
GRMN スポーツFRコンセプト PLATINUM
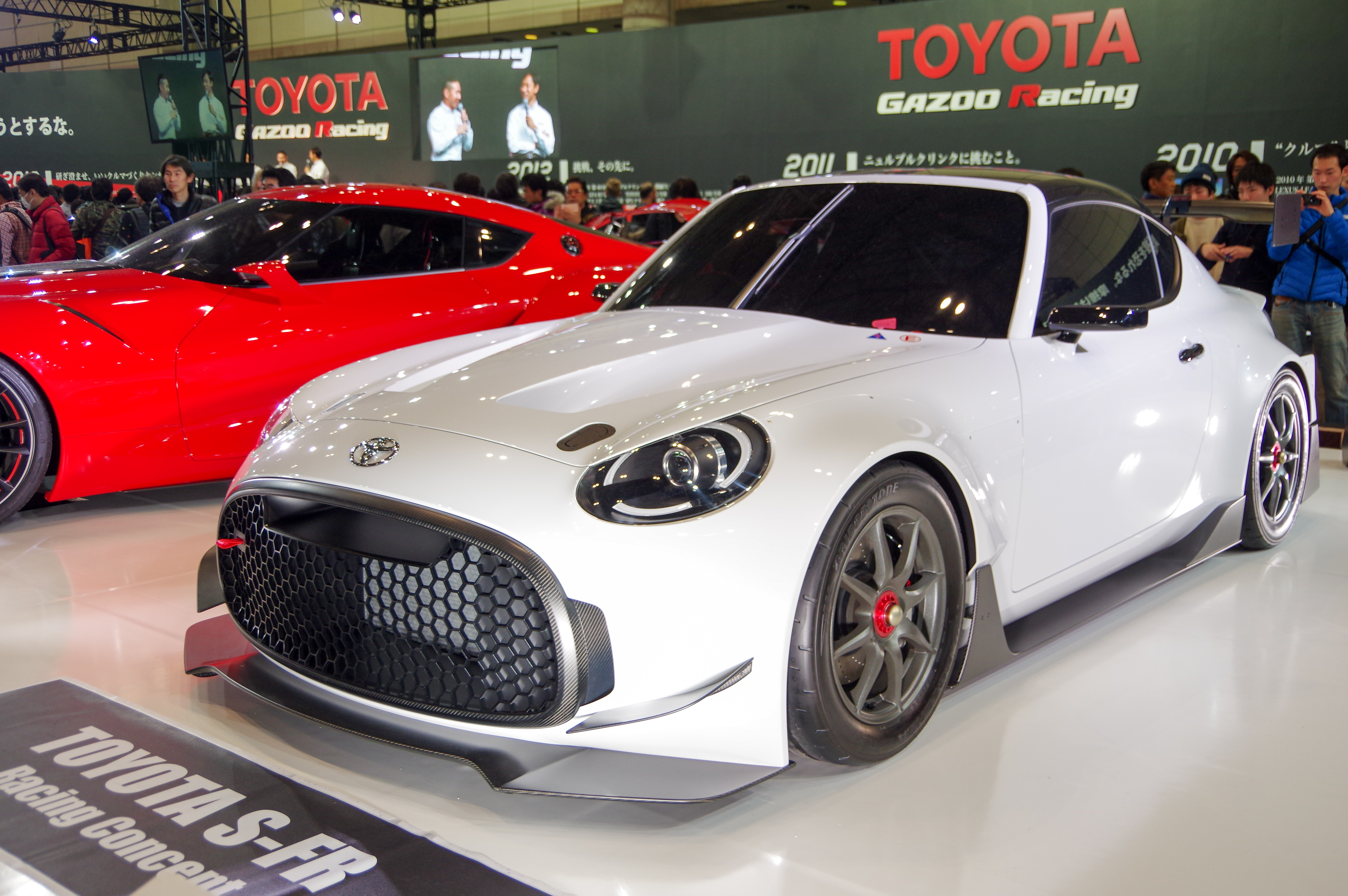
S-FR レーシング・コンセプト
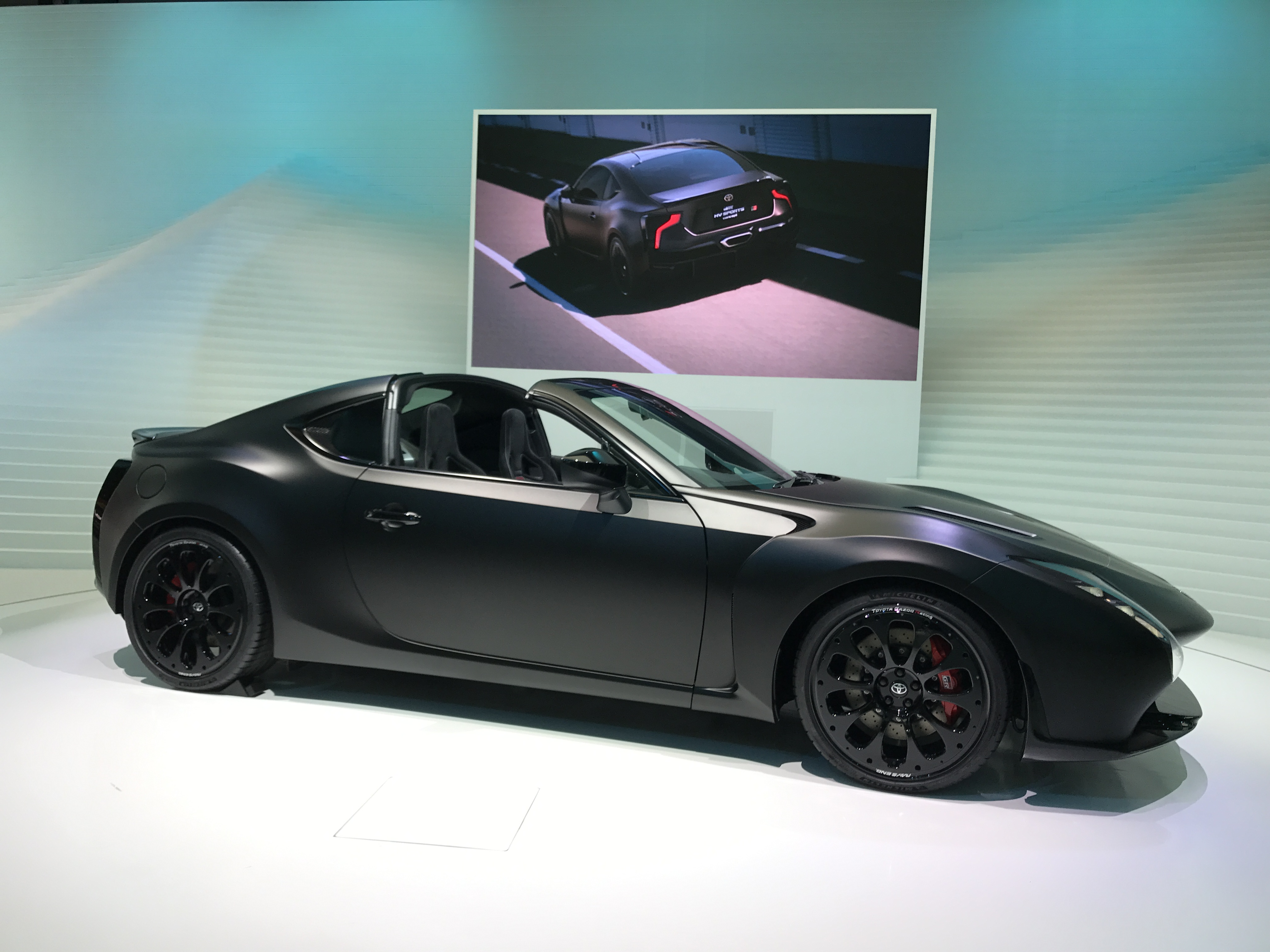
GR HV スポーツ・コンセプト
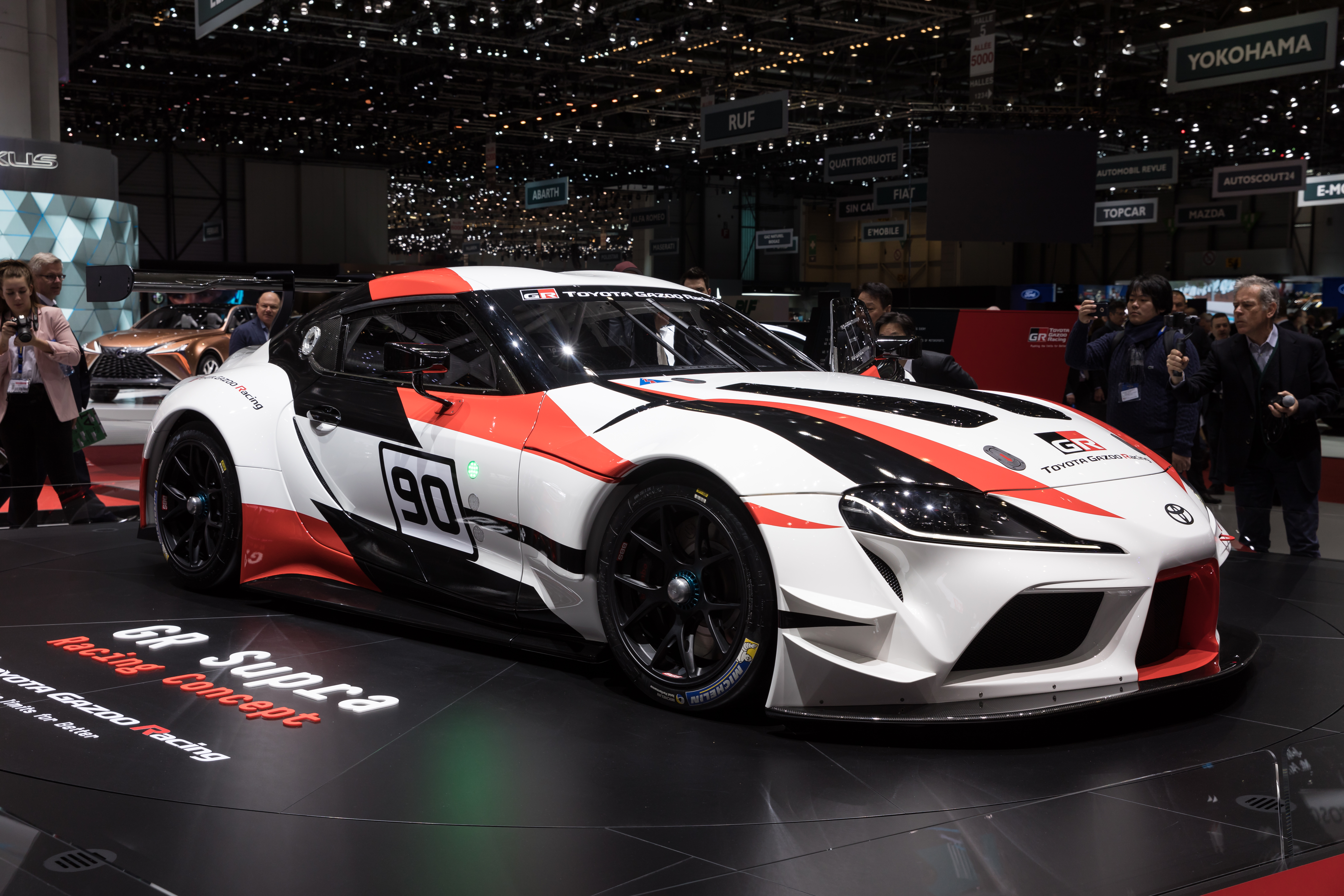
GR スープラ・レーシングコンセプト
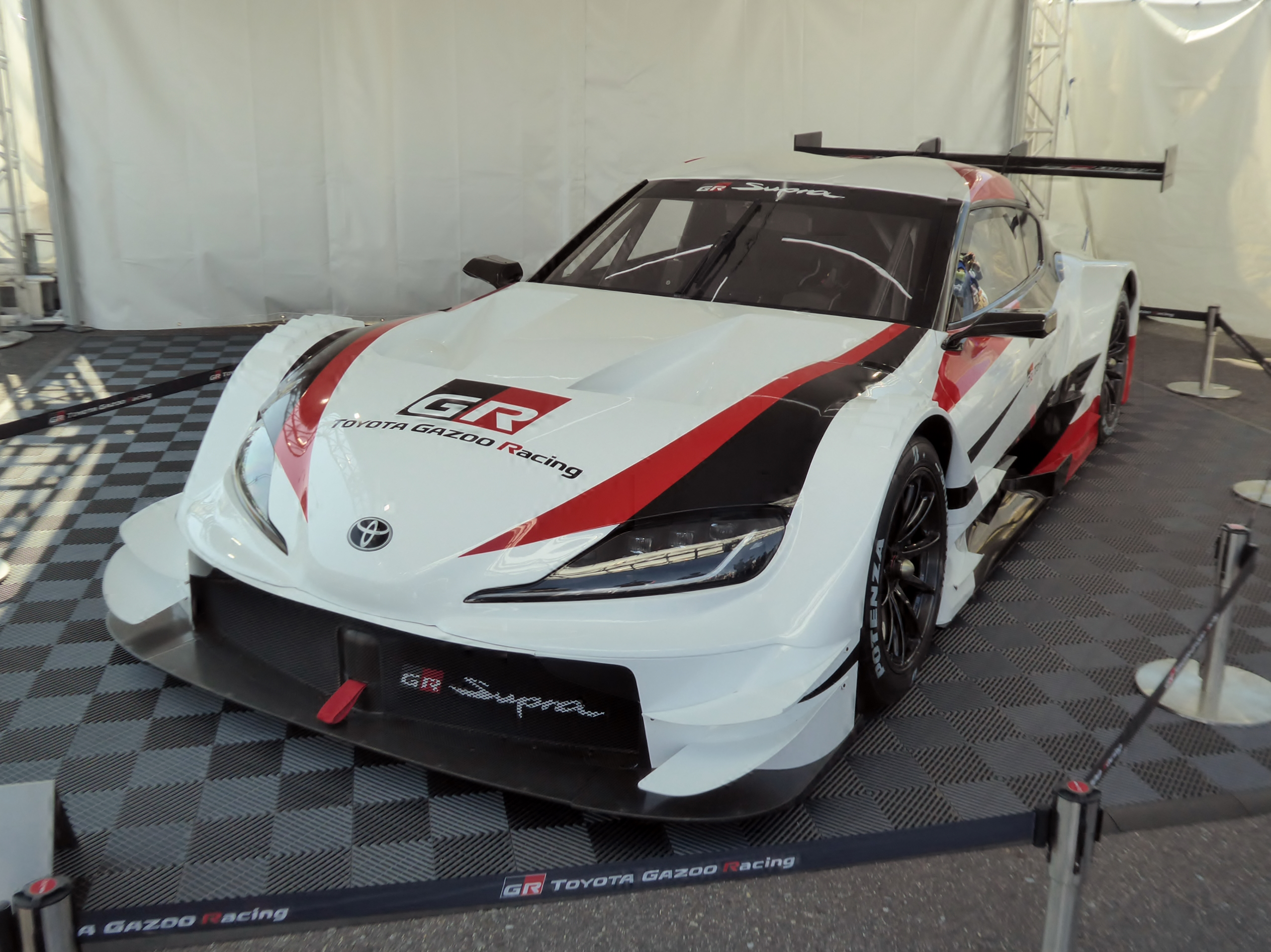
GRスープラ SUPER GT コンセプト
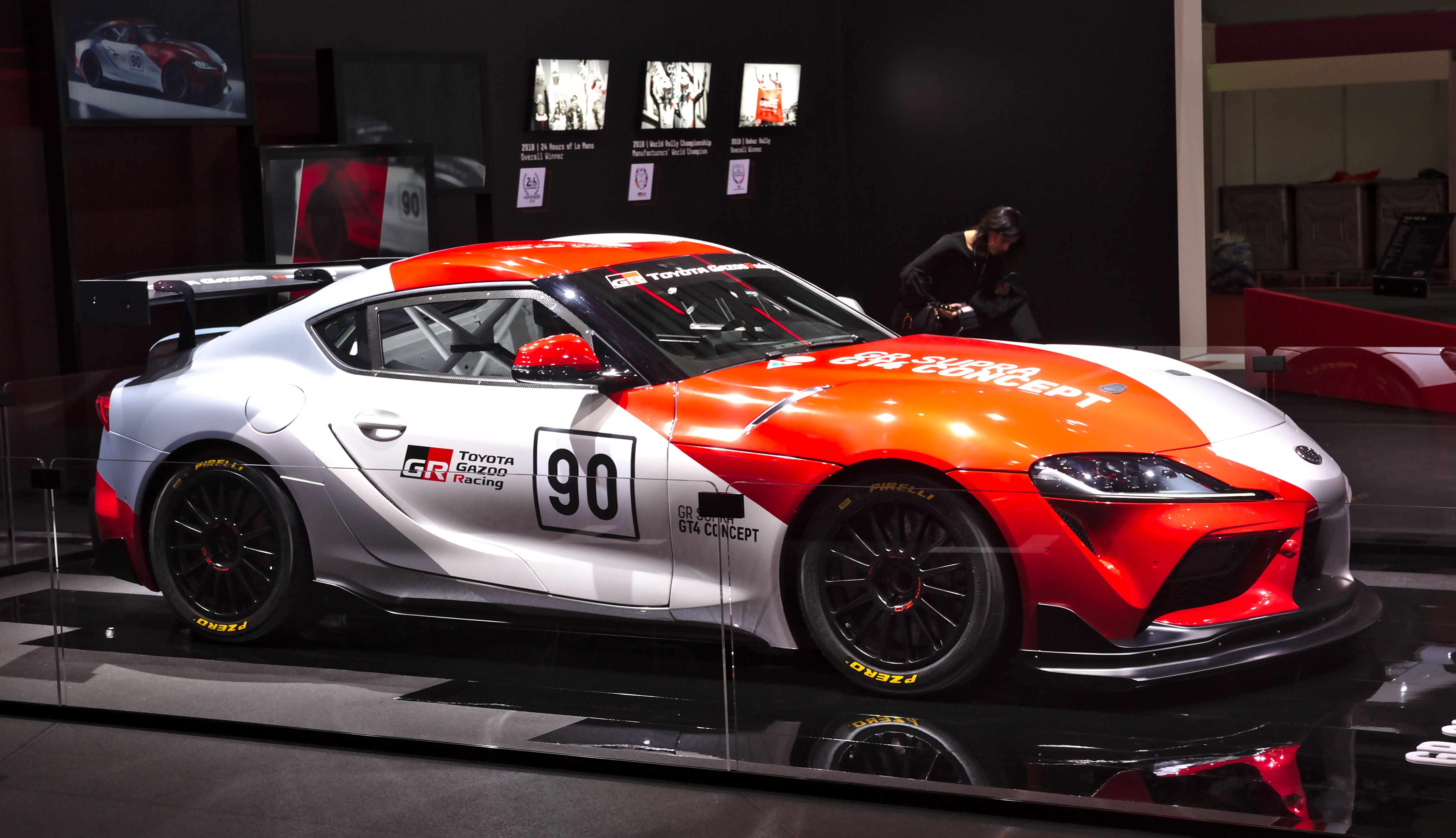
スープラGR GT4 コンセプト